# Arquitectura barroca en Italia

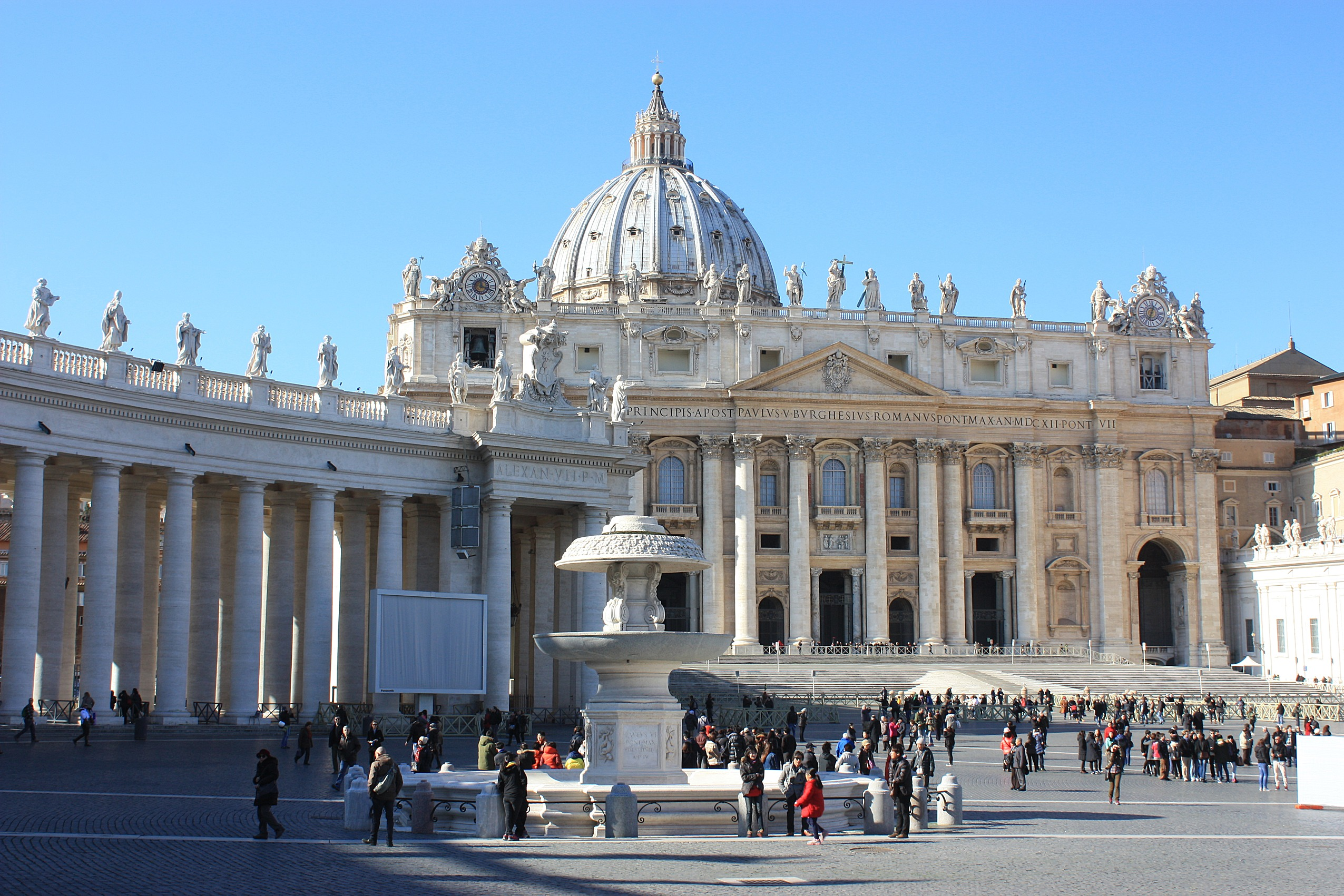
Plaza de San Pedro de Roma, donde, bajo la cúpula renacentista de Miguel Ángel, destacan los elementos barrocos: la fachada (1607-1626) de Maderno y la columnata de Bernini

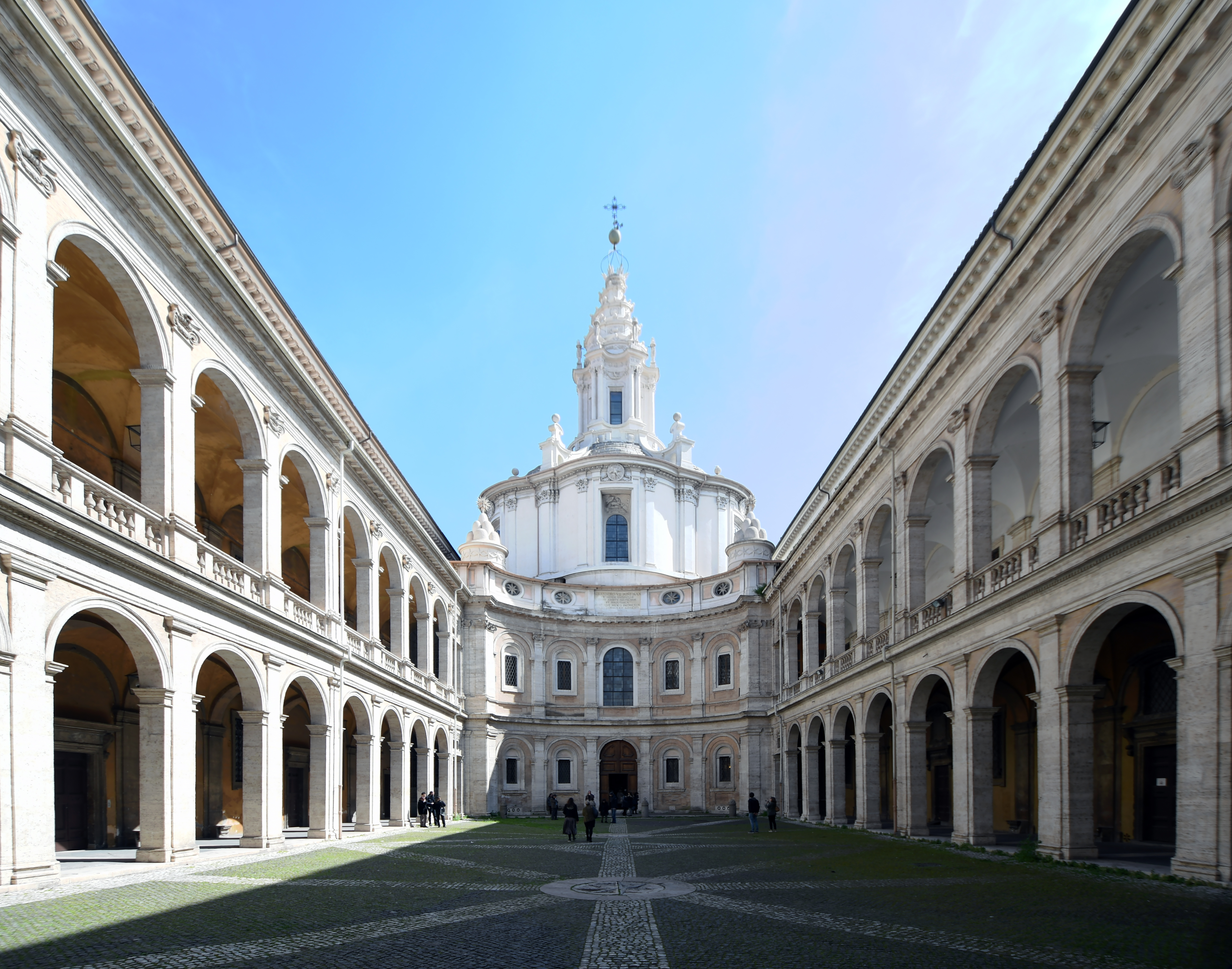
Iglesia de Sant'Ivo alla Sapienza (1643-1662), Roma

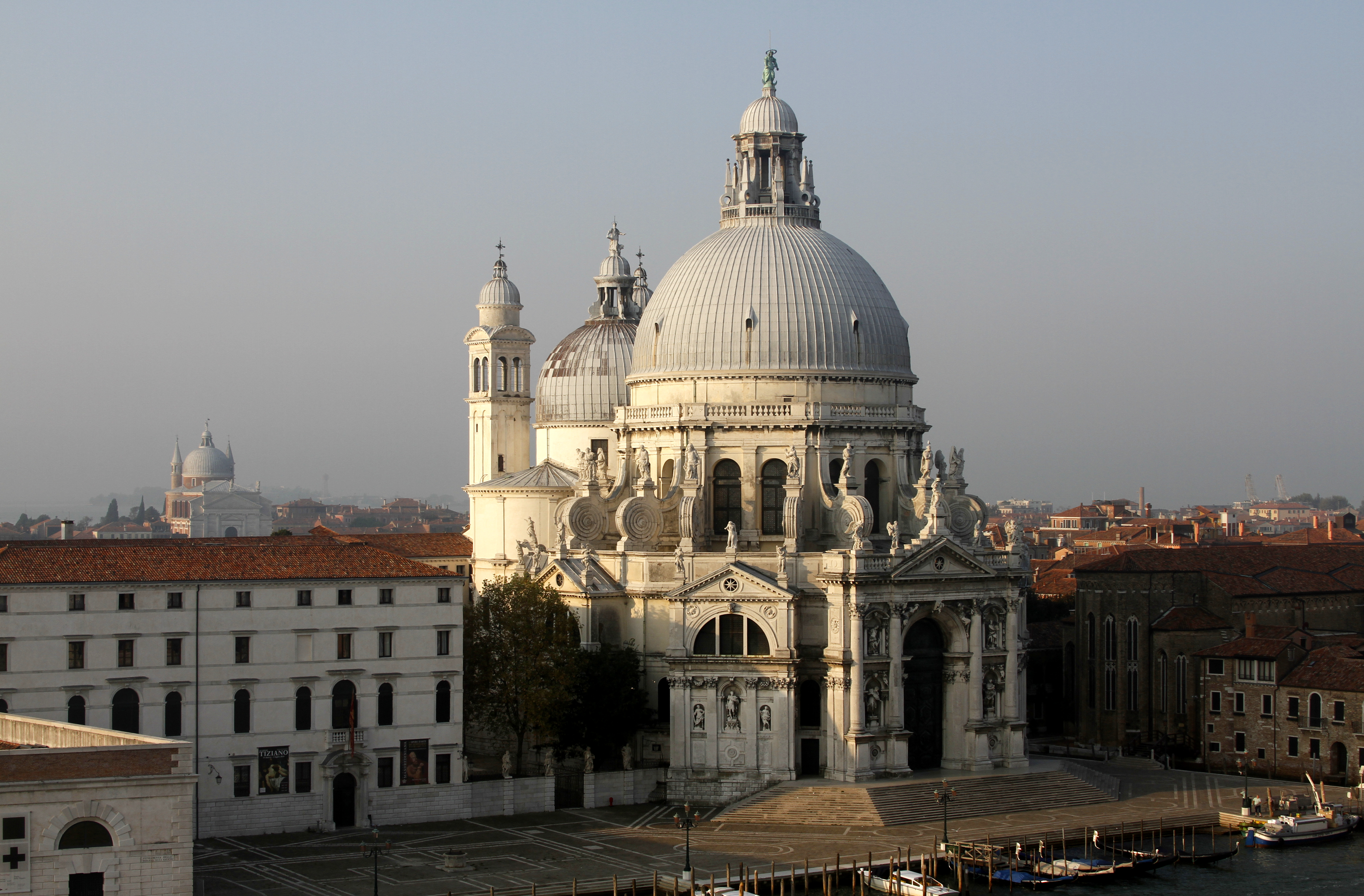
Santa Maria della Salute (1631- 1687), Venecia, obra de Baldassarre Longhena

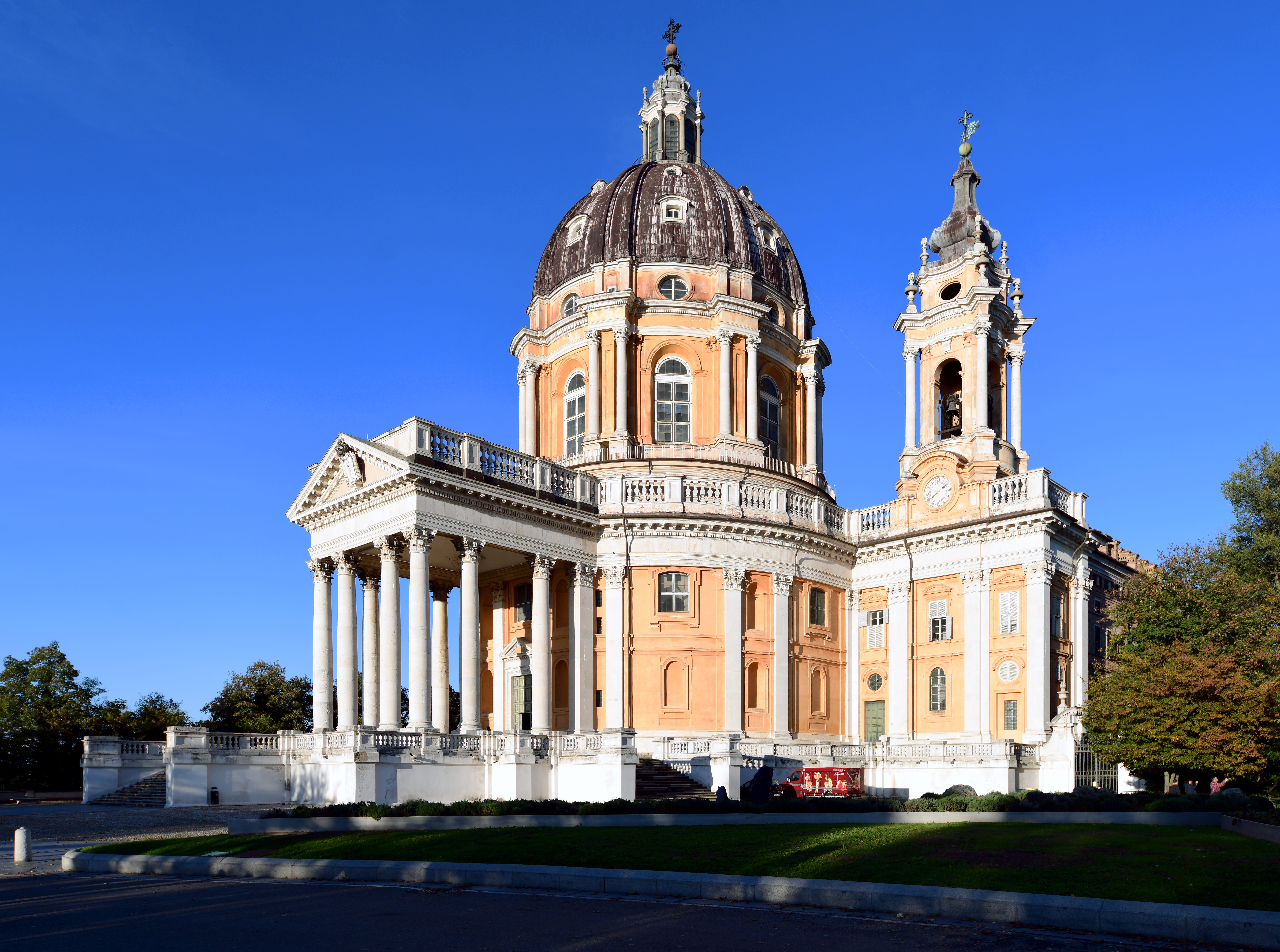
La Basílica de Superga (1717-1731) cerca de Turín, obra de Filippo Juvarra

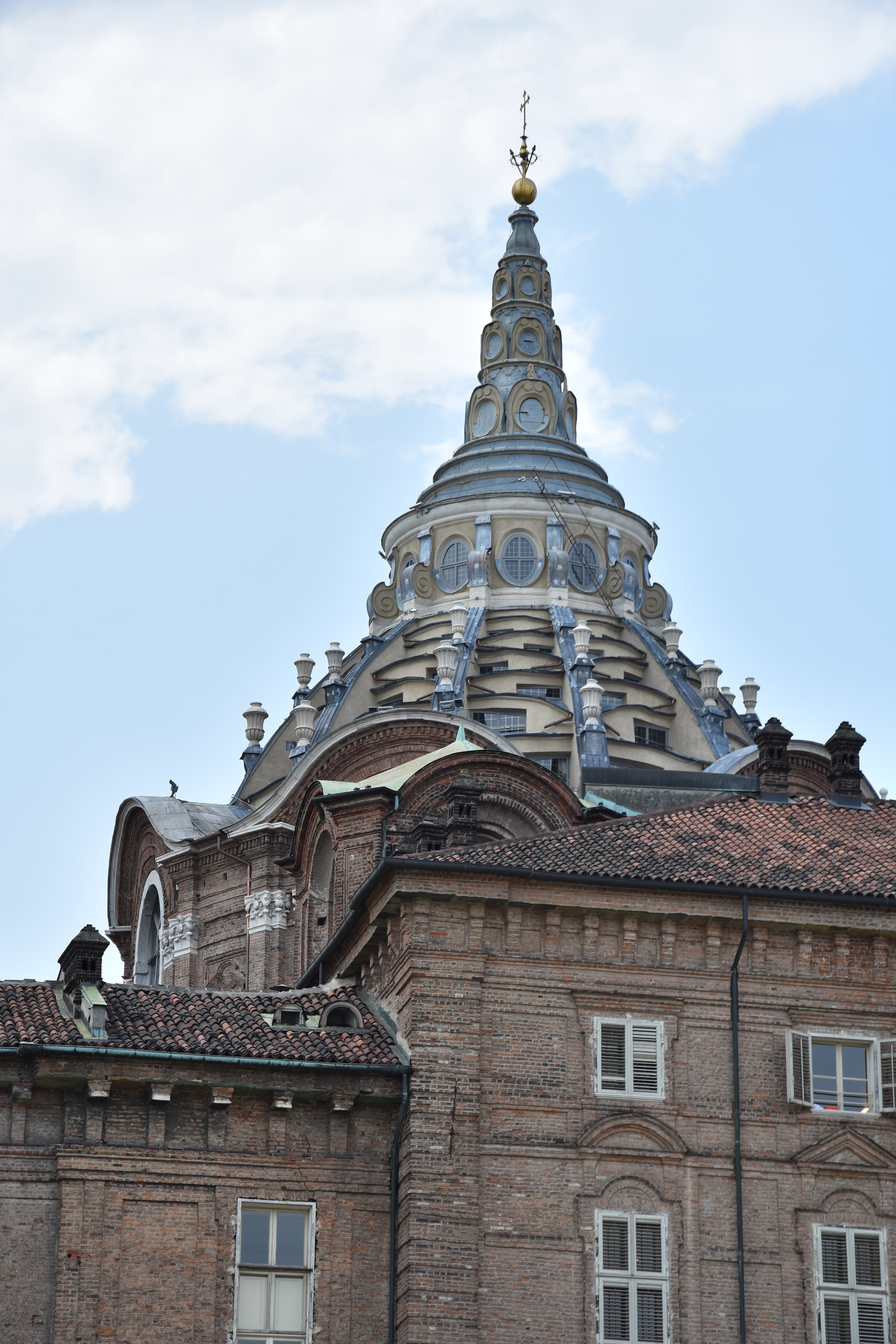
La cúpula de la capilla de la Sábana Santa (1668-1694), de Guarino Guarini

La arquitectura barroca italiana se refiere a la arquitectura barroca practicada en la península itálica, en lo que hoy es Italia, en una época en que las ciudades-estado gradualmente habían ido perdiendo su independencia y estuvieron bajo la dominación extranjera, primero bajo España (1559-1713) y después Austria (1713-1796). Se inició en Roma a principios del siglo XVII, se difundió primero por las ciudades italianas y, luego en al resto de Europa y América y ejerció su influencia en todo el mundo católico. Precedido por el Renacimiento y el manierismo, se desarrolló a lo largo de todo el siglo XVII, durante el período del absolutismo, y fue sucedido por el rococó y el neoclasicismo. El término barroco, originalmente despectivo, indicaba la falta de regularidad y orden, que los defensores del neoclasicismo, influenciados por el racionalismo de la Ilustración, consideraban una indicación de mal gusto. De hecho, las características fundamentales de la arquitectura barroca, altamente decorativa y teatral, fueron las líneas curvas, con patrones sinuosos, como elipses, espirales o curvas con una construcción policéntrica, a veces con motivos que se entrelazan entre sí, para ser casi indescifrables. Todo tenía que despertar asombro y el fuerte sentido de la teatralidad empujaba a los artistas a la exuberancia decorativa, combinando pintura, escultura y estuco en la composición espacial y subrayando todo a través de sugestivos juegos de luces y sombras.
El estilo barroco se considera generalmente consustancial con la Contrarreforma, aunque luego también fue adoptado por las élites de los países protestantes del norte de Europa y por los del mundo eslavo ortodoxo. Su nacimiento en Roma a partir del Manierismo es coincidente con el de la compañía de Jesús —fundada en 1537 para fortalecer la influencia católica perdida y evangelizar el Nuevo Mundo— y con la del Concilio de Trento (1545-1563), que reformó los excesos más patentes de la Iglesia católica, cuya reputación se veía empañada por el patrocinio sistemático y por el escándalo de las indulgencias. Coincidió con el establecimiento de nuevas órdenes religiosas —barnabitas, jesuitas, oratorianos, teatinos— que demandaban nuevas iglesias, de un nuevo que inspirasen sorpresa y asombro, lugares para la propaganda de la fe católica en los que se perseguía la belleza con unas decoraciones cada vez más expansivas.
Los arquitectos barrocos tomaron los elementos básicos de la arquitectura renacentista, incluidas las cúpulas y las columnatas, y los hicieron más altos, más grandiosos, más decorados y más teatrales. Los efectos interiores a menudo se lograron con el uso de la Quadratura, o pintura trompe-l'oeil, combinada con la escultura; el ojo era dirigido hacia arriba, dando la ilusión de que se está mirando al cielo. Grupos de ángeles esculpidos y figuras pintadas se amontonan en el techo. La luz también se usó para lograr un efecto escénico; fluía desde las cúpulas y se reflejaba en una abundancia de dorados. Las columnas retorcidas también se usaron a menudo para dar una ilusión de movimiento hacia arriba, y los cartouches y otros elementos decorativos ocupaban cada espacio disponible. En los palacios barrocos, las grandes escaleras se convirtieron en un elemento central.
Los primeros ejemplos en los que este estilo es plenamente reconocible se pueden encontrar en algunas obras de Carlo Maderno (fachada de Santa Susanna (1585-1603), fachada y nave de San Pedro del Vaticano (1603-1626) y la basílica de Sant'Andrea della Valle (1608-1625), cuya fachada fue completada en 1655-1665 por Carlo Rainaldi), de Martino Longhi, el Joven (fachada de la iglesia de los Santos Vicente y Anastasio (1644-1650) en Trevi) y de otros, en los que destaca el intento de reforzar el eje central de las fachadas mediante el uso gradual de pilastras, semicolumnas y columnas.
Alcanzó su apogeo en el alto barroco (1625-1675), cuando Gian Lorenzo Bernini —cuya influencia en la vida artística de la época se ha llegado a calificar de dictadura —, Francesco Borromini y Pietro da Cortona contribuyeron a desarrollar aún más el lenguaje barroco, ya no solo en la aplicación de elementos decorativos, sino en la misma concepción del espacio basándose en la elaboración de nuevas formas como elipses, espirales y curvas policéntricas. La mayoría de sus contribuciones están relacionadas con edificios religiosos: iglesias de Sant'Andrea al Quirinale (1658-1670) y de la Asunción, en Ariccia, de Bernini; Sant'Agnese en Agone, San Carlo alle Quattro Fontane (1634-1646), Sant'Ivo alla Sapienza (1643-1662) y nave central de San Giovanni in Laterano (1646-1650), de Borromini; San Lucas y Santa Martina (1634-1650), Santa Maria della Pace (1656-1667) y fachada de Santa Maria en Via Lata, de Cortona. Aunque no faltaron fábricas civiles (como el palacio Barberini, de Bernini y Borromini, el palacio Montecitorio, de Bernini y Carlo Fontana, el palacio Chigi-Odescalchi, también de Bernini, y el palacio de Propaganda Fide y la galería en perspectiva del palacio Spada, de Borromini). Después de Bernini y Borromini, Carlo Fontana fue el arquitecto más influyente de Roma (fachada cóncava de San Marcello al Corso).
Cabe destacar también las transformaciones urbanas, principalmente debido a la actividad del papa Sixto V que, con el apoyo técnico de Domenico Fontana, promovió el primer proyecto moderno de planificación urbana de la ciudad de la Roma. Se trazaron nuevas vías en grandes ejes rectos que conectaban las áreas más importantes de la ciudad y los principales edificios religiosos y administrativos, y se construyeron o reorganizaron grandes plazas (plazas del Popolo, Navona y San Pedro) y edificios importantes, buscando construir una nueva Roma proporcionada a la antigua, extendiendo la zona habitada moderna hasta las murallas aurelianas, trazando en las colinas de la orilla izquierda otras calles rectilíneas. “Queda así fijada la fisonomía de la Roma moderna: Una ciudad que no intenta revivir la Roma antigua, pero que guarda sus reliquias y ha aprendido a frecuentarlas de forma natural, como testimonios del pasado.” - Leonardo Benevolo
El estilo barroco pronto se extendió más allá de los confines de la ciudad, llegando primero a Turín, donde la corte la casa de Saboya, particularmente receptiva, necesitaba plasmar en obras ambiciosas su reciente promoción política, y para ello empleó a un destacado trío de arquitectos: Guarino Guarini, Filippo Juvarra y Bernardo Vittone.</ref> Destacan la expansión de la ciudad de Carlo y Amedeo di Castellamonte, las residencias de la casa real de Saboya, las villas y palacios de Turín, y en especial la capilla de la Sábana Santa, la iglesia de San Lorenzo y el palazzo Carignano, todos de Guarini.
El estilo llegó a Milán —iglesia de San Giuseppe, de Francesco Maria Richini—, a Venecia —basílica de Santa Maria della Salute, de Baldassare Longhena, con una planta octogonal unida a un santuario bordeado por dos ábsides—, a Nápoles —donde Francesco Grimaldi, Cosimo Fanzago, Ferdinando Sanfelice estaban activos, de los que se recuerdan respectivamente la capilla real del Tesoro de San Gennaro, la iglesia de Santa Maria Egiziaca en Pizzofalcone y el palazzo dello Spagnolo—, a la región de Apulia —basílica de Santa Croce en Lecce, con decoraciones derivadas del plateresco español— y a Sicilia —especialmente después del terremoto de 1693: catedral de Sant'Agata en Catania, catedral de San Giorgio en Ragusa, iglesia de San Domenico en Noto—. La Toscana, por otro lado, permaneció vinculada a los gustos tardomanieristas (capilla de los Príncipes, con una planta octogonal, adornada con ricas incrustaciones creadas con piedras semipreciosas) y la producción más propiamente barroca puede datarse a principios del siglo XVIII.
La última fase de la arquitectura barroca italiana se ejemplifica en Nápoles por el Palacio de Caserta, de Luigi Vanvitelli. Transición ya hacia la arquitectura neoclásica, siguiendo el modelo de otros palacios borbónicos (palacio de Versalles, palacio Real de Madrid), se integra en el paisaje circundante. Sus dimensiones son extraordinarias; se le considera el mayor edificio de la Europa del siglo XVIII.

Las fachadas de las grandes iglesias barrocas romanas
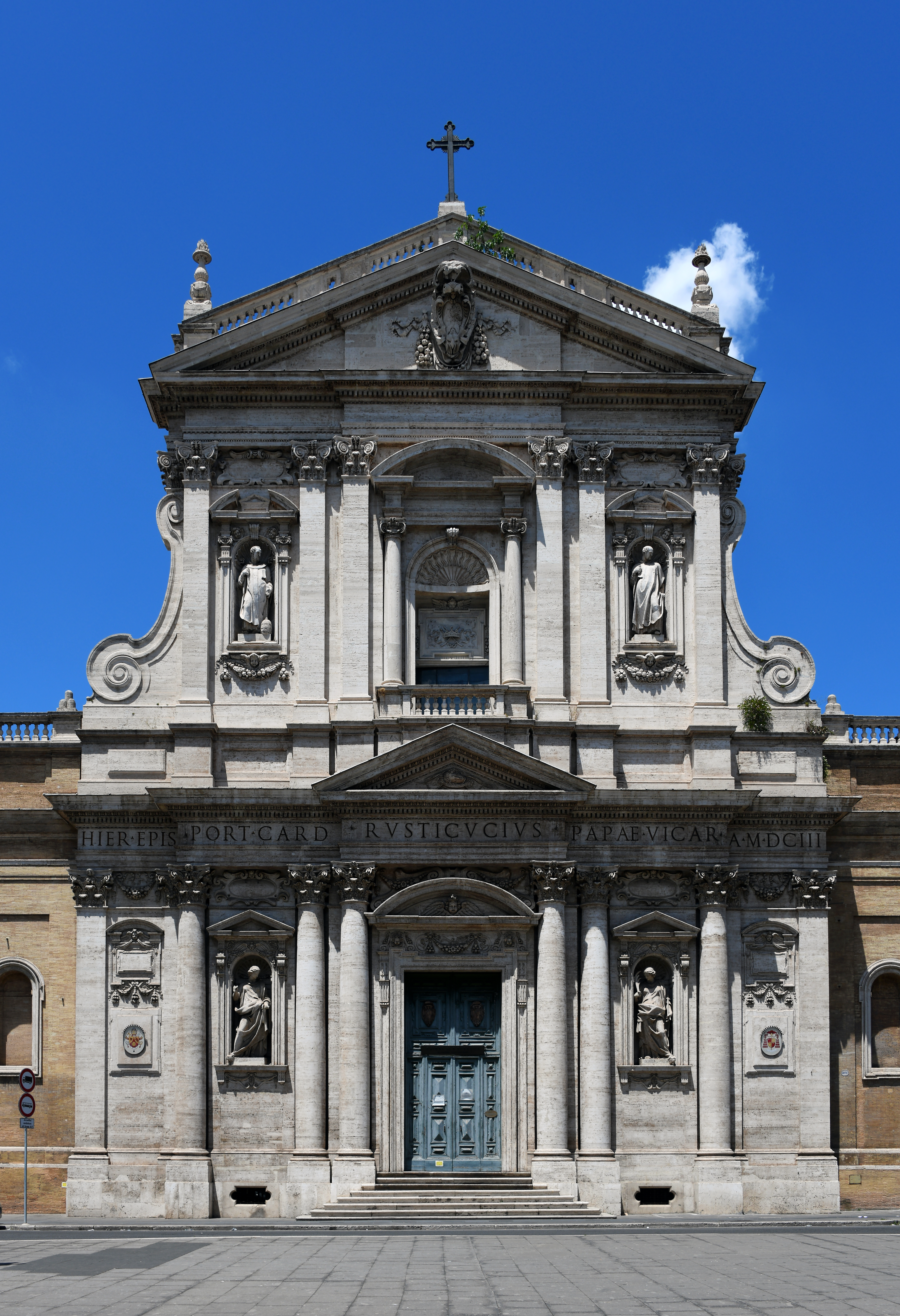
Santa Susana en las Termas de Diocleciano, diseñada por Carlo Maderno en 1596
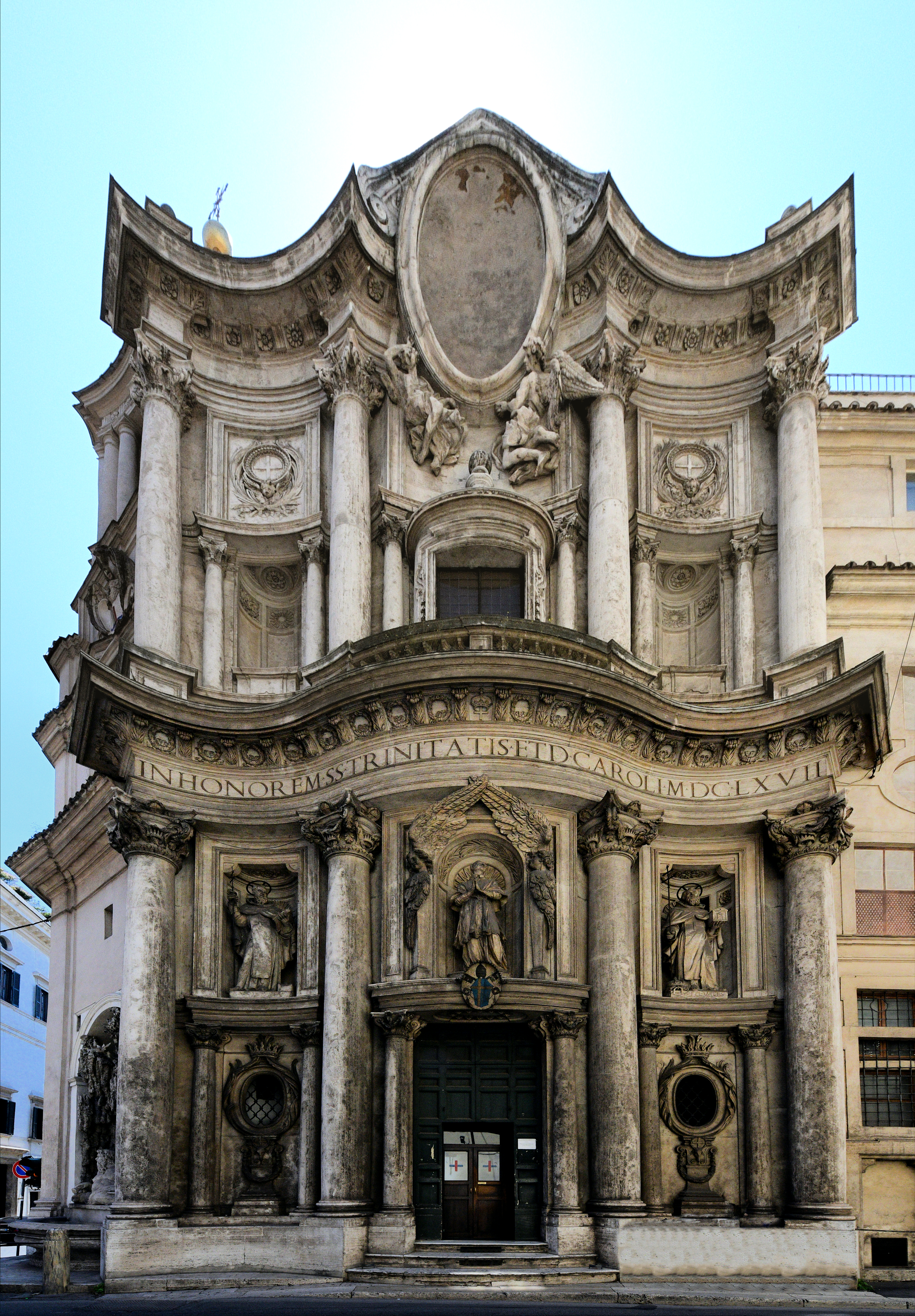
San Carlo alle Quattro Fontane (1638-1641)
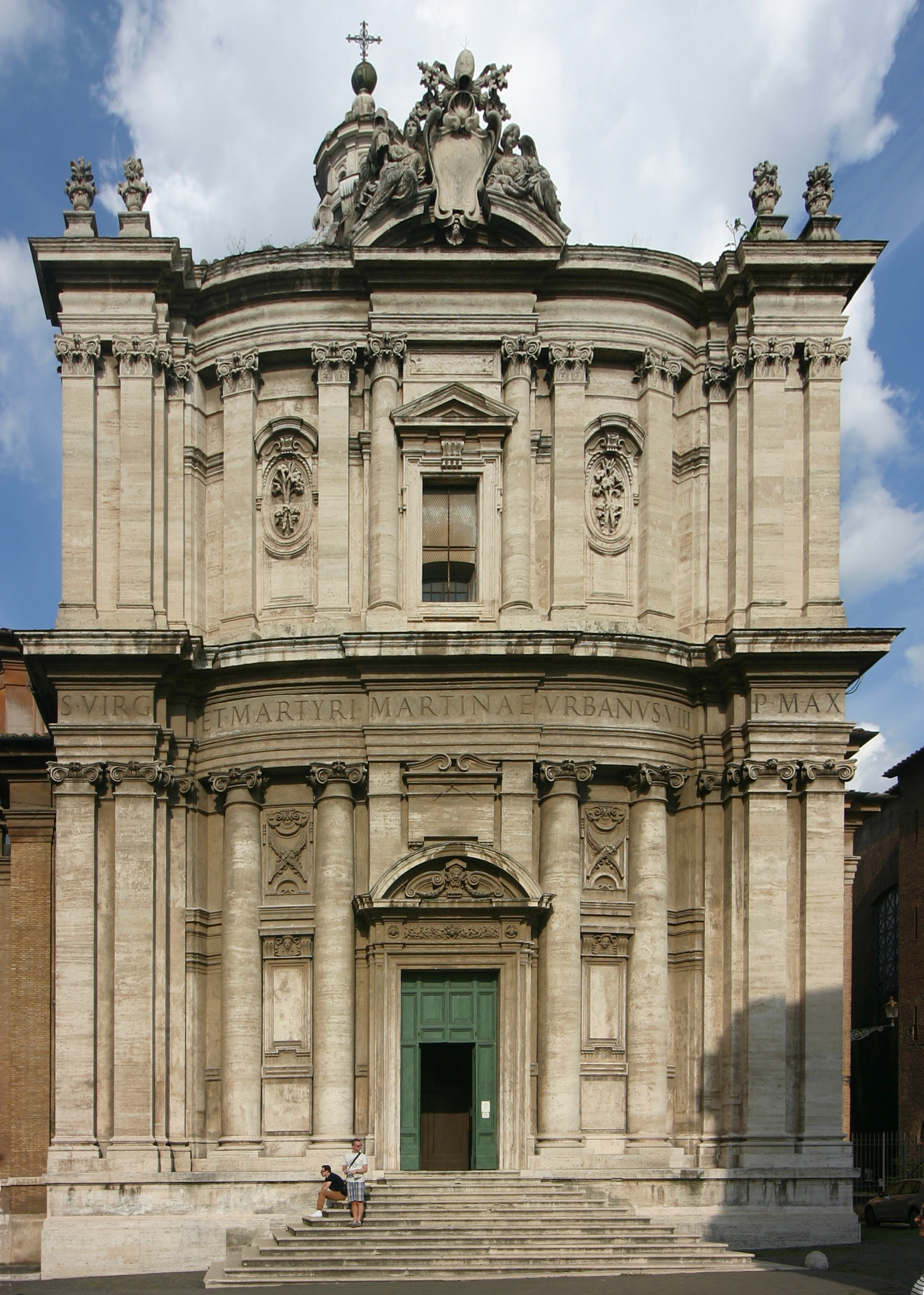
San Lucas y Santa Martina (1634-1635), de Pietro da Cortona
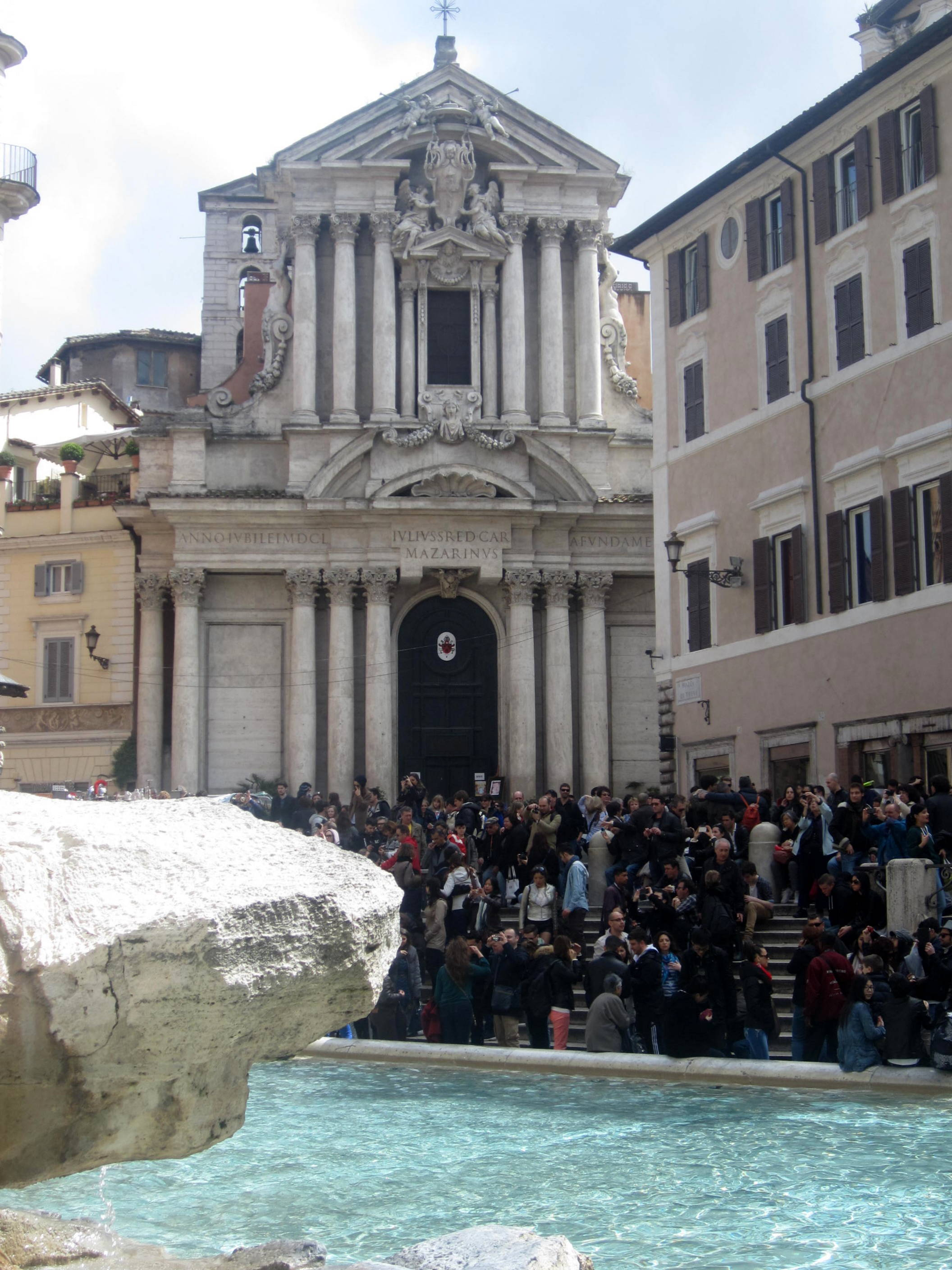
Santos Vicente y Anastasio de Trevi (1644-1650), de Martino Longhi, el Joven
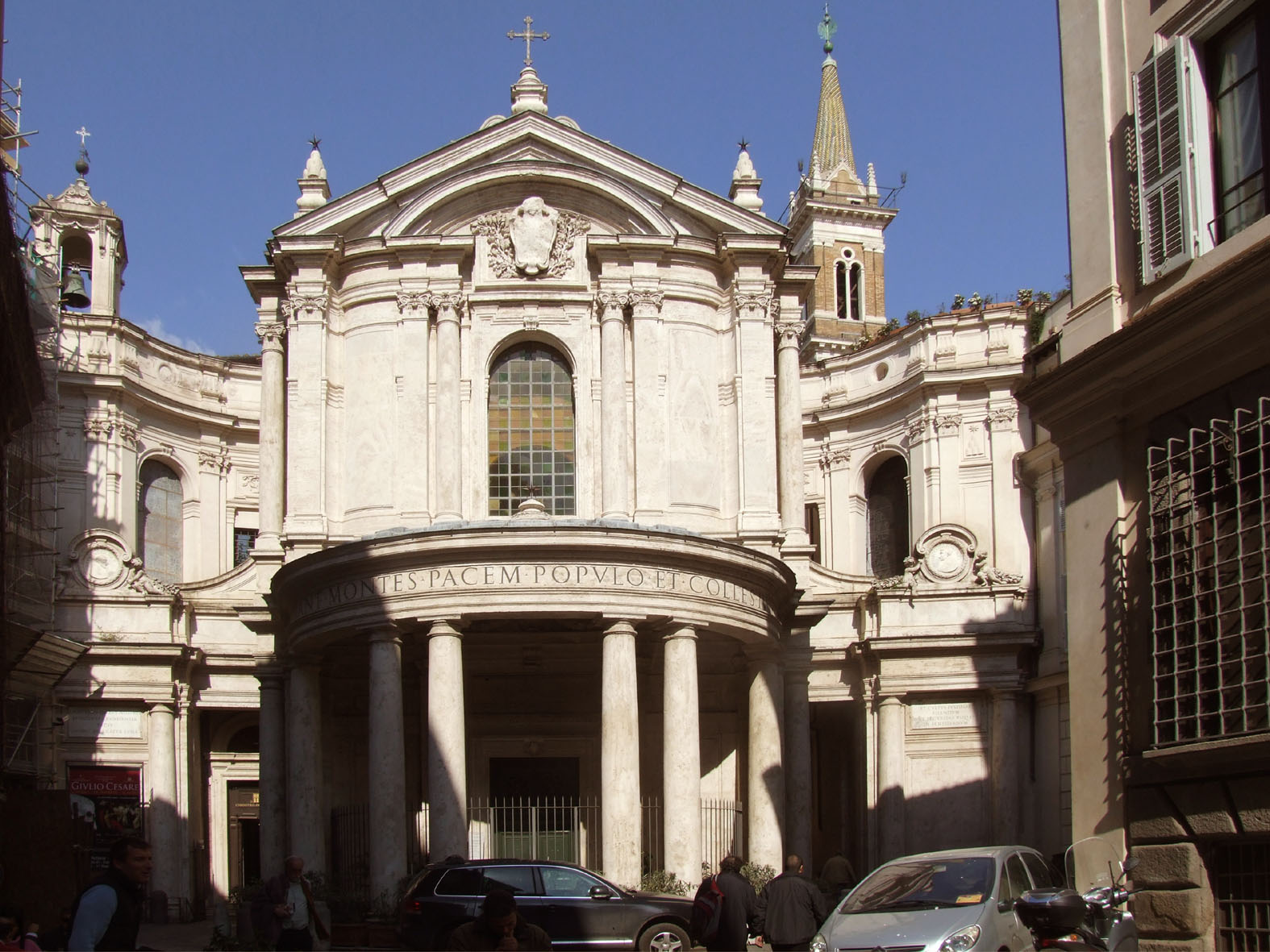
Santa Maria della Pace (1656-1667), de Pietro da Cortona
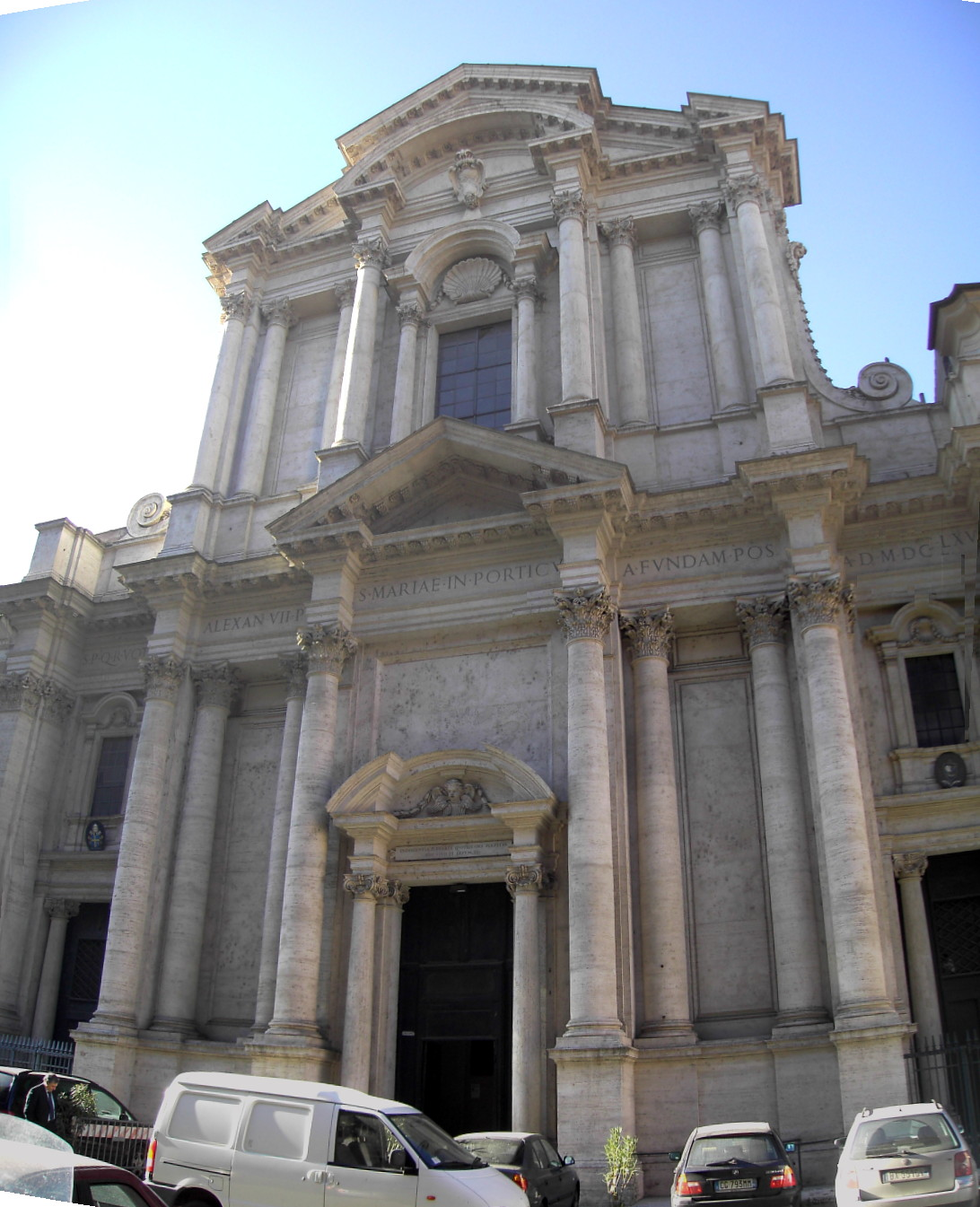
Santa María in Campitelli (1659-1667), de Carlo Rainaldi

## Contexto histórico

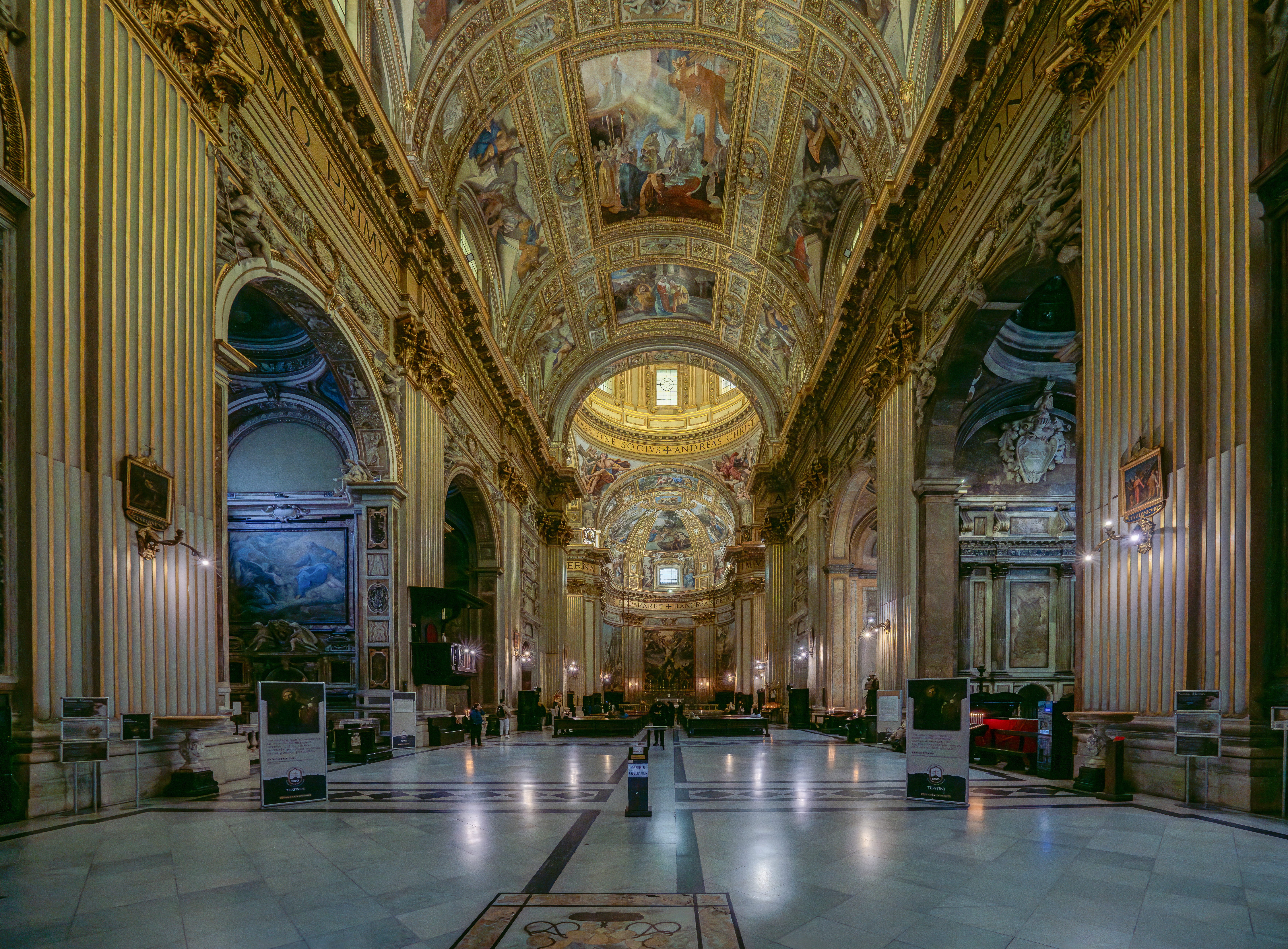
La iglesia del Gesù de Roma, punto de partida del arte de la Contrarreforma

El Seicento fue un período caracterizado por una variedad de tendencias nunca antes experimentadas. La concepción del cosmos había sido completamente revolucionada durante el siglo anterior, mientras que las divisiones maduradas dentro de la Iglesia se habían convertido en el símbolo de la desintegración de un mundo unificado y absoluto. En el campo artístico, el sentido de la duda y la consiguiente alienación del individuo habían encontrado expresión en el manierismo.
Entre finales del Cinquecento y principios del Seicento, se pueden observar cambios en la actitud humana. Descartes, al descubrir que de todo podía dudarse, llegó a la conclusión de que la duda representaba la única certeza; separando el acto de dudar de cualquier elemento extraño, eliminó los fundamentos del escepticismo. Así, el hombre volvió a perseguir la seguridad, eligiendo entre las alternativas ofrecidas por la época; el nuevo mundo se volvió «pluralista», ofreciendo al hombre una variedad de opciones y alternativas, tanto religiosas como filosóficas, económicas y políticas.
Mientras que el universo del Renacimiento era cerrado y estático, la actitud fundamental de la era barroca se convirtió en la de pertenecer a un sistema absoluto e integrado, pero al mismo tiempo abierto y dinámico. Favorecieron esa actitud los grandes viajes de exploración, con el descubrimiento de un mundo más amplio, la colonización y la evolución de la investigación científica. Esto condujo a un aumento en la especialización de las actividades humanas, con la consiguiente ruptura del binomio arte y ciencia, una combinación que había sentado las bases para el hombre universal del Renacimiento.
La destrucción del Viejo Mundo culminó en la Guerra de los Treinta Años, que, a principios del siglo XVII, paralizó gran parte de Europa Central. Durante ese período, la reforma protestante se difundió en muchas regiones de Europa, comenzando el desarrollo de varias iglesias reformadas. La consecuente Contrarreforma, iniciada por la Iglesia católica con el Concilio de Trento, tuvo considerables repercusiones también en el campo artístico: se promovió la importancia didáctica de las imágenes y se fijaron toda una serie de reglas en las artes para subrayar la distinción entre el clero y los fieles.
Esta actitud llegó a todas las regiones del mundo católico gracias al trabajo de los jesuitas y, a pesar de su carácter rígido y defensivo, favoreció el desarrollo del arte barroco. De hecho, en el siglo XVII, la Iglesia católica comenzó a buscar un compromiso con el poder político, dejando de luchar contra las intromisiones de la realidad histórica y tratando de conciliar los asuntos de fe con aquellos inherentes a la vida mundana; precisamente por esa razón, el barroco se convirtió en un estilo capaz de expresar tanto los dogmas de la fe como las frivolidades de la mundanidad.

## Periodización

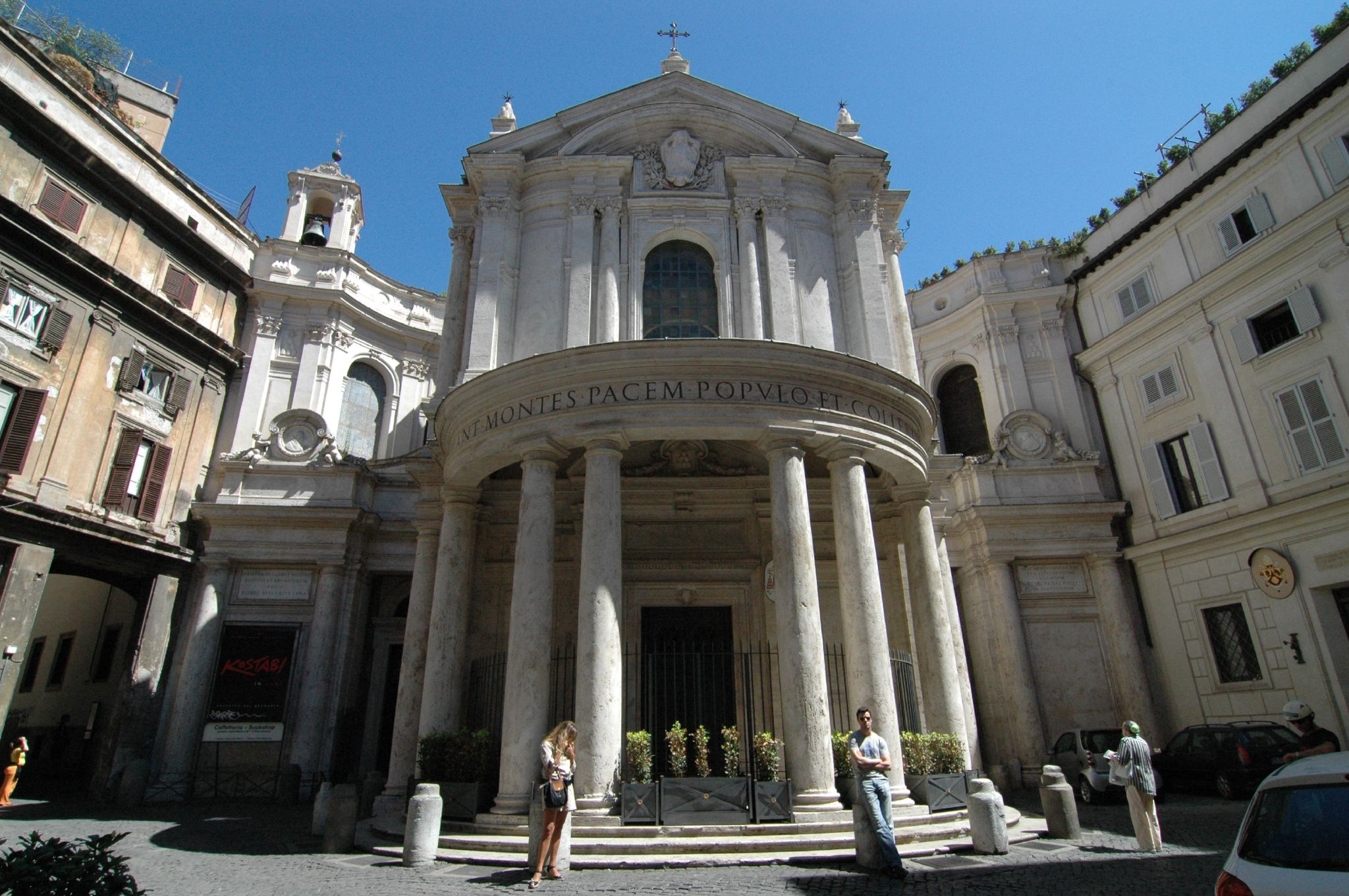
Iglesia de Santa Maria della Pace (1656-1667), Roma, de Pietro da Cortona

La arquitectura barroca, que ya se preanunciaba a mediados del Cinquecento en algunas de las obras de Miguel Ángel, se desarrolló en Roma y alcanzó sus mejores logros entre 1630 y 1670; desde allí se extendió al resto de la península itálica y al mundo occidental, mientras que en el siglo XVIII Roma volvió de nuevo al clasicismo siguiendo el ejemplo de París. Generalmente se divide en tres periosos:
- barroco temprano (1584-1625), dominado en gran medida por el trabajo de arquitectos romanos, como Giacomo della Porta (en particular, la Iglesia del Gesù consagrada en 1584), Carlo Maderno (iglesia de Santa Susanna (1603), fachada y columnata de la basílica de San Pedro (completada en 1612) y Pietro da Cortona (los fastuosos Interiores del Palacio Barberini (1633-1639). Corresponde a la obra de artistas como Annibale Carracci, Caravaggio, Pieter Paul Rubens.
- alto barroco (1625-1675), con las obras mayores de Gian Lorenzo Bernini (la columnata de la basílica de San Pedro, 1656-1657)), Pietro da Cortona (iglesia de Santi Luca e Martina, 1635-1650) y Francesco Borromini (San Carlo alle Quattro Fontane (1634-1646), quienes hicieron de Roma el principal centro de atracción artística de toda Europa. Más precisamente, bajo los pontificados de Urbano VIII (Barberini, p. 1623-1644), de Inocencio X (Pamphili, p. 1644-1655) y Alejandro VII (Chigi, p. 1655-1667) el barroco se convirtió en un estilo internacional que la ciudad de los papas extendió por todo el mundo occidental.[Fus. 2] En Venecia, las obras del Alto Barroco incluyeron Santa Maria della Salute de Baldassare Longhena.

- barroco tardío (1667-1750) vio cómo el estilo se extendía a todas partes de Europa, y a las colonias de España y Portugal en el Nuevo Mundo. Los estilos nacionales se hicieron más variados y distintos. Está vinculado a la decadencia de la Santa Sede después de la muerte del papa Alejandro VII, en 1667;[Fus. 3] la expulsión de Bernini del proyecto de ampliación del palacio del Louvre coincidió con el comienzo de la decadencia de Roma como ciudad-guía y la afirmación de París en ese papel.[Fus. 4]

La periodización del Barroco en Italia no coincide con otras periodizaciones en otros países europeos. Por ejemplo, en Francia, la periodización no se relaciona con el trabajo de artistas individuales, sino que se debe a la política cultural de Luis XIV, que llevó a identificar este estilo con el nombre del soberano. Vale la pena recordar también que a finales del siglo XVII, la revocación del edicto de Nantes provocó la migración de numerosos hugonotes franceses a los Países Bajos e Inglaterra: en el primer caso, eso puso fin a la autonomía de la escuela local, desarrollada algunas décadas antes con el auge político y cultural de Ámsterdam; en el segundo caso, la migración francesa coincidió con un cambio en el sentido barroco de la arquitectura inglesa.
La influencia del Barroco no se limitó solo al siglo XVII; de hecho, a principios del siglo XVIII se afirmó el rococó, que aunque no es una simple continuación del primero, puede entenderse como la última fase del barroco. La decoración esculpida y pintada que cubre todos los espacios en las paredes y el techo caracterizarán este estilo

## Italia central

### Roma

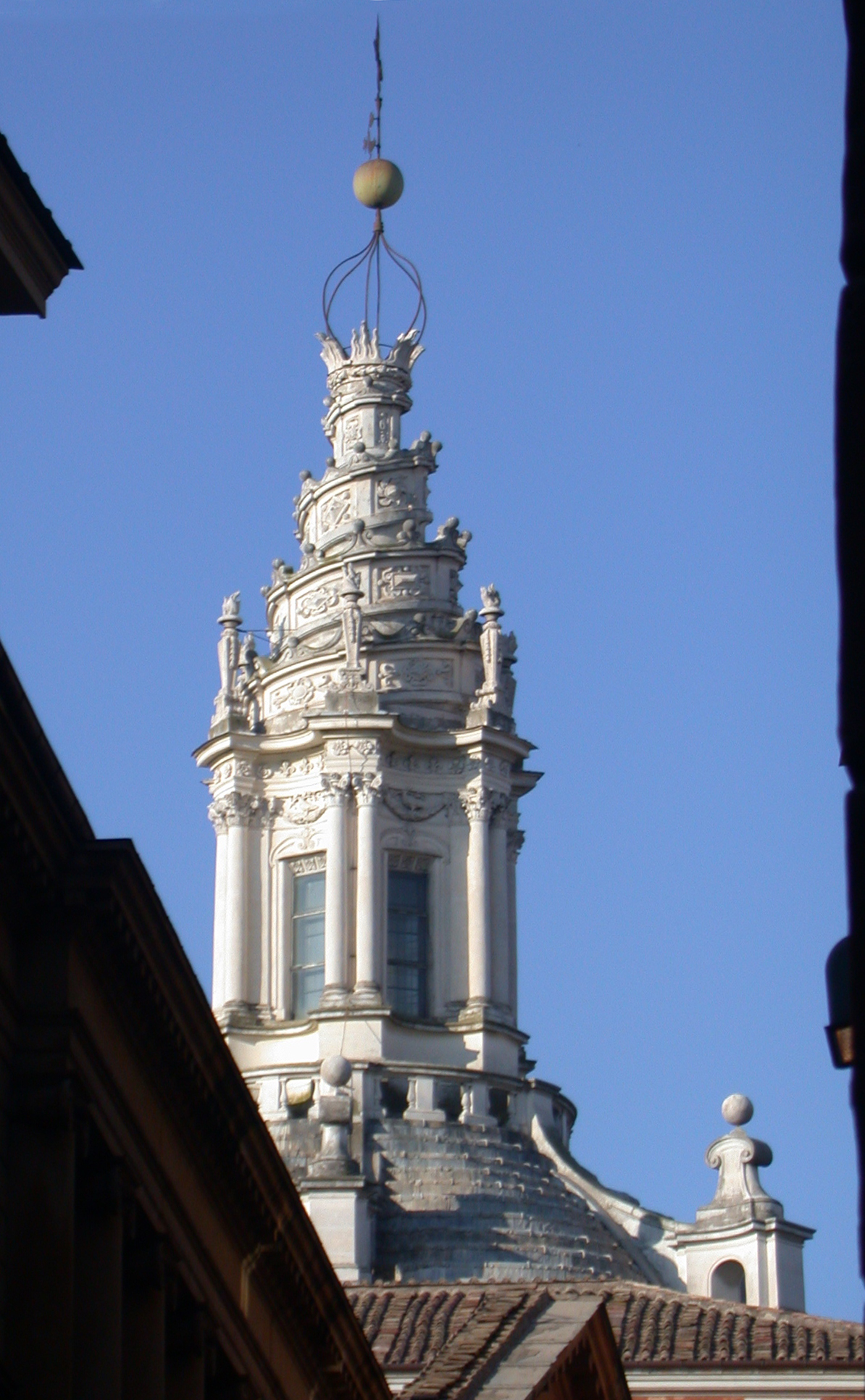
Sant'Ivo alla Sapienza: Francesco Borromini.

La arquitectura sagrada del período barroco tuvo sus inicios en el paradigma italiano de la basílica con nave y cúpula en el crucero. Las iglesias manieristas se ejemplificaban en Il Gesù, una ruptura del ideal renacentista de iglesia de planta central, que había sido diseñada por Giacomo Barozzi da Vignola  en 1568 —la portada fue modificada por Giacomo della Porta en 1584— y que fue la primera y sirvió de modelo de las iglesias jesuíticas. Su interior era un ejemplo de cómo el Clasicismo romano podía combinarse con una simplicidad a gran escala: altas ventanas que perforan la bóveda de cañón y un anillo de ventanas en el tambor de la cúpula para iluminar con luz natural el interior, creando un dramático contraste de luz y oscuridad en un espacio relativamente difuso. Una de las primeras edificaciones romanas que rompió con esas convenciones fue la iglesia de Santa Susana en las Termas de Diocleciano, diseñada por Carlo Maderno en 1596 y cuya construcción se finalizó en 1603. El ritmo dinámico de las columnas y pilastras, la masa central, los elementos salientes y la decoración condensada en el centro añaden complejidad al edificio. Hay un juego incipiente con las reglas del diseño clásico, pero todavía manteniendo el rigor. Tenían techos abovedados.
El mismo énfasis en la plasticidad, en la continuidad y en los efectos escénicos son evidentee en el trabajo de Pietro da Cortona, ilustrado por las iglesias de San Lucas y Santa Martina (1635) y de Santa Maria della Pace (1656). Este último edificio, que tiene unas alas cóncavas diseñadas para simular un escenario teatral, presiona hacia adelante para llenar una pequeña plaza dispuesta frente a él. Otros conjuntos romanos de la época también están impregnados de teatralidad, dominando el paisaje urbano circundante como una especie de entorno teatral.
Probablemente el ejemplo más conocido de este tipo de solución sea la plaza trapezoidal de San Pedro, que ha sido elogiada como una obra maestra de la escenografía barroca. La plaza está formada por dos columnatas, diseñadas por Gian Lorenzo Bernini en una escala colosal sin precedentes para adaptarse al espacio y propiciar emociones de asombro. El diseño favorito de Bernini era la iglesia oval policromática de San Andrés del Quirinal (1658), que, con su impresionante retablo y su elevada cúpula, ofrece una muestra concentrada de la nueva arquitectura. Su idea de la residencia nobiliaria en la ciudad barroca está caracterizada por los romanos palacios Barberini (1629) y Chigi-Odescalchi (1664).
El principal rival de Bernini en la capital papal fue Francesco Borromini cuyos diseños se desvían de las composiciones regulares de la Antigüedad y del Renacimiento, incluso de forma aún más marcada. Considerado por las generaciones posteriores como un arquitecto revolucionario, Borromini rechazó el enfoque antropomórfico del siglo XVI, y optó por basar sus proyectos en complicadas figuras geométricas (módulos). El espacio arquitectónico de Borromini parece expandirse y contraerse cuando es necesario, mostrando cierta afinidad con el estilo tardío de Miguel Ángel. Su icónica obra maestra es la pequeña iglesia de San Carlo alle Quattro Fontane, que se distingue por una planta ovalada y por los complejos ritmos convexos-cóncavos. Una obra posterior, Iglesia de Sant'Ivo alla Sapienza, muestra la misma antipatía por la superficie plana y refleja una juguetona inventiva, ejemplificada en la linterna en espiral de la cúpula.
Tras la muerte de Bernini en 1680, Carlo Fontana se asentó como el arquitecto más influyente que trabajaba en Roma. Su estilo temprano se ejemplifica en la fachada ligeramente cóncava de la Iglesia de San Marcello al Corso. El enfoque académico de Fontana, aunque sin la brillante inventiva de sus predecesores, ejerció una enorme influencia en la arquitectura barroca, tanto a través de sus prolíficos escritos, como a través de los arquitectos a los que formó y que difundirían el estilo barroco por toda Europa durante el siglo XVIII.
El siglo XVIII vio como la capital del mundo arquitectónico europeo se trasladaba desde Roma a París. El rococó italiano, que floreció en Roma a partir de la década de 1720 en adelante, estuvo profundamente influenciado por las ideas de Borromini. Los arquitectos más talentosos activos en Roma —Francesco de Sanctis (Escalinata de la plaza de España, 1723) y Filippo Raguzzini (plaza Sant'Ignazio, 1727)— tuvieron poca influencia fuera de su país natal, al igual que numerosos practicantes del barroco siciliano, incluidos Giovanni Battista Vaccarini, Andrea Palma y Giuseppe Venanzio Marvuglia.

##### Iglesias

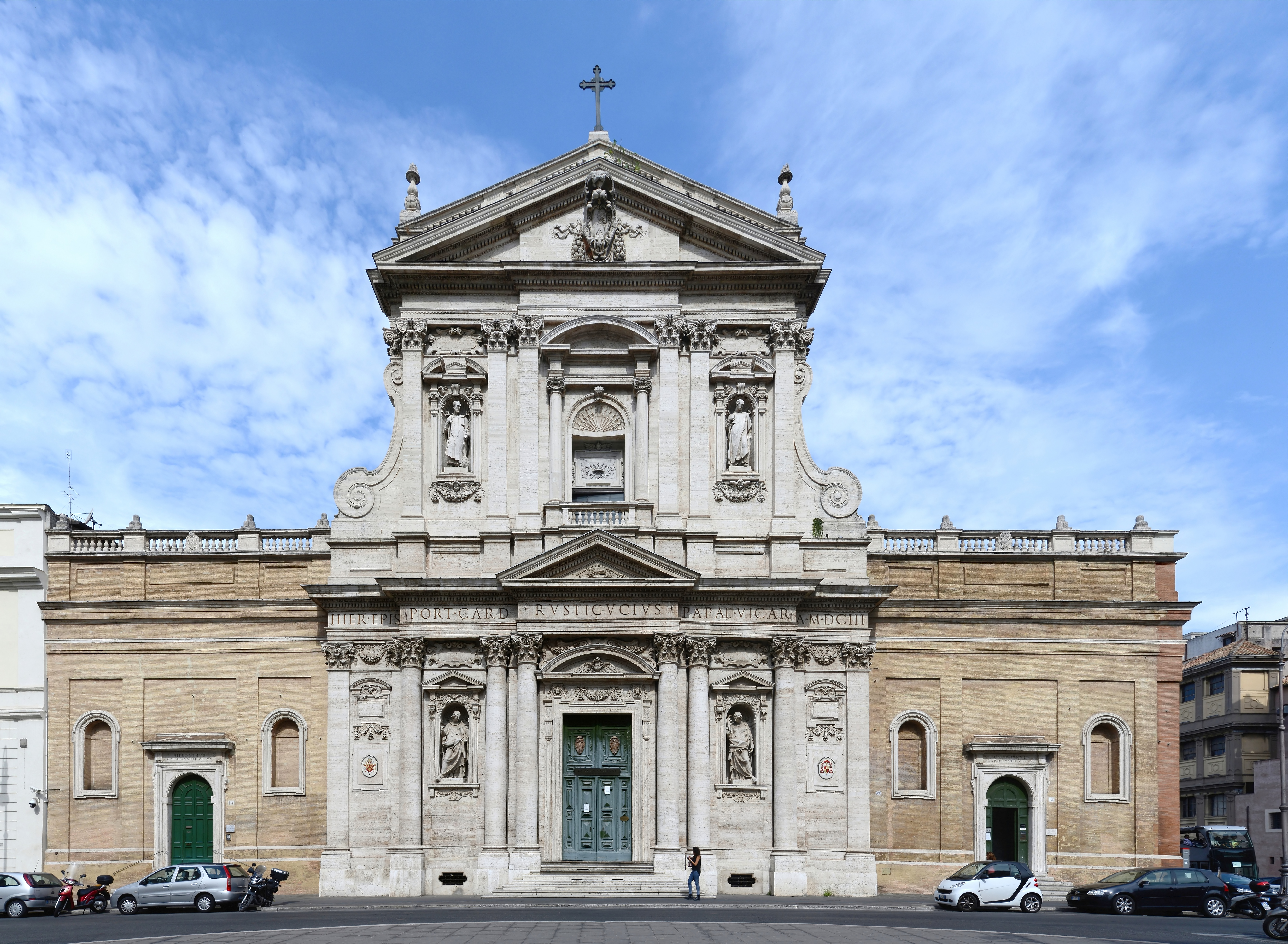
Iglesia de Santa Susana (Roma) (1585-1603), de Carlo Maderno, el «primer ejemplo plenamente realizado de arquitectura barroca».

Fachada de San Pedro del Vaticano, de Carlo Maderno

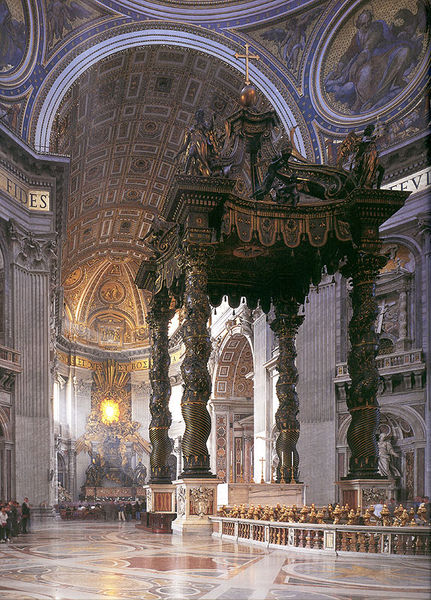
Baldaquino de San Pedro (1624-1633)

A finales del siglo XVI, Roma se convirtió en el centro de desarrollo de la arquitectura vinculada a la Contrarreforma y ejerció su influencia en todo el mundo católico. Las premisas para la afirmación del estilo barroco se pueden encontrar ya en las obras de Giacomo della Porta (1533-1602), que levantó la fachada de la iglesia del Gesù en las últimas décadas del Cinquecento.
Unos años más tarde, en 1603, se completó la fachada de la iglesia de Santa Susana en las Termas de Diocleciano, diseñada por Carlo Maderno (1556-1629) y generalmente considerada como el «primer ejemplo completamente realizado de arquitectura barroca»; a pesar de que la distribución espacial todavía parece manierista. Maderno reforzó el eje central mediante el uso gradual de pilastras, semicolumnas y columnas hacia la parte central del edificio, acentuando así la plasticidad ya surgida en la obra de della Porta. Comparado con della Porta y con la fachada de la iglesia del Gesù, la novedad sustancial residió en haber extendido el uso de las columnas al primer orden de toda el área central y haberlo reemplazado, en el nivel superior, con una serie de pilastras. En general, se trató de un gran salto respecto a la frialdad académica hasta entonces en boga y evidente, por ejemplo, en la fachada de San Girolamo dei Croati, una obra creada por Martino Longhi, el Viejo, alrededor de 1588-1589.
En este contexto, se construyeron numerosas fachadas con el mismo fin propagandístico, algunas con resultados muy particulares, como en el caso de la iglesia de los Santos Vicente y Anastasio, de Martino Longhi, el Joven (1602-1660), donde se concentran numerosas columnas en la parte central del alzado. El mismo Maderno recibió el encargo de prolongar un brazo de la basílica de San Pedro, a fin de que la iglesia fuera adecuada para recibir un mayor número de fieles; también en este caso, la fachada (1608-1612), una de las obras más comentadas en la historia de la arquitectura, muestra una mayor intensidad plástica hacia el centro.
Un nuevo enfoque, basado en la transformación de las formas más que en la aplicación de los elementos decorativos, llegó con la afirmación de Gian Lorenzo Bernini (1598-1680), Francesco Borromini (1599-1667) y Pietro da Cortona (1596-1669).

Planta de San Andrés del Quirinal (1658).

Bernini fue el dominador durante medio siglo de la escena artística romana. El baldaquino de San Pedro (1624-1633), después de los límites e incertidumbres que surgieron en la restauración de la iglesia de Santa Bibiana, fue el verdadero comienzo de su carrera. Sin embargo, no representó un punto de inflexión repentino, sino un camino autocrítico gradual que se prolongó durante casi una década de trabajo. Bernini definió los soportes del baldaquino con cuatro columnas salomónicas que, aunque no eran una novedad absoluta en la escena arquitectónica romana, diferían claramente del diseño de las pilastras de la basílica vaticana, haciendo del ciborio el punto focal de todo el edificio. Sin embargo, la principal novedad radicaba en la coronación, en cuya definición está documentada la contribución de Borromini, con esa ligera maraña de volutas que, legítimamente, puede considerarse el manifiesto de la arquitectura barroca.
Unas décadas más tarde, comenzando a partir de 1658, el mismo arquitecto creó la pequeña iglesia de San Andrés del Quirinal, con una planta ovalada fuertemente dilatada y caracterizada por la presencia de numerosas capillas dispuestas en el muro perimetral; una cúpula, no muy evidente en el exterior, descansa sobre el entablamento que serpentea por encima de los recintos laterales.
El tema del óvalo, adoptado por Bernini también en la desaparecida capilla de los Magos (1634) y en la plaza de San Pedro (concluida en 1667), también debería haber sido tomada por Carlo Rainaldi (1611-1691) en la iglesia de Santa María in Campitelli, pero en el momento de la construcción, la nave elíptica se transformó en un espacio biaxial, privado de curvas, con una serie de capillas que se estrecharon hasta el área del ábside. En particular, el cuerpo anterior de la iglesia fue unido a un santuario cubierto por una cúpula circular, de acuerdo con un esquema en uso en el norte de Italia que, sin embargo, no se siguió en Roma. El curso dentado de la nave, resaltado por la presencia de columnas y pilastras sobre los que se dispone el entablamento, se repiten también en la fachada principal, donde incluso emergen en una sucesión de edículos, columnas adosadas y pilastras.
La búsqueda de espacios creados dentro del muro perimetral es evidente en la iglesia de la Assunta, en Ariccia, un pequeño pueblo ubicado cerca de Roma. El proyecto, de nuevo de Bernini, se puso en marcha a principios de los años 1660; en comparación con San Andrés del Quirinal, la planta es circular y está flanqueada en el exterior por dos propileos dispuestos al final de un corredor que circunda la parte posterior del edificio. Si la figura en planta muestra una tablatura clasiceante, referible a los modelos Bramantescos o al Panteón de Roma, en el exterior la invención del barroco se manifiesta en la disposición urbana del complejo, con el corredor anular que representa un exterior y un interior al mismo tiempo, y con el volumen de la iglesia que «genera a la vista su cara espacial, que no es de contención, como en Borromini, sino de expansión controlada y medida».

Obras de Bernini
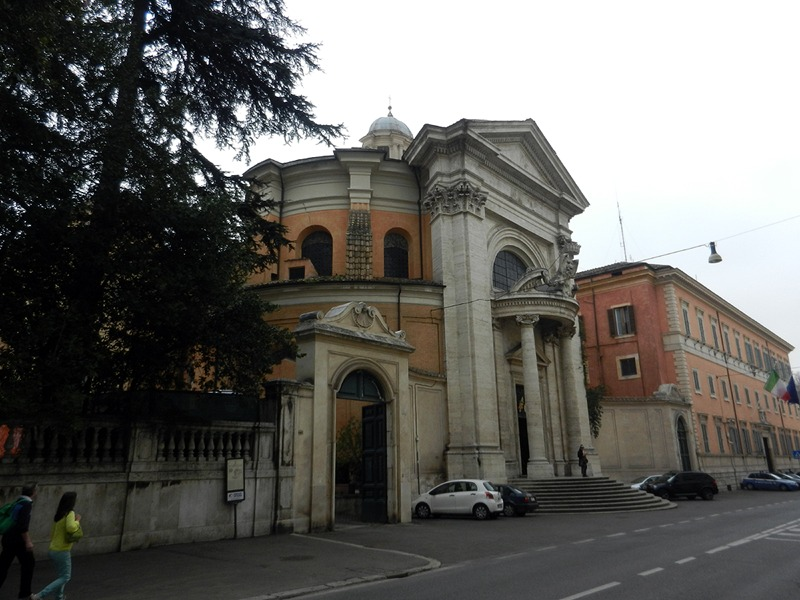
Iglesia de San Andrés del Quirinal (1658-1678)
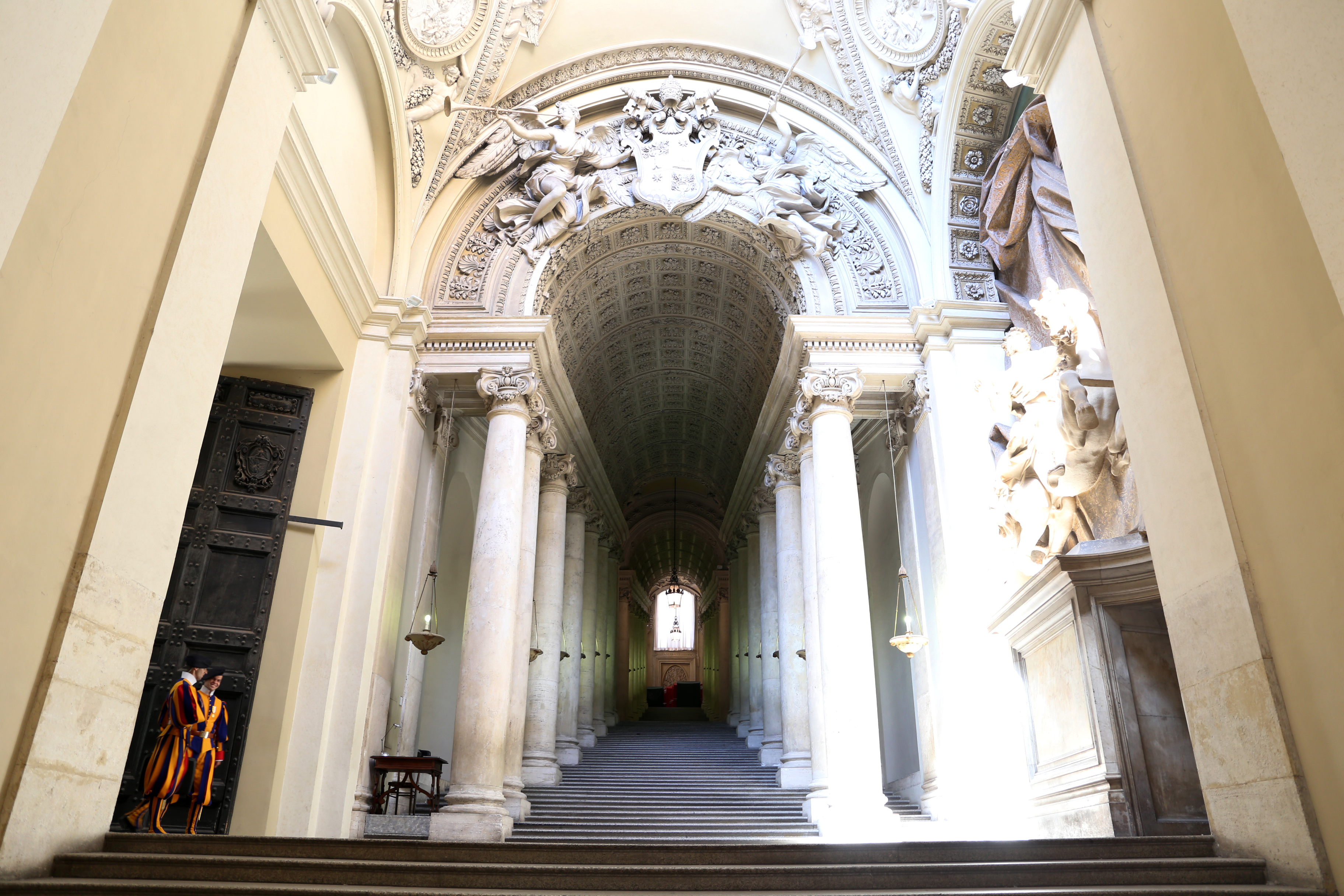
Scala Regia (1663-1666), en el Palacio Apostólico Vaticano
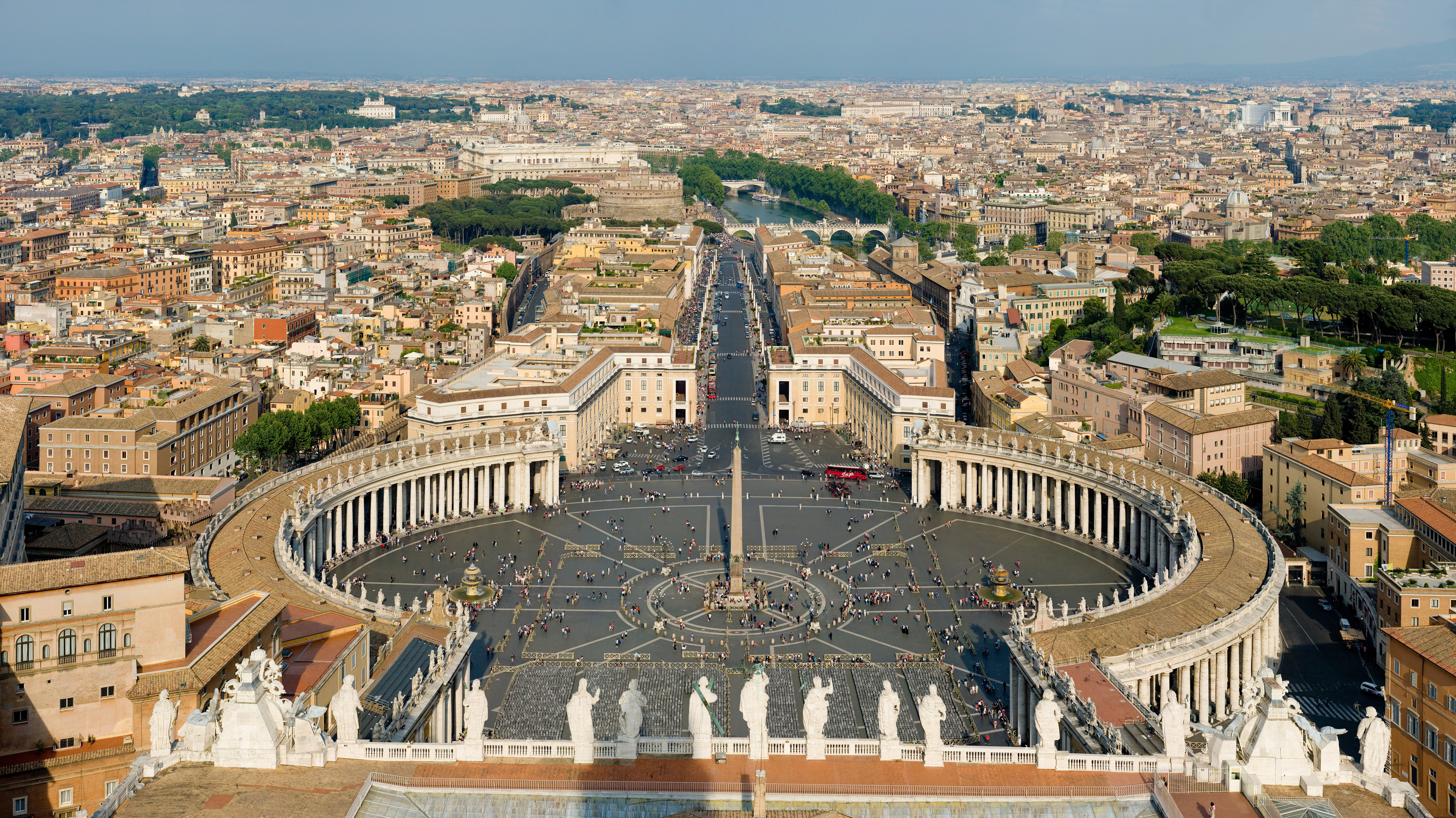
Plaza de San Pedro (concluida en 1667), Roma

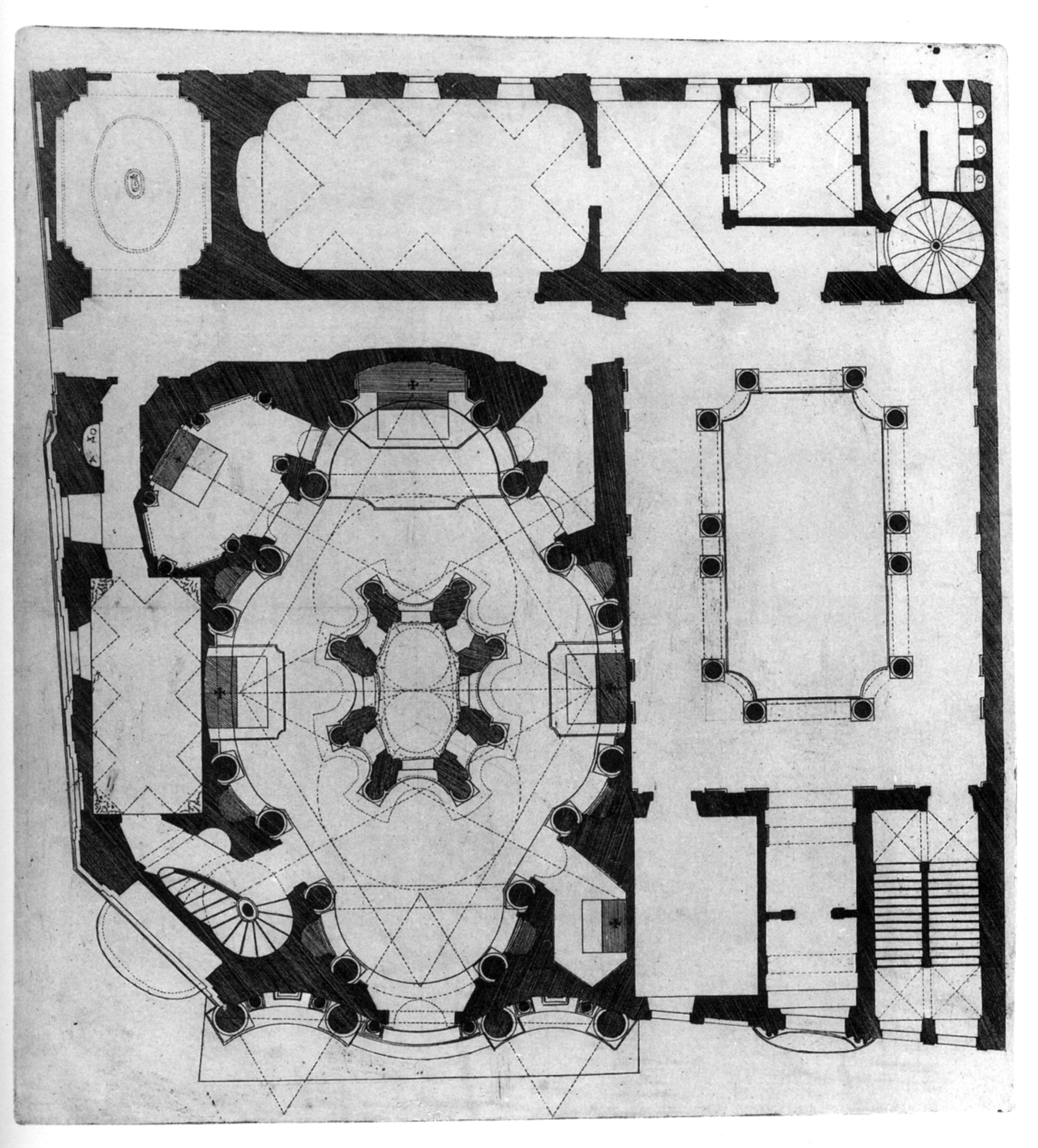
Planimetría de la iglesia de San Carlo alle Quattro Fontane con el convento y el claustro.

Sin embargo, fue en la iglesia de San Carlo alle Quattro Fontane de Borromini donde el tema de los espacios creados en el perímetro del edificio alcanza su apogeo. Esta iglesia, tan pequeña que podría estar dentro de un pilar de la basílica vaticana, se inició en 1638 en un lote de reducidas dimensiones donde, además del lugar del verdadero culto, también se insertaron el claustro y el convento adyacente. La planta de San Carlino se puede reconducir al óvalo, con paredes cóncavas y convexas que se alternan para formar las capillas laterales. La cúpula tiene una base ovalada y está excavada por un profundo artesonado en el que se alternan diferentes formas; la conexión entre la cúpula y el cuerpo del edificio se logra por medio de cuatro pechinas que se apoyan en el entablamento. El movimiento ondulado de los muros y la alternancia rítmica con formas sobresalientes y reentrantes dan lugar a un palpitante organismo plástico, cuya forma está subrayada por la ausencia de decoraciones suntuosas.
En la fachada, que se comenzó solo en los últimos años de la vida de Borromini, destaca la búsqueda de un intenso dinamismo, con superficies sinuosas dispuestas en dos órdenes: la parte inferior se caracteriza por una sucesión de superficies cóncavas-convexas-cóncavas; la superior está articulada en tres partes cóncavas, de las cuales la central alberga un ediculo convexo.
Borromini participó en varias obras en construcción en Roma: creó el Oratorio dei Filippini (cuya fachada, llena de concavidades y convexidades, es una feliz fusión entre un palacio y una iglesia), la iglesia de Santa Maria dei Sette Dolori (incompleta) y, a partir de 1642, comenzó lo que podría considerarse su obra maestra, la iglesia de Sant'Ivo alla Sapienza. Directamente conectada con San Carlo alle Quattro Fontane, la iglesia de La Sapienza se dispuso al final de un patio preexistente diseñado por della Porta. La planta, generada esencialmente por la intersección de dos triángulos equiláteros contrapuestos, está coronada en alzado por una cúpula con una linterna acabada en espiral. La planta de Sant'Ivo, una vez más formada a través del uso de la concavidad y la convexidad, es una de las más unificadas en la historia de la arquitectura, aunque, debido a su audacia, no encontró aplicaciones similares en las obras de sus contemporáneos.
El mismo arquitecto, por encargo del papa Inocencio X, también intervino en la restauración de la gran basílica de San Giovanni in Laterano; Borromini mantuvo la estructura original, incorporando las columnas de las naves dentro de grandes pilastras, mientras que el previsto techo abovedado no se construyó. Según los críticos, aunque el proyecto no se ha ejecutado completamente, «San Giovanni in Laterano tiene una de las más hermosas naves que existen»: la integración de los espacios se vio acentuada por las amplias aberturas que recorren la nave, mientras que los pasillos de las naves laterales están formados por pequeñas unidades centralizadas, con ángulos cóncavos que continúan también en las bóvedas.
Unos años más tarde, trabajó en la iglesia de Sant'Agnese en Agone, iniciada por Girolamo Rainaldi (1570-1655) y continuada por su hijo Carlo en 1652, creando uno de los alzados más clasizantes de su producción artística. El edificio, en el que Carlo Rainaldi de nuevo retomó el control, era una de las obras más significativas del período, ya que tuvo una influencia considerable en la escena internacional. La planta es una cruz griega que se combina con el recinto circular coronado por una gran cúpula; es una revisión barroca de la planta central de San Pedro. La inventiva de Borromini reside en la fachada, donde retiró el frente principal con el fin de obtener un patrón cóncavo firmemente conectado al tambor de cúpula convexo; luego extendió el alzado a los palacios laterales, para construir dos torres campanarios caracterizadas por una tendencia escalonada hacia la cima. Inventos similares también se encuentran en el campanile de Sant'Andrea delle Fratte (un trabajo inacabado de Borromini), que termina con una especie de linterna de planta circular.

Obras romanas de Borromini
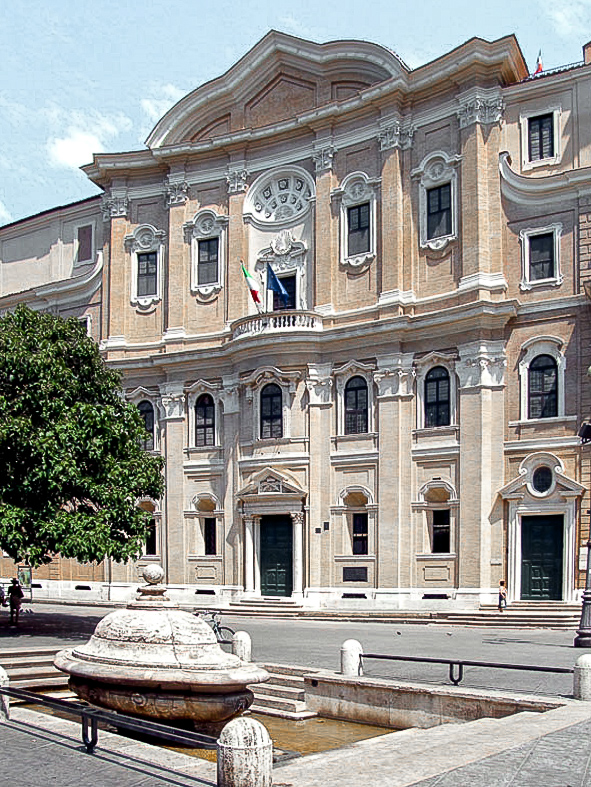
Oratorio dei Filippini (1637-1667)
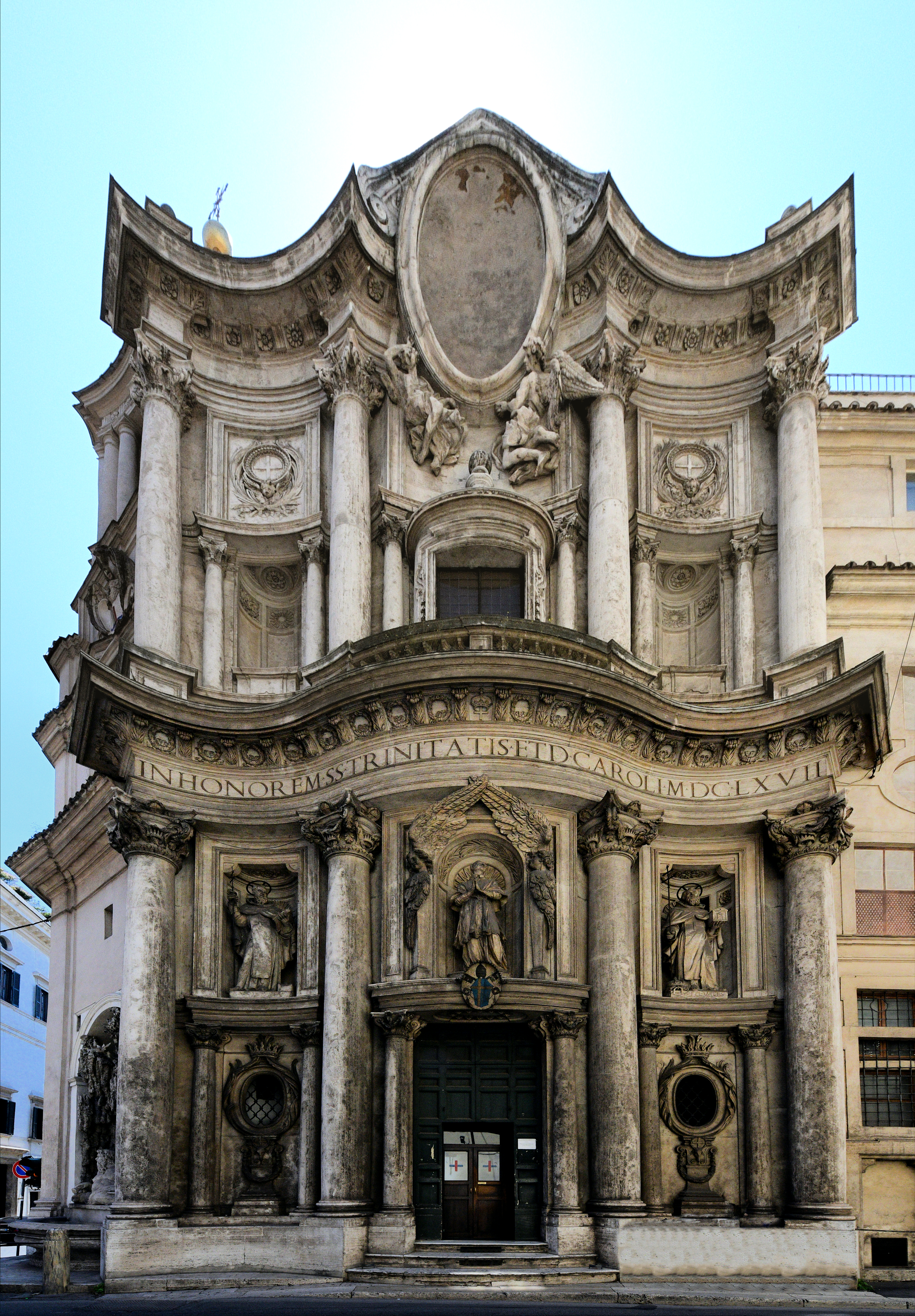
Iglesia de San Carlo alle Quattro Fontane (1638-1641)
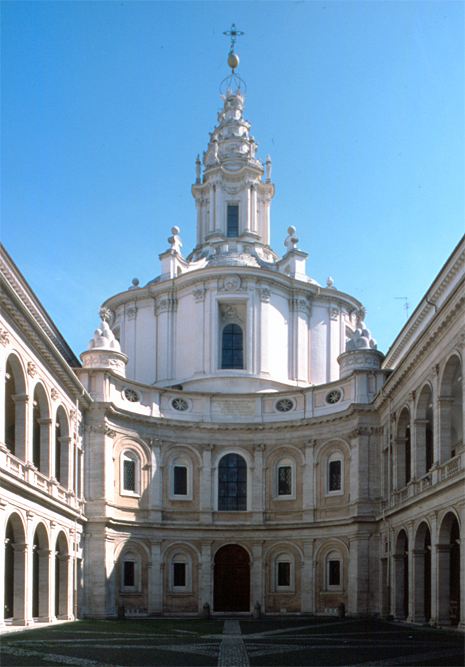
Iglesia de Sant'Ivo alla Sapienza (1643-1662)
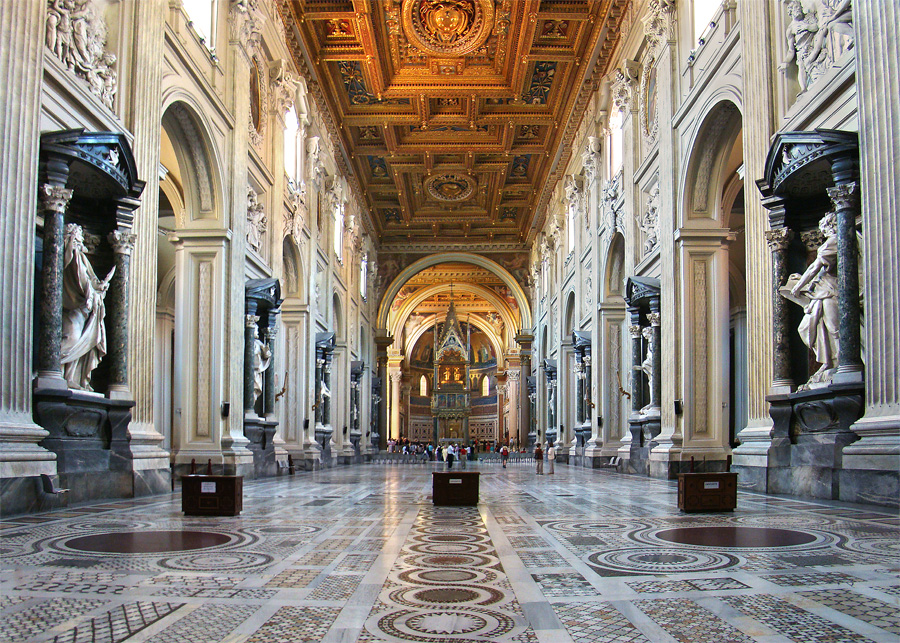
Interior de San Giovanni in Laterano
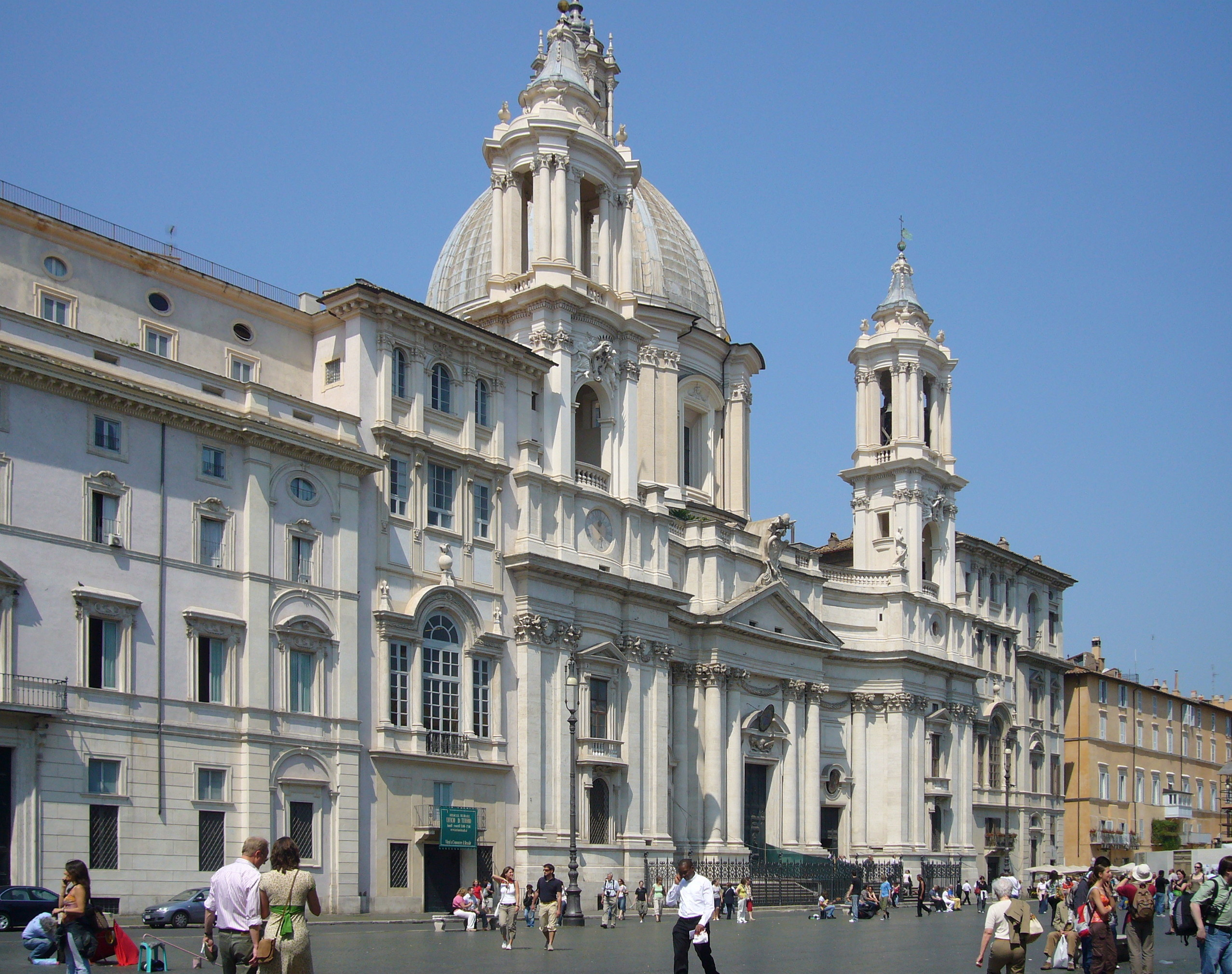
Iglesia de Sant'Agnese en Agone (1652-1657), iniciada por Girolamo y Carlo Rainaldi

Carlo Rainaldi también se dedicó a las iglesias gemelas de la piazza del Popolo. La primera, dedicada a Santa María en Montesanto, se inició en 1662, y luego fue concluida por Carlo Fontana (1638-1714) según diseño de Bernini; la segunda, dedicada a Santa Maria dei Miracoli, se llevó a cabo en 1675, nuevamente con la colaboración de Fontana. Las dos iglesias, dispuestas simétricamente alrededor del tridente formado por la via del Corso, la via di Ripetta y la via del Babuino, tienen el mismo aspecto, pero en realidad, para adaptarse mejor a la distribución de los lotes, se diferenciaron en las plantas: para Santa Maria dei Miracoli se adoptó una planta circular, mientras que para la adyacente Santa María en Montesanto, erigida en un solar más grande, se eligió una forma elíptica, de dimensiones transversales similares a la anterior, para mantener la simetría aparente desde el frente.
Otro trabajo notable de Rainaldi fue el exterior del ábside de la basílica de Santa María la Mayor, ubicado en el eje visual proveniente de la iglesia de Trinità dei Monti; el arquitecto cubrió el ábside con una superficie plástica, integrándola perfectamente con las espaldas laterales y creando una joya espacial entre las más felices de todas las barrocas.
Si las obras de Carlo Rainaldi, aunque muestran soluciones originales, se refieren a los temas del barroco primitivo, se puede sentir una mayor integración plástica entre espacios, masas y superficies en Pietro da Cortona. Su iglesia de San Lucas y Santa Martina (1635), articulada sobre una planta en cruz griega, recuerda los patrones renacentistas de Santa Maria della Consolazione de Todi, aunque con diferencias significativas: de hecho, un brazo de la nave es alargado, lo que hace que la iglesia vuelva al tipo de plantas longitudinales, mientras que la fachada, aunque siendo convexa, no refleja la curvatura de los ábsides internos. Luego está el rechazo del uso del color: el interior de la iglesia es completamente blanco, mientras que las bóvedas de los ábsides están ricamente decoradas. Además, las columnas aisladas insertas dentro de los muros son un tema típicamente florentino (desde el Baptisterio de San Giovanni hasta la Biblioteca Medicea Laurenziana), que se repite en otras obras de Cortona, como en el tambor de la cúpula de San Carlo al Corso.
El estilo de Pietro da Cortona emerge con mayor vigor en la disposición de la iglesia de Santa Maria della Pace, donde, entre 1656 y 1657, se dedicó a la construcción de una nueva fachada. La intervención no se limitó a la fachada del edificio religioso, sino que también se extendió a los edificios laterales, con la construcción de una pequeña plaza escenográfica dominada en el centro por la columnata de la iglesia semicircular; Además, la solución de la exedra en la fachada influyó profundamente en Bernini en la concepción del mencionado Sant'Andrea al Quirinale y, en la elección del orden dórico con entablamento jónico, anticipó la solución adoptada por Bernini para las columnas de la plaza de San Pedro.
Entre las iglesias de planta longitudinal derivadas del esquema de Il Gesù, se debe recordar en primer lugar el de Santa Maria ai Monti (1580), de Giacomo della Porta; la iglesia tiene un tamaño modesto y un transepto sin desarrollar, con una cúpula en la intersección con la nave principal.
La basílica de Sant'Andrea della Valle es bastante más imponente, iniciada también por della Porta en 1591 y completada por Carlo Maderno; la fachada, la más barroca de las fachadas romanas, fue agregada por Carlo Rainaldi después de mediados del siglo XVII. La planta, aunque adopta el modelo de la iglesia del Gesù, presenta capillas laterales menos profundas y notablemente más altas; la nave está articulada por las pilastras laterales que marcan, junto con la cúpula, el fuerte ritmo vertical del edificio.

Otras iglesias barrocas romanas
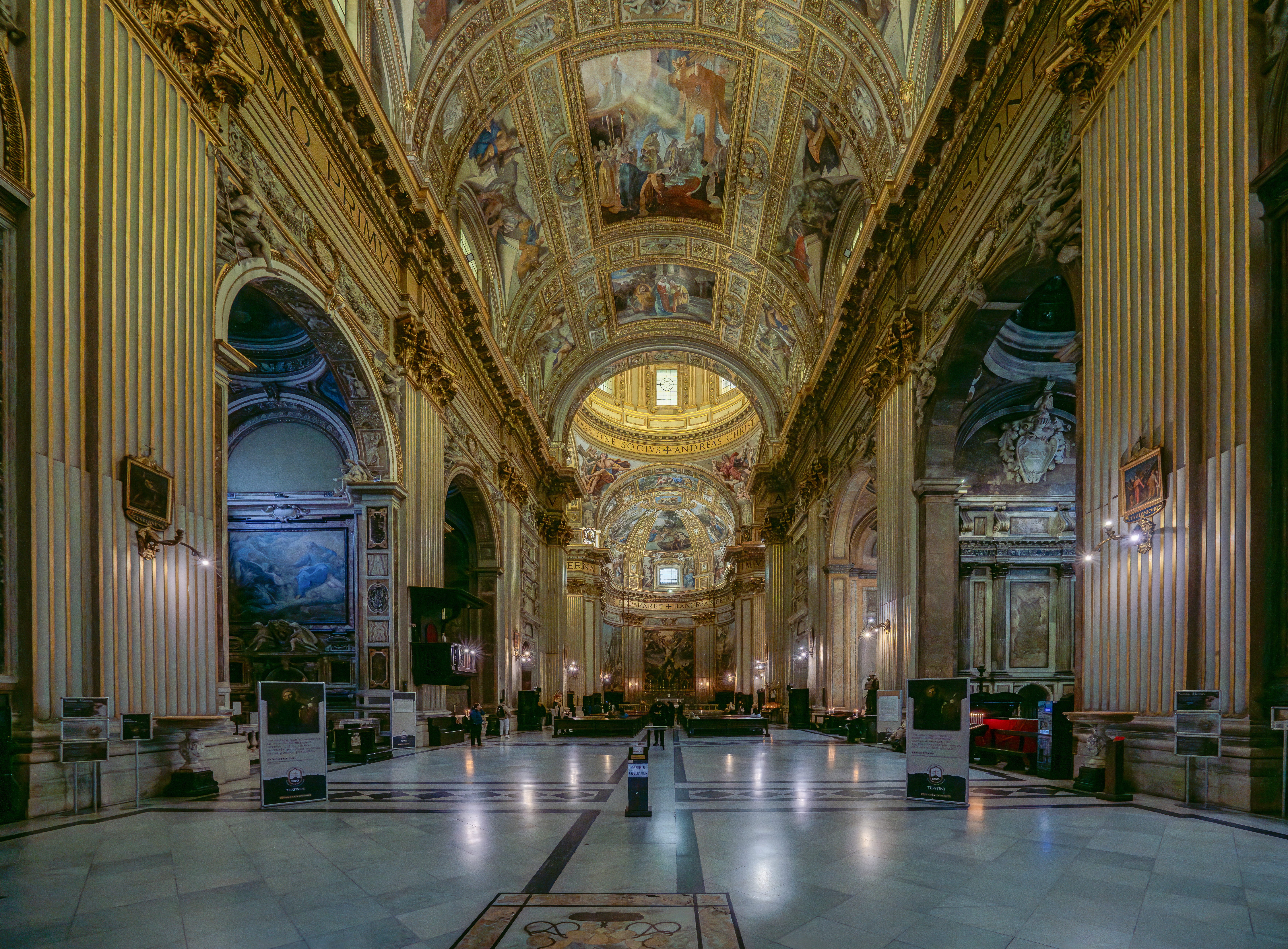
Basílica de Sant'Andrea della Valle (1608-1625), obra de Carlo Maderno, cuya fachada fue completada (1655-1665) por Carlo Rainaldi
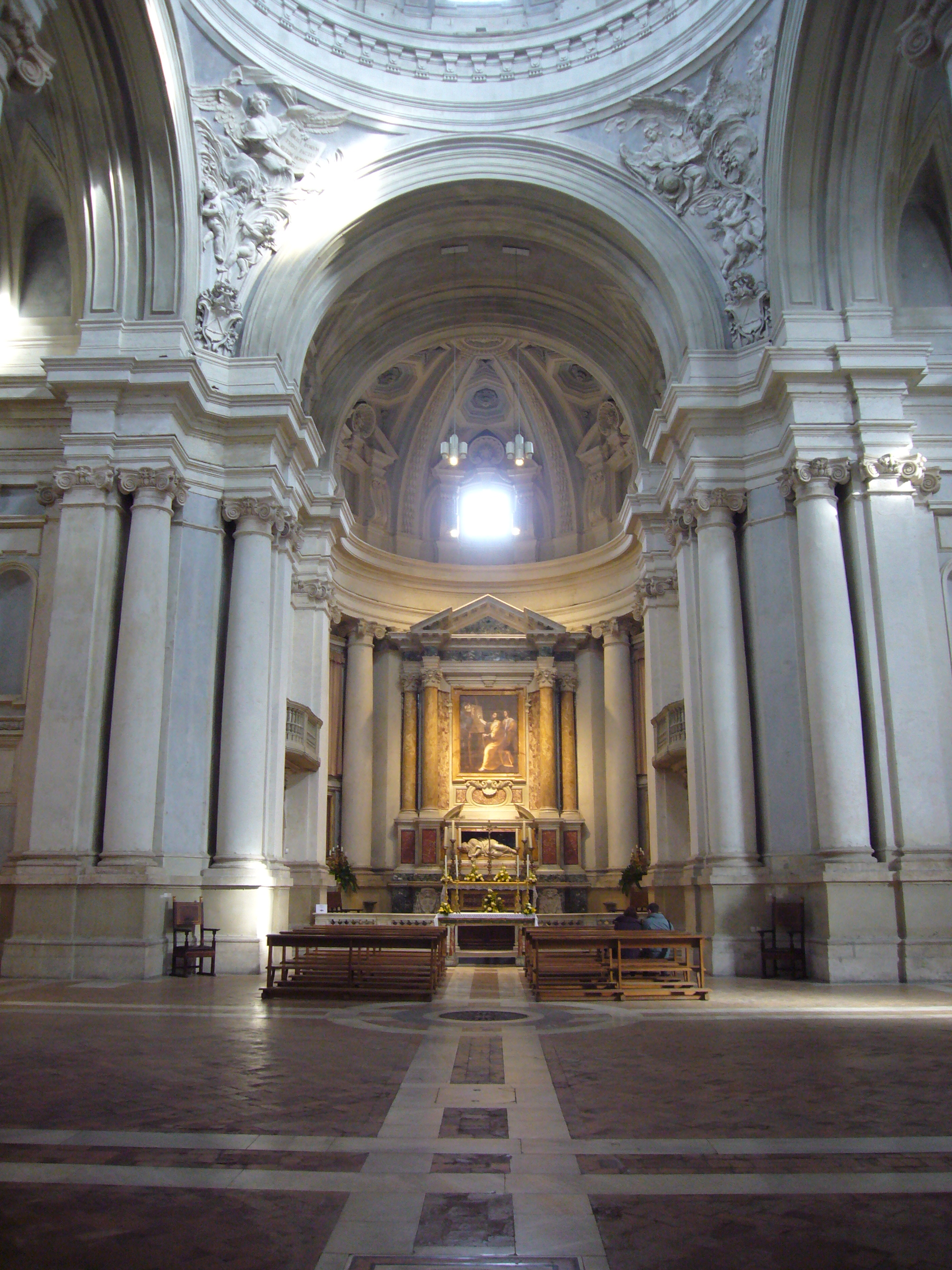
Iglesia de San Lucas y Santa Martina (1635), Roma, obra de Pietro da Cortona
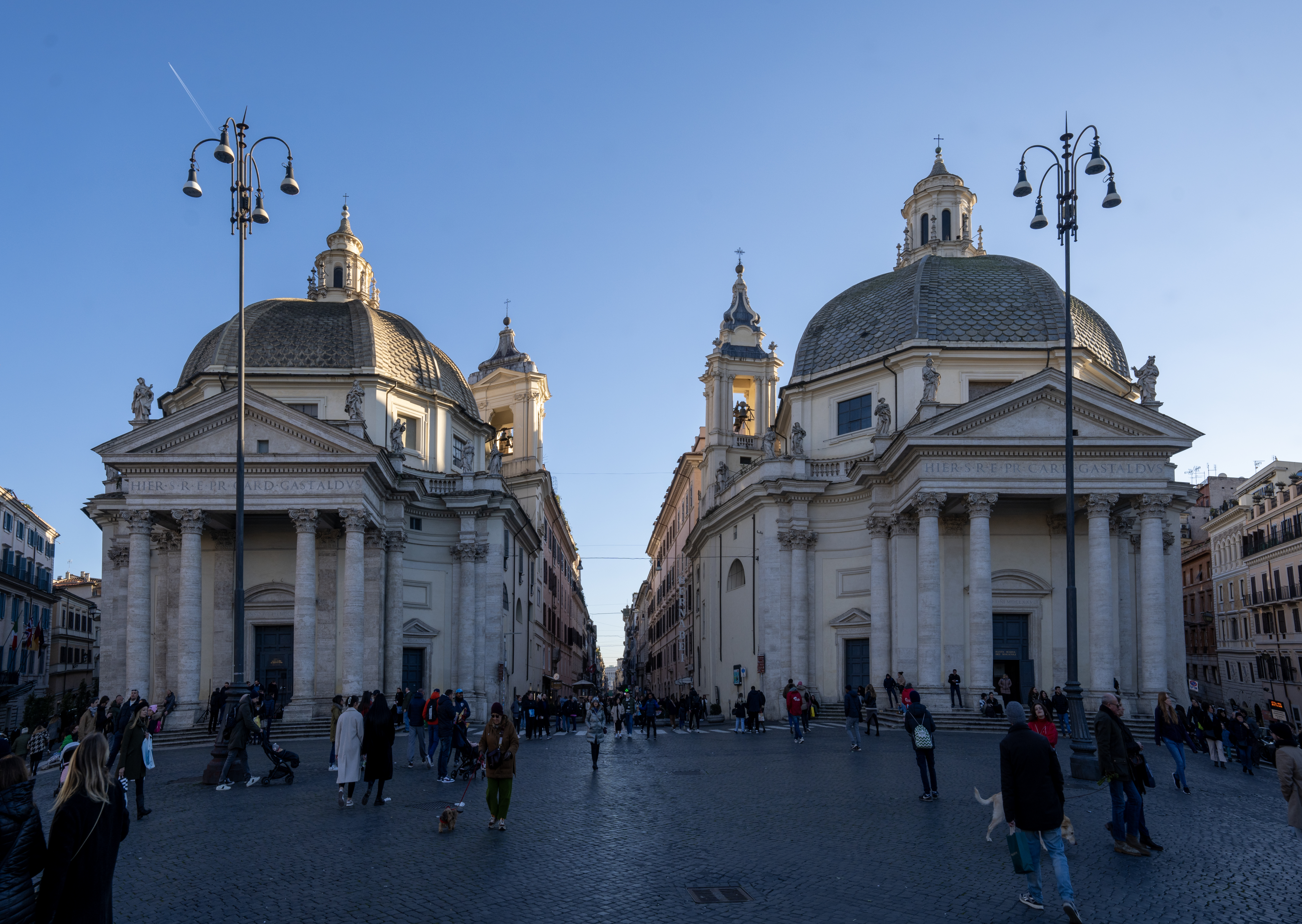
Las iglesias gemelas de la piazza del Popolo de  Carlo Rainaldi: a la izda., Santa María en Montesanto, y a la dcha., iglesia de Santa Maria dei Miracoli
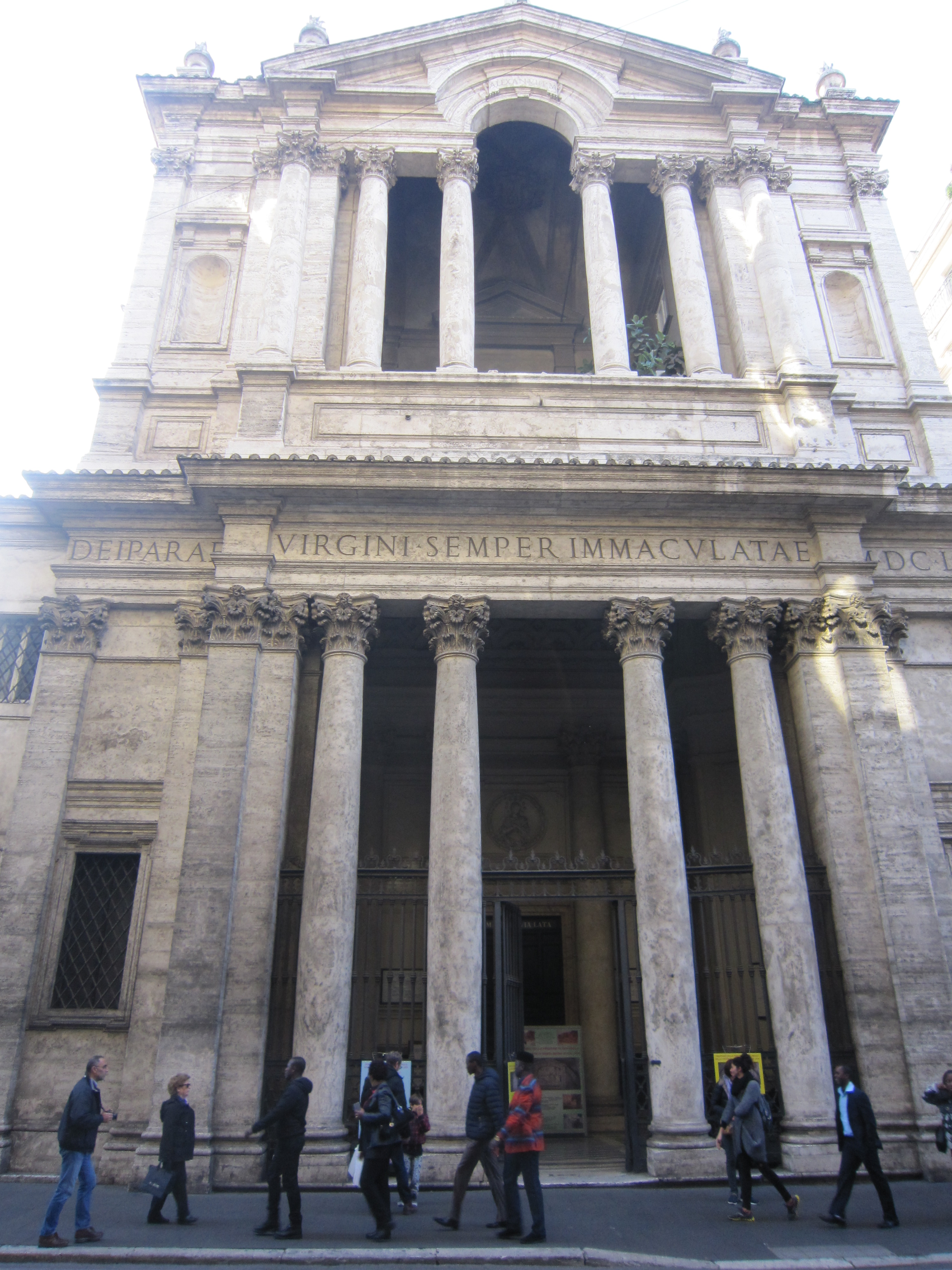
Fachada de Santa Maria in Via Lata (1658-1660),  de Pietro de Cortona, 1658-1660.
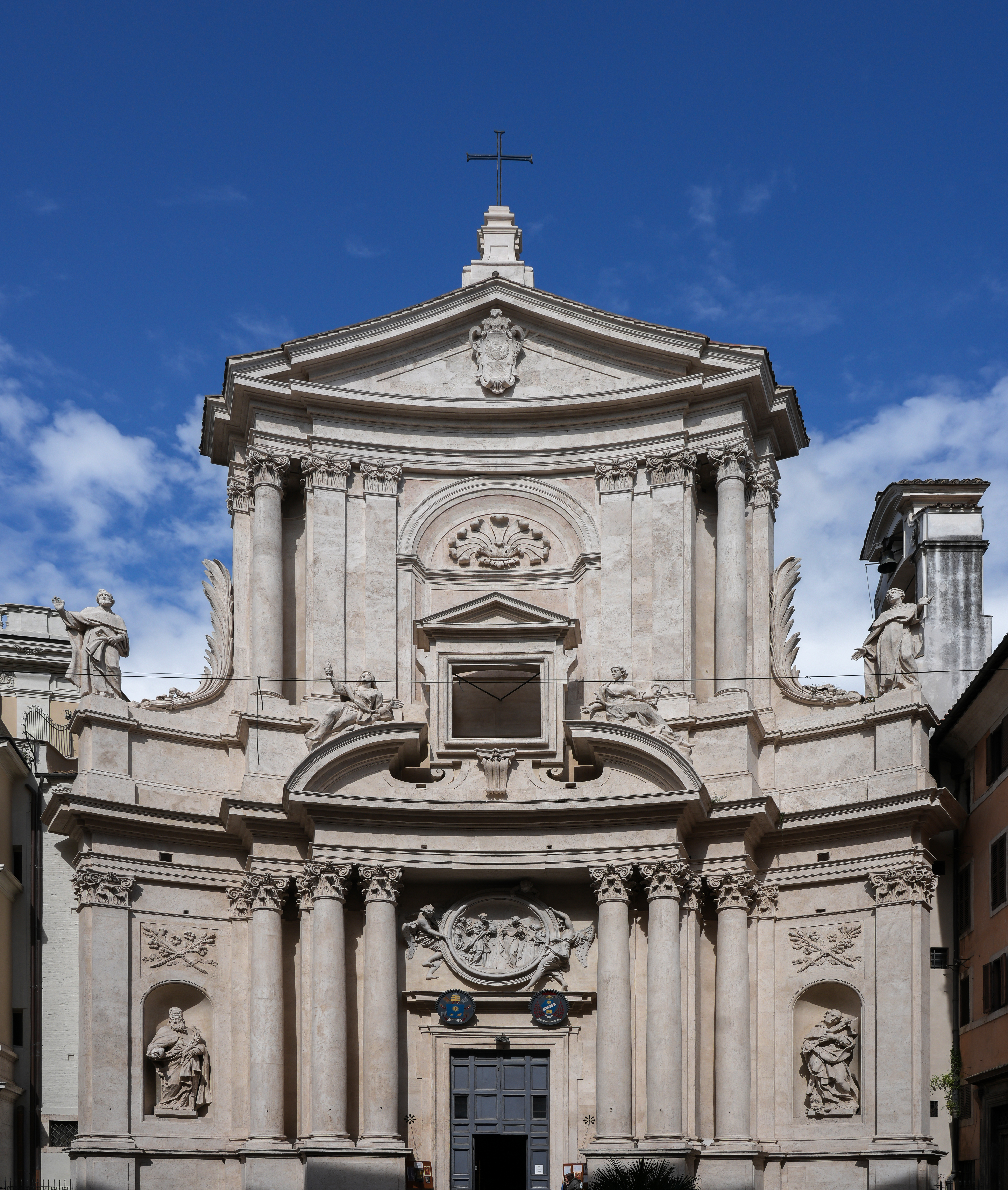
San Marcello al Corso (1681-1687), de Carlo Fontana

##### Palacios

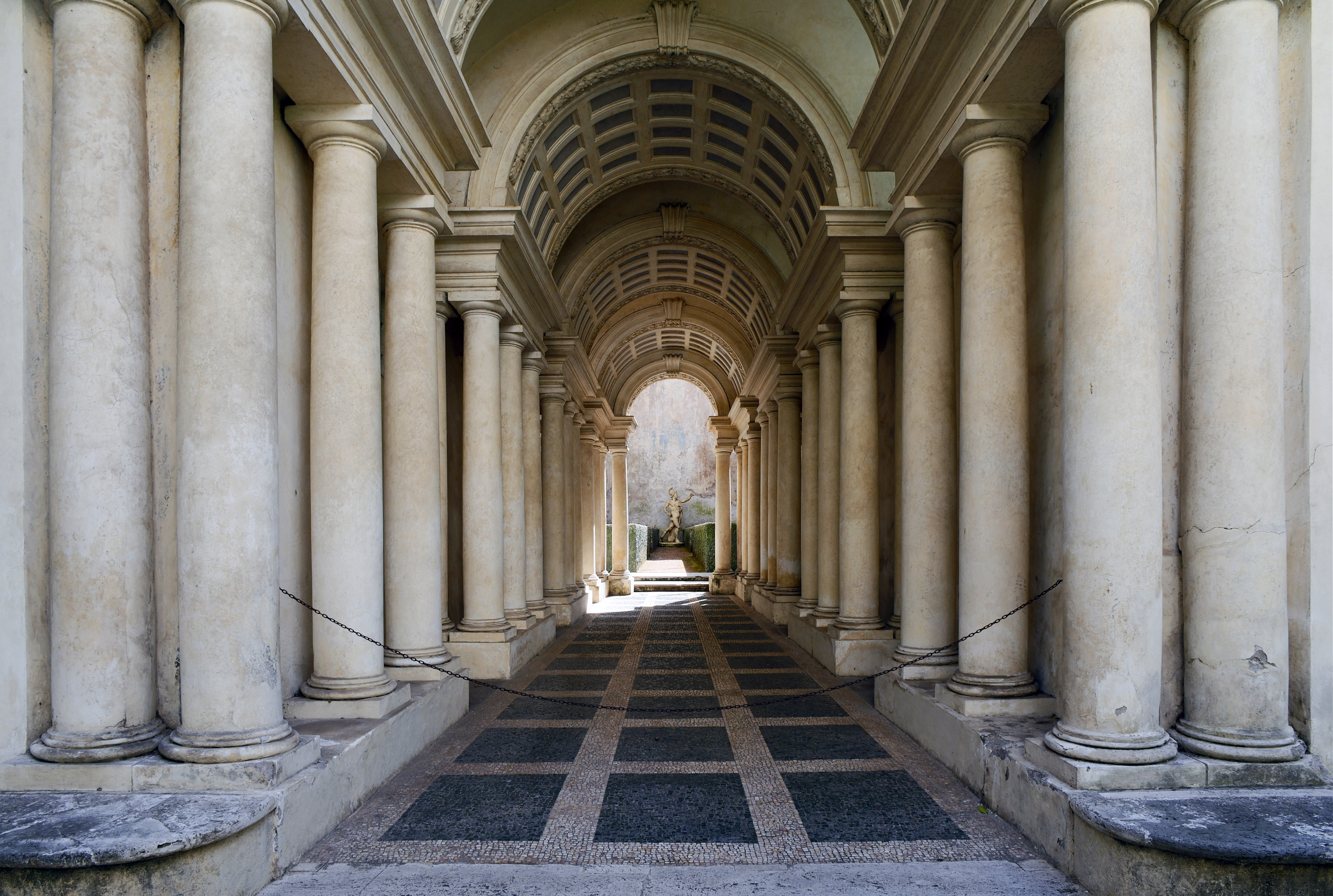
Galería perspectiva del palacio Spada.

Los principales arquitectos del barroco romano dejaron importantes huellas también en la arquitectura civil. En 1625 Carlo Maderno comenzó el trabajo del mencionado palazzo Barberini con la colaboración de Borromini, a quien se le atribuye la escalera helicoidal; a la muerte de Maderno, cuatro años después, el trabajo fue realizado por Bernini. Es cierto, sin embargo, que la planta se había decidido antes de enero de 1629. Anteriormente se destacó que la distribución del edificio, privado del patio interior clásico, difiere de la tradición del palacio italiano; al estar en las afueras de la ciudad, Maderno cambió la concepción original del palacio ciudadano en una especie de villa suburbana. Incluso la fachada, la parte más clásica de la obra, presenta elementos innovadores en los arcos extendidos del último orden.
A partir de 1650, Bernini también ejecutó el palazzo Montecitorio, posteriormente completado por Carlo Fontana. La fachada, en la que se mantuvo sustancialmente la huella del proyecto inicial, tiene un patrón convexo y muestra, a los lados de la planta baja, algunas masas en piedra rústica. También de Bernini es el palacio Chigi-Odescalchi (1665-1667), construido alrededor de un patio diseñado por Maderno. A pesar de las alteraciones sufridas durante el siglo XVIII, la fachada agregada por Bernini puede considerarse un verdadero modelo para las fachadas de los palacios barrocos: presentaba un resalte en la parte central (desaparecida durante las ampliaciones del siglo XVIII), definida por lesenas gigantes y coronado por una balaustrada en la parte superior.
Otra construcción importante seguida por Bernini fue la construcción de la Scala Regia en el Vaticano. Realizada después de 1660, la escalera, que debía servir para la conexión entre los palacios del Vaticano y la fachada de San Pedro, se construyó en una parcela muy pequeña e irregular, ubicada entre la basílica y la residencia papal. Bernini usó estas características para su ventaja. En una especie de carrera de obstáculos, concibió una escalera de anchura decreciente, cubierta por una bóveda de cañón. Sin embargo, las paredes convergentes entre las cuales insertó la escalera habrían dado la impresión de una mayor profundidad; sin embargo, en este sentido, la escalera no tiene nada de ilusionistica. La corrección de la perspectiva se obtuvo mediante la disposición adecuada de una serie de columnatas a los lados del corredor; las columnas parecen avanzar en los escalones, sugiriendo una dirección de movimiento contraria a la vertical de la escalera.
Incluso Borromini dejó algunas contribuciones significativas en esta área. Suyo es el efecto de trompe-l'œil en la galería en perspectiva del palazzo Spada (1652-1653), que sugiere una profundidad diferente de la real. Además, a mediados del Seicento preparó sus estudios para el palazzo Pamphilj en la plaza Navona, edificado por Girolamo Rainaldi, pero sus logros más interesantes se encuentran en los palacios eclesiásticos, como el Colegio de Propaganda Fide (dentro del que está la capilla de Re Magi), donde levantó una fachada formada por compresiones y dilataciones, de gran efecto dramático.

Palacios barrocos romanos
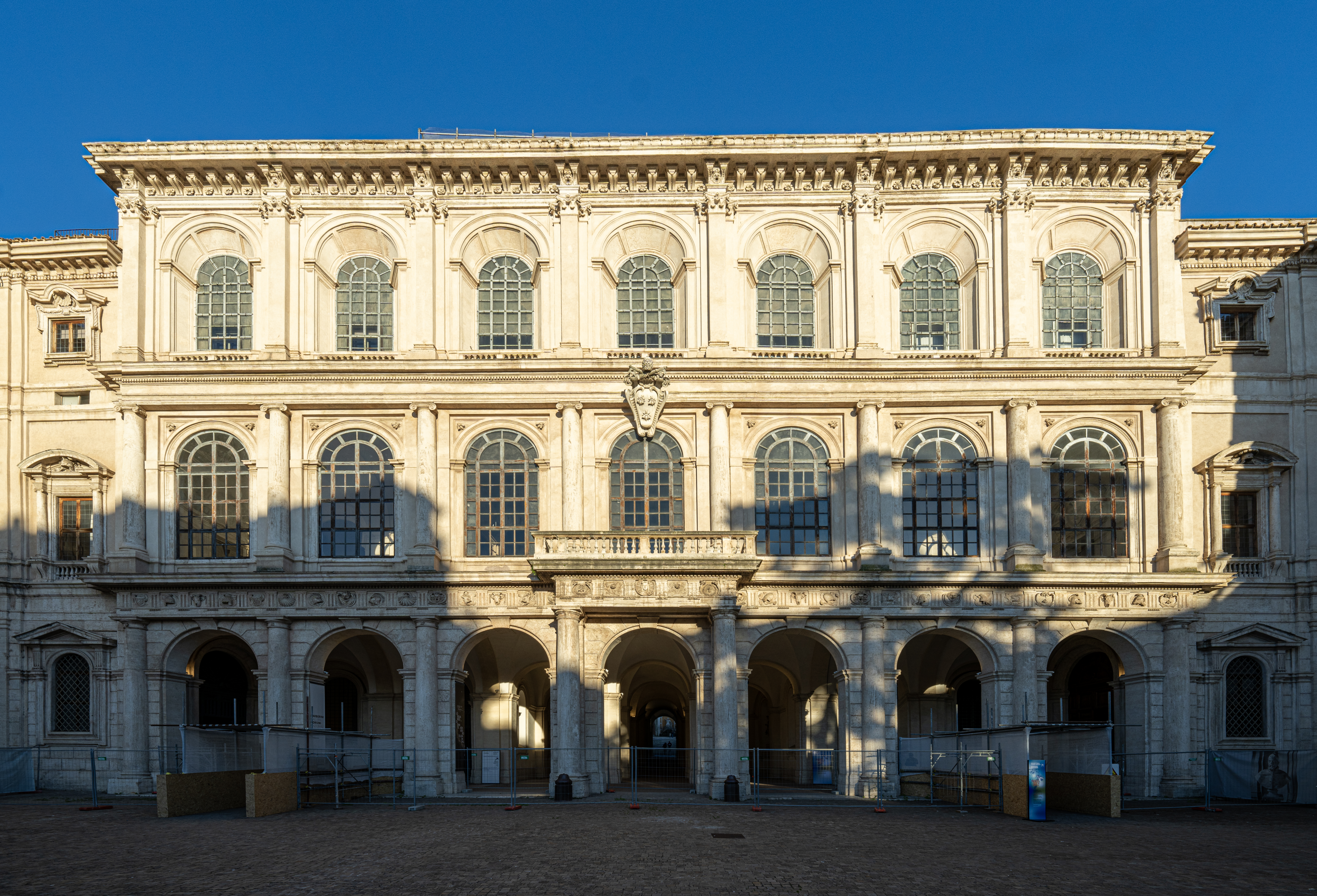
El Palazzo Barberini, empezado por Carlo Maderno (1625-1629) y acabado por Bernini
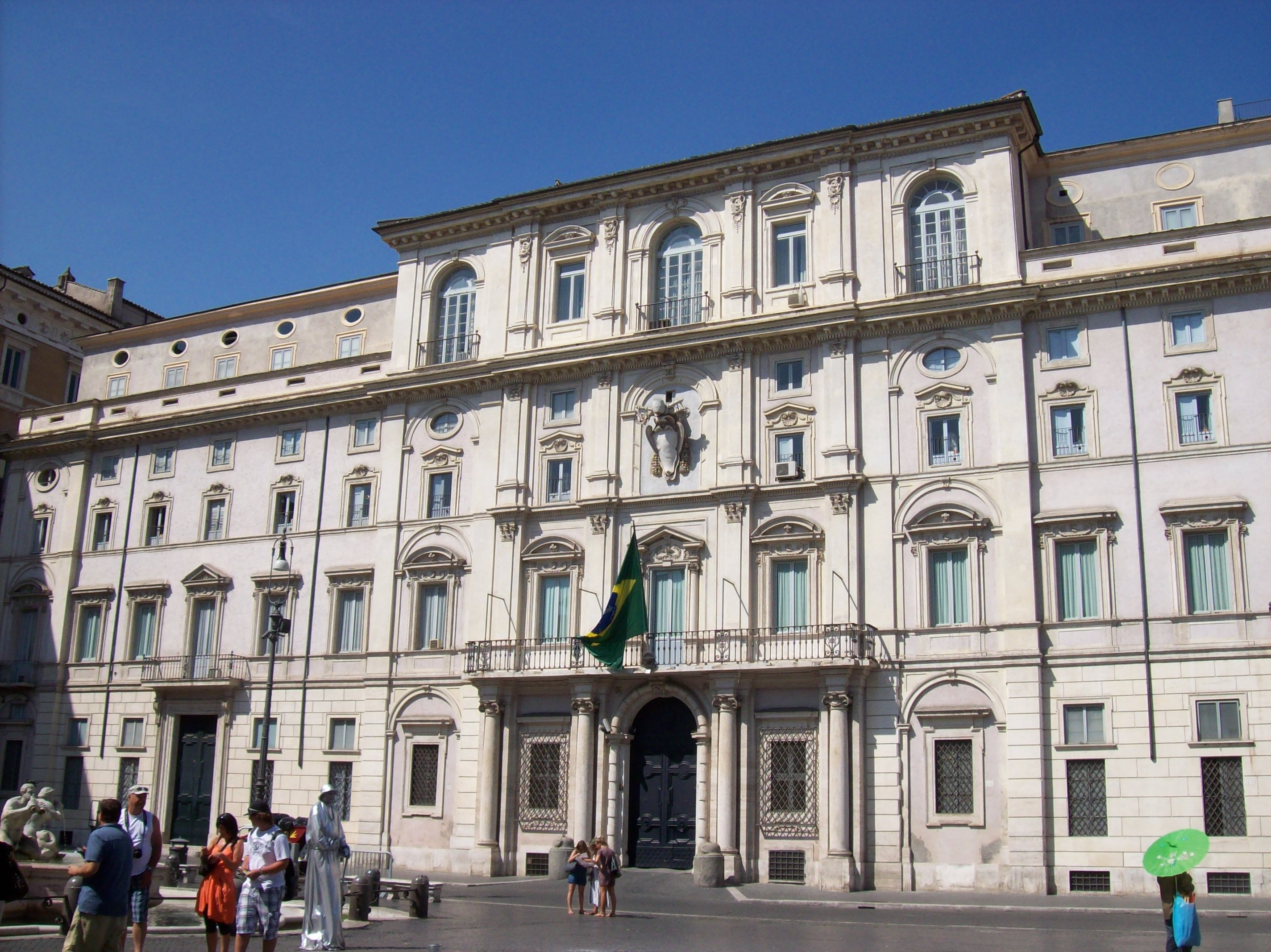
Palazzo Pamphilj (1644-1650), de Girolamo Rainaldi
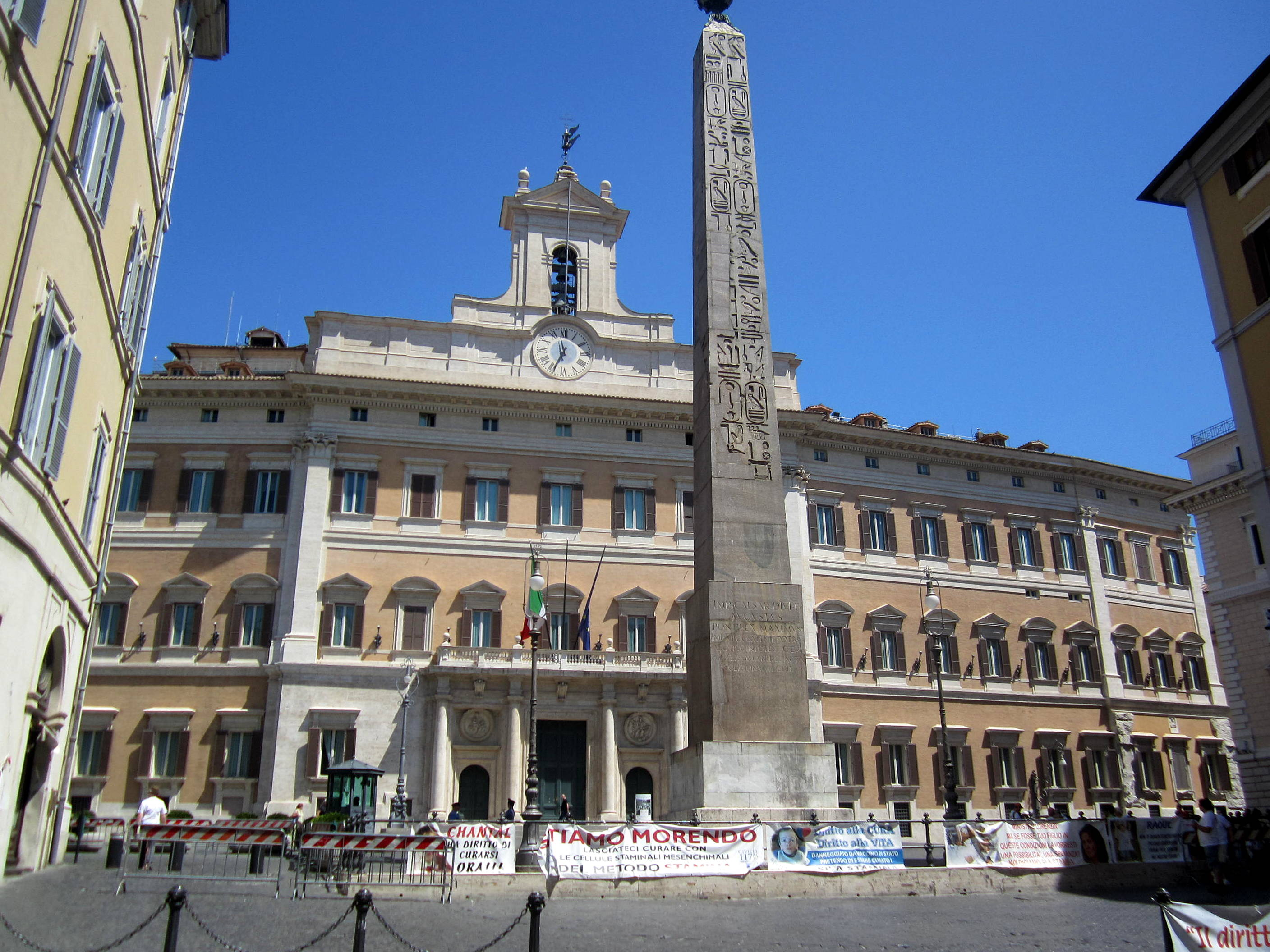
Palazzo Montecitorio, obra de Bernini (1650) completado por Carlo Fontana
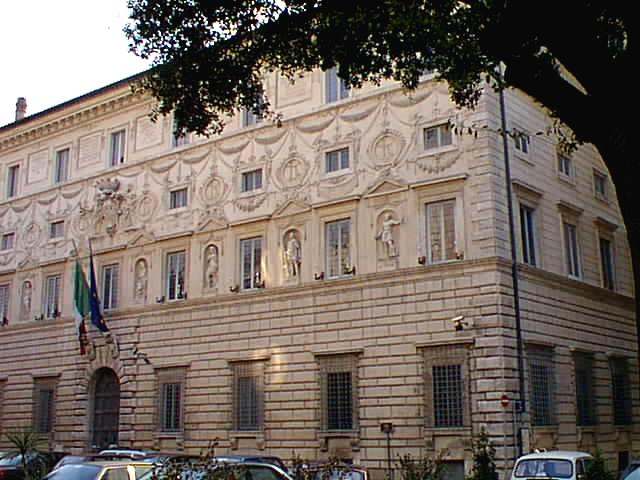
Palazzo Spada (1652-1653)
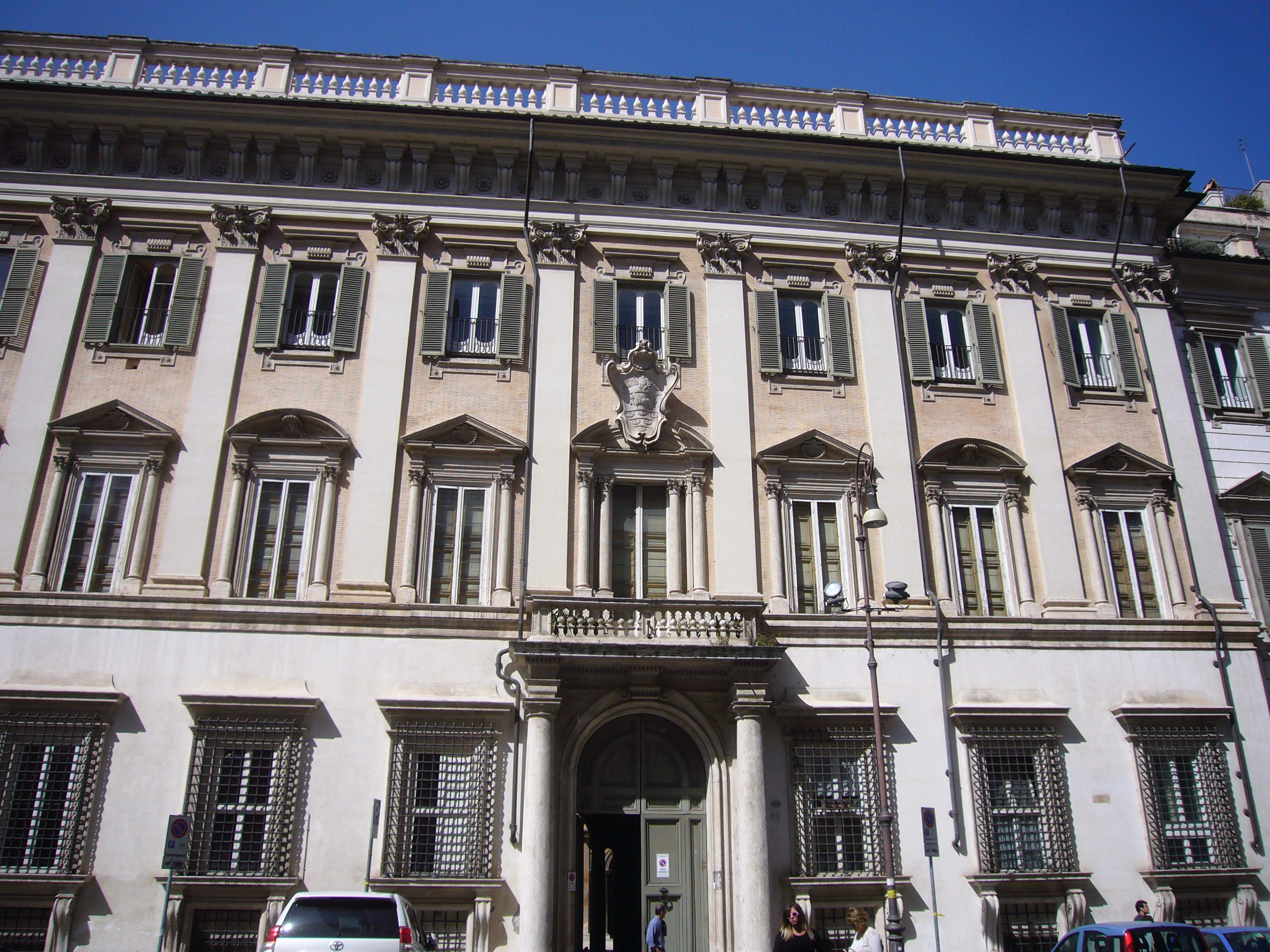
Palacio Chigi-Odescalchi (1665-1667), de Bernini

##### Plazas

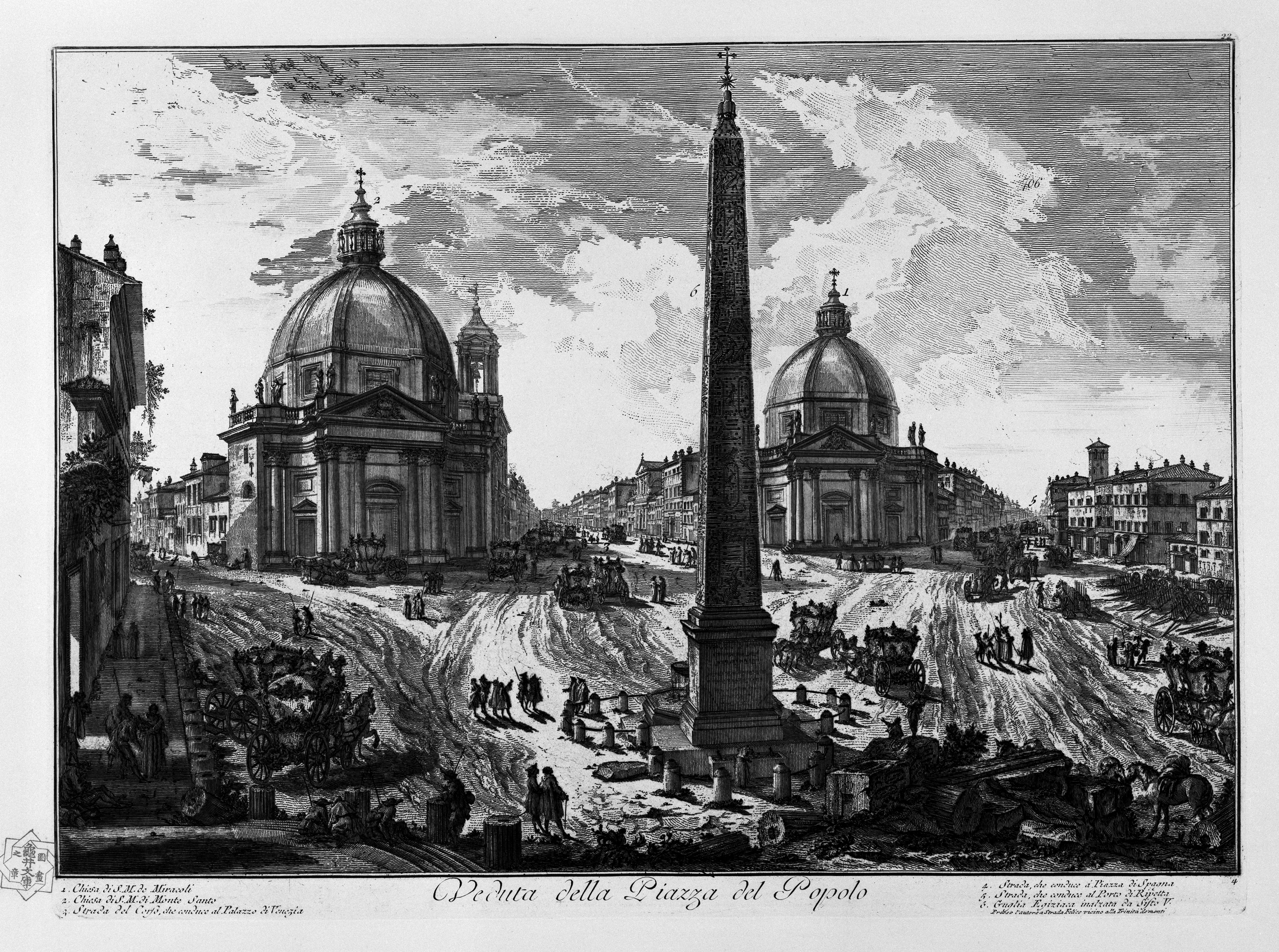
Plaza del Popolo en un grabado de Piranesi antes de la transformación de Giuseppe Valadier.

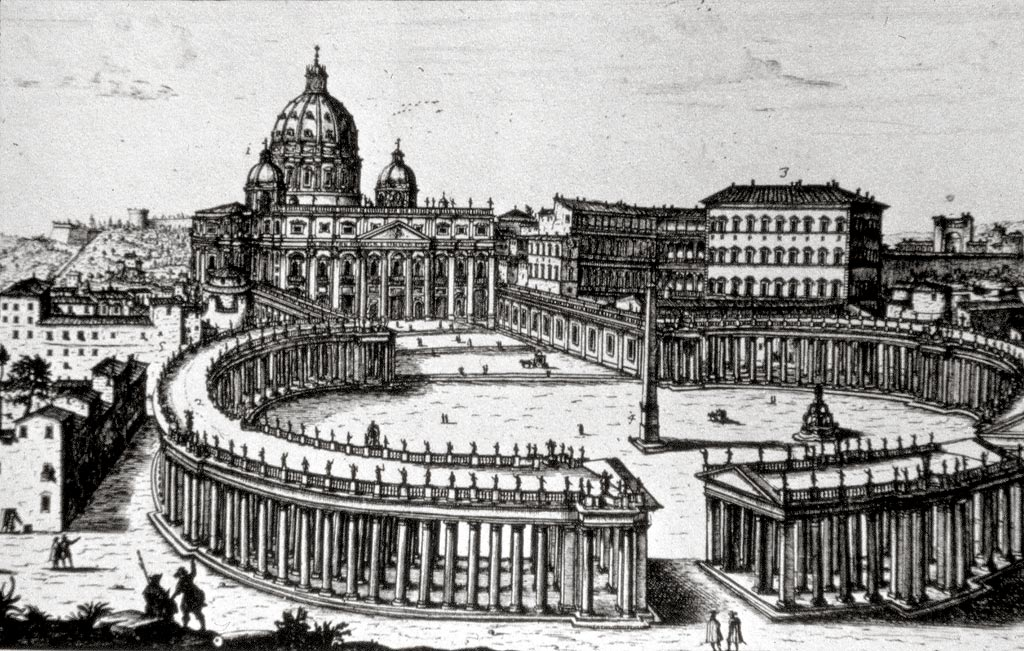
Plaza de San Pedro con el terzo braccio.

Finalmente, en el tratamiento del barroco romano es importante recordar las principales transformaciones urbanas de la ciudad, referidas al plan querido por el papa Sixto V, quien también recopiló algunas intervenciones ya implementadas por sus antecesores. En particular, el tridente de la piazza del Popolo (incluso antes de las transformaciones promovidas posteriormente por Giuseppe Valadier) es uno de los elementos de mayor relevancia y fue el prototipo de uno de los motivos básicos de la ciudad barroca; verdadera puerta de entrada a la ciudad, se convirtió en un punto nodal del sistema viario a partir de 1589, con la erección de un obelisco y la construcción en el siglo XVII de las ya mencionadas iglesias gemelas de Rainaldi.
Otro espacio importante fue la piazza Navona, construida sobre las ruinas del antiguo estadio voluntad del emperador Domiciano y que, en el siglo XVII, asumió las características de una plaza típicamente barroca, tanto como para ser identificada como el verdadero y propio centro de la Roma seicentesca. Aquí se colocaron los cimientos de la iglesia de Sant'Agnese en Agone, un elemento prominente de una cortina muraria casi unitaria, cuya cúpula se destaca de la marcha ligeramente cóncava de la fachada; el centro de la plaza está subrayado por la fuente de los Cuatro Ríos (el Nilo, el Ganges, el Danubio y el Río de la Plata), en los que es posible leer una alusión al poder de la Iglesia en el mundo que se conocía en ese momento.
Esta serie de plazas barrocas encuentra su ápice en la famosa piazza San Pietro, completada por Bernini bajo Alejandro VII entre 1657 y 1667. La solución final tuvo en cuenta los problemas litúrgicos, simbólicos y las emergencias arquitectónicas preexistentes: el espacio fue articuladomediante una plaza ovalada conectado a la fachada de la basílica vaticana con dos brazos oblicuos, dispuestos en los márgenes de un área de forma trapezoidal. La conexión entre el óvalo y el trapecio, más estrecho que la anchura de la fachada de Maderno, modificó la perspectiva hacia la basílica, haciendo que pareciera más pequeña la gran mole de la fachada. La plaza oval, delimitada por imponentes columnas dispuestas en varias filas, debería haberse cerrado con un tercer brazo, pero nunca se ejecutó; a pesar de esto, Bernini creó un espacio bien definido, pero al mismo tiempo abierto al exterior e integrado con el resto de la ciudad gracias a la permeabilidad ofrecida por las grandes columnatas.
Bernini también planteó en un eje con la vía di Borgo Nuovo (desapareció con la realización de via della Conciliazione) la puerta de bronce que conducía a Scala Regia, dentro de la ciudadela del Vaticano; así creó un recorrido sorprendente que acompañaba al espectador desde las estrechas y articuladas calles de la "Spina di Borgo" hasta la grandeza de la plaza de San Pedro, pero cortándola asimétricamente, en el lado norte, para ofrecer evocadoras y siempre nuevas escorzos hacia la fachada de la basílica y hacia la cúpula de Miguel Ángel.

... con las nuevas calles rectas, con los tridentes, que se convertirán en la fórmula perfecta para el nuevo urbanismo barroco, con los nuevos edificios que las flanquean, Roma se transforma de forma sorprendente y casi maravillosa, incluso ante los ojos de sus propios habitantes, convirtiéndose a sí misma en objeto de contemplación, pues Sixto V no se olvida de añadir lo artístico a lo funcional creando en la ciudad numerosos puntos decorativos como las fuentes, inaugurando una tradición que gozará de gran favor durante los siglos XVII y XVIII, y que jugarán un papel importante en la creación del mito de la Roma barroca... Aunque Sixto V se preocupó de relacionar su ensanche con el casco antiguo de la ciudad, lo cierto es que en su plano regulador dejó a éste de lado, abandonando la ciudad medieval a las transformaciones de su propia dinámica; porque en Roma, junto al urbanismo de interés público e insertándose sobre él, existe otro movido por el interés privado de la aristocracia romana -importante en tanto que la Iglesia optará decididamente por ese modelo como expresión de su ideal de vida- que utiliza en su provecho las estructuras urbanas existentes sin modificarlas. ... Estas prácticas constructivas de las grandes familias ... y la falta de visión global ... al remodelar sus palacios buscan un marco estético apropiado a su posición, pero ... no se preocupan de suministrar las infraestructuras necesarias...
Fernando Checa

Vistas de las plazas barrocas de Roma
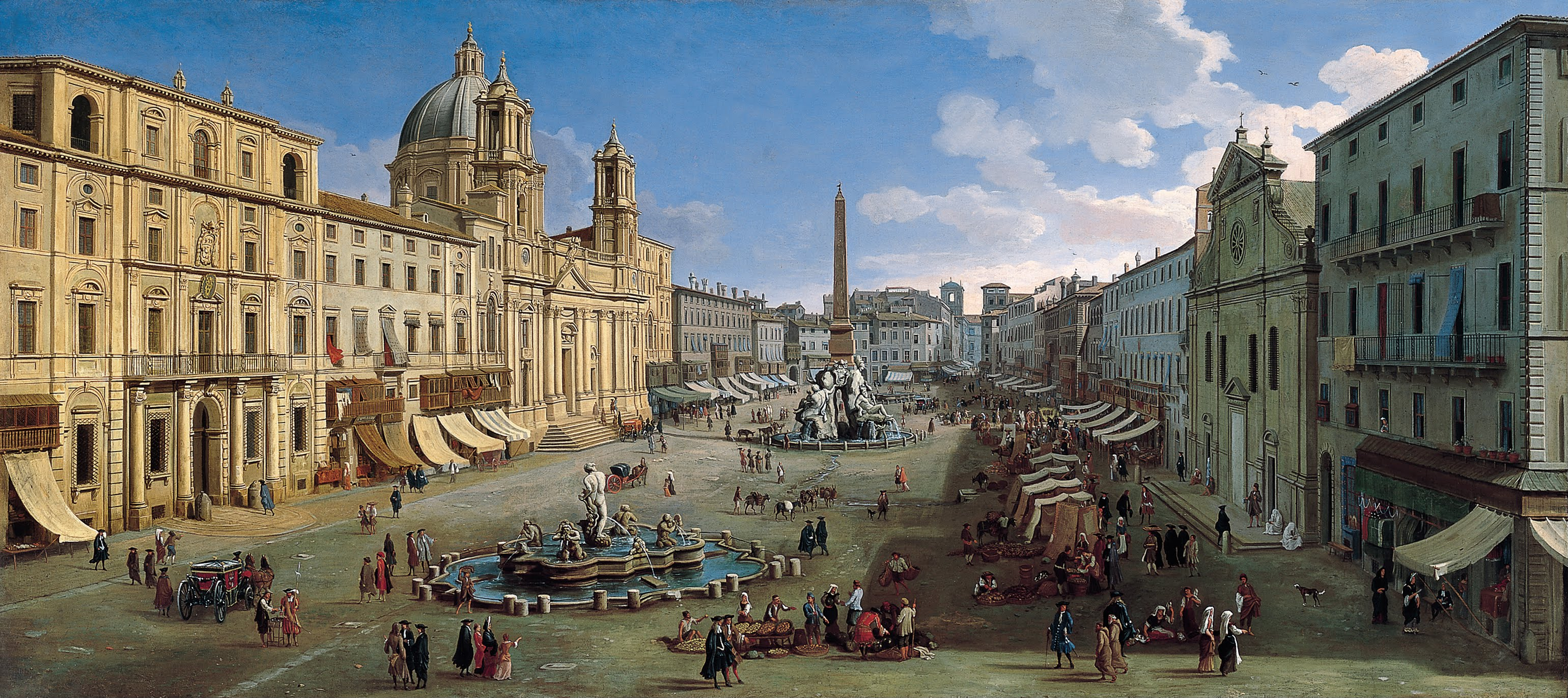
Veduta dei piazza Navona (1699), óleo de Gaspar van Wittel
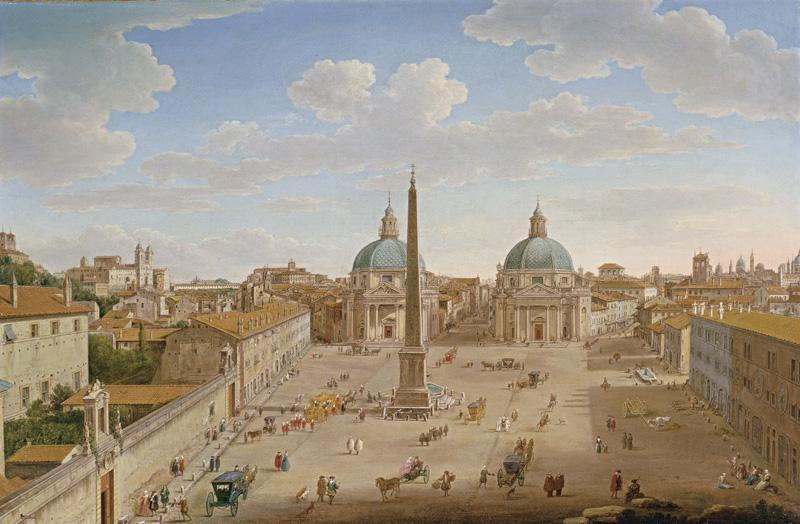
Piazza di Popolo (1750), de Hendrik Frans van Lint (1684-1763)
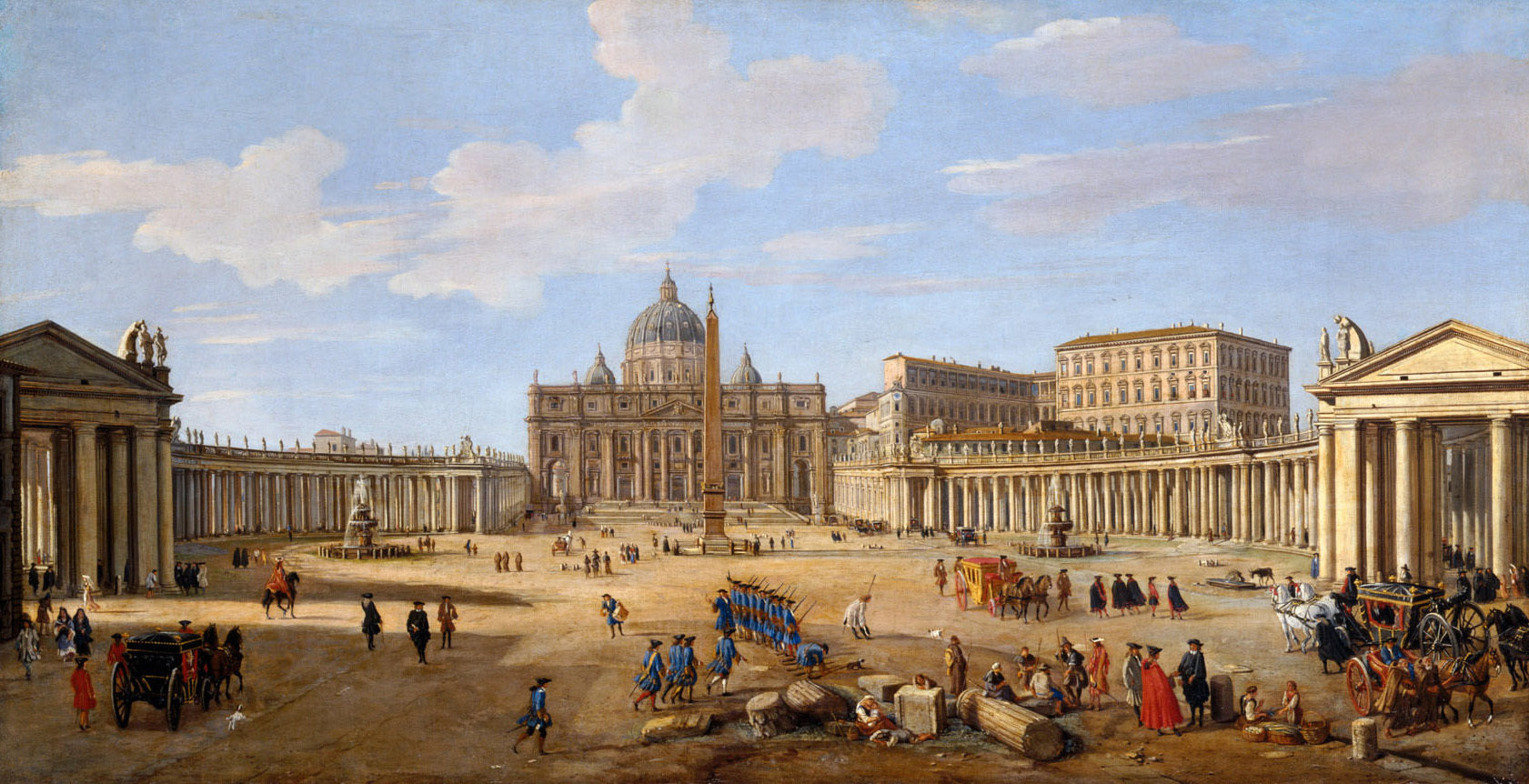
Peterskirche in Rom (ca. 1700/1710), de Gaspar van Wittel (1653-1736)

## Italia meridional
En la parte meridional de Italia, destacan dos focos del barroco que permitieron establecer variantes locales en Nápoles y Sicilia, aunque también hay ciudades en las que se erigieron buenos ejemplos, como Lecce,  Matera
o Barletta.

### Barroco en Nápoles
El barroco napolitano fue una forma artística y arquitectónica que se desarrolló en Nápoles a principios del siglo XVII y floreció a mediados del mismo siglo con las obras de varios arquitectos locales altamente cualificados, alcanzó su apogeo con una arquitectura influenciada por el rococó y el barroco austriaco y terminó a a mediados del siglo siguiente, con la llegada de arquitectos de formación neoclásica. Se reconoce por sus llamativas decoraciones de mármol y estuco que caracterizaron la estructura portante de los edificios.
La arquitectura barroca en la Italia meridional produjo sus resultados más significativos solo en el siglo XVIII. Sin embargo, desde 1610 y en las décadas siguientes en Nápoles, entonces bajo dominio español, se construyeron muchas iglesias barrocas, a menudo adornadas con ricas decoraciones de mármol o estuco (comparables con los interiores berninianos), pero privadas de los inventos espaciales y su fusión con la arquitectura típica del barroco romano.
Los locales investigaban con la actividad de arquitectos como Francesco Grimaldi (1543-1613), autor de algunos edificios religiosos importantes (como la basílica de Santa Maria degli Angeli en Pizzofalcone y la capilla Real del Tesoro di San Gennaro (1608-1646)) en los que se aplicó una decoración barroca todavía sobre plantas clásicas.
La figura más prominente en la ciudad de Nápoles fue Cosimo Fanzago  (1591-1678), quien trabajó en la certosa de San Martino, erigió la iglesia de Santa María Egiziaca en Pizzofalcone, el palazzo Donn'Anna y la Guglia di San Gennaro. La planta de Santa Maria Egiziaca, la iglesia más hermosa de Fanzago, se relaciona con iglesia de Sant'Agnese en Agone, mientras que el diseño de la cúpula deriva de Sant'Andrea al Quirinale de Bernini; sin embargo, contrariamente a los modelos romanos, existe una economía extrema en la definición de los detalles y el énfasis puesto en las partes estructurales, pintadas de blanco, que producen un efecto de imponente simplicidad. El palazzo Donn'Anna (nunca completado) y la Guglia di San Gennaro, en cambio, representan dos extrañas creaciones compuestas que atestiguan la versatilidad de Fanzago para dominar el amplio abanico de posibilidades que ofrecía la arquitectura del siglo XVII: desde la reinterpretación de los motivos tradicionales hasta la mezcla de elementos manieristas y barrocos.
Sólo a principios del siglo XVIII con Ferdinando Sanfelice (1675-1748) la arquitectura napolitana se dirigió hacia una verdadera sensibilidad barroca para las formas espaciales complejas. Sanfelice fue sobre todo el artífice de una arquitectura civil de elegancia incomparable, basada en la interpenetración de espacios interiores y exteriores, que alcanzaron los niveles más altos en las grandiosas escaleras de doble bóveda, como las del palazzo dello Spagnolo y del palazzo Sanfelice, edificio que el arquitecto construyó para él y su familia en el Rione Sanità.
La última fase de la arquitectura barroca en Nápoles —ya bajo dominio austríaco—, y en Italia, se ejemplifica en el palacio de Caserta (1752-1774) de Luigi Vanvitelli, supuestamente el edificio más grande erigido en Europa en el siglo XVIII. Inspirado en los modelos franceses y españoles contemporáneos, el palacio está hábilmente relacionado con el paisaje. En Nápoles y Caserta, Vanvitelli practicó un estilo académico clásico y sobrio, con igual atención a la estética y a la ingeniería, un estilo que haría fácil la transición al neoclasicismo.
Este estilo, que se difundió en Campania y en el sur del Lacio —donde se construyó la abadía de Montecasino, ejemplo de la arquitectura barroca napolitana fuera de Nápoles—, no atrajo la atención de la crítica internacional hasta el siglo XX, gracias al libro Neapolitan Baroque and Rococo Architecture de Anthony Blunt.
- Palacio Real de Nápoles (1600-1616), de Domenico Fontana, encargado por el virrey Fernando Ruiz de Castro, uno de los primeros ejemplos civiles de transición tardorrenacentista-barroco
- Real Albergo dei Poveri (1751-?), de Ferdinando Fuga, una de las construcciones europeas más grandes del siglo XVIII[27]
- Foro Carolino (1757-1765), de Luigi Vanvitelli, ejemplo del urbanismo barroco napolitano
- Palacio de Caserta (1752-1774) de Luigi Vanvitelli para el rey Carlos VII para ser centro administrativo y cortesano del nuevo Reino de Nápoles

### Barroco en Sicilia
El barroco siciliano es una variante local de la  arquitectura barroca italiana que se desarrolló en la isla de Sicilia, en la Italia meridional, durante los siglos XVII y XVIII, un estilo distintivo ampliamente descrito por el historiador del arte inglés Anthony Blunt. El estilo se reconoce no solo por sus típicas curvas y florituras barrocas, sino también por sus máscaras sonrientes y putti, con la particular extravagancia que le ha dado a Sicilia una identidad arquitectónica única. 
El estilo barroco siciliano voló durante la gran reconstrucción edilicia que siguió al terremoto de 1693. Previamente el barroco había sido usado en la isla en una forma ingenua y de alcance local, que había evolucionado a partir de la arquitectura híbrida nativa más que de los grandes arquitectos barrocos de Roma. Después del terremoto los arquitectos locales, muchos de ellos formados en Roma, tuvieron múltiples oportunidades de recrear la arquitectura barroca más sofisticada, que había ganado popularidad en la Italia continental. El trabajo de estos arquitectos locales —y el nuevo género de grabado arquitectónico que ellos iniciaron— inspiró a otros diseñadores locales para seguir el ejemplo. Alrededor de 1730, los arquitectos sicilianos habían desarrollado confianza en el uso del estilo barroco. Su particular interpretación los llevó paulatinamente a generar una forma de arte altamente localista y personalizada. De 1780 en adelante, el estilo fue gradualmente reemplazado por la nueva moda del neoclasicismo.
El estilo decorativo del barroco siciliano duró apenas cincuenta años, y reflejó perfectamente el orden social de la isla en una época en que —dominada nominalmente por la Monarquía Hispánica— fue gobernada de hecho por una aristocracia local hedonista y extravagante. La arquitectura barroca ha dado a la isla un carácter arquitectónico que permanece en el siglo XXI.
En el año 2002 la Unesco incluyó las «Ciudades del barroco tardío del Valle de Noto» como Patrimonio de la Humanidad, es decir un conjunto de ocho ciudades barrocas del sureste de Sicilia: Caltagirone, Militello in Val di Catania, Catania, Modica, Noto, Palazzolo Acreide, Ragusa y Scicli, por «proporcionar un testimonio sobresaliente del arte y la arquitectura del barroco tardío» y «representar la culminación y florecimiento final de arte barroco en Europa».
- Catedral de Noto (1694-1703, 1776), obra de Rosario Gagliardi y Vincenzo Sinatra
- Catedral de Módica (1702-1738), obra de Rosario Gagliardi
- Monasterio de San Nicolà l'Arena (1702-1747), en Catania, obra de Antonino Amato, Francesco Battaglia y Giovanni Battista Vaccarini
- Catedral de Siracusa (1725-1753), de Andrea Palma
- Basílica de Maria Santissima dell'Elemosina,  de Stefano Ittar, ca. 1768

- Otros ejemplos barrocos en la Italia meridional

"Otros
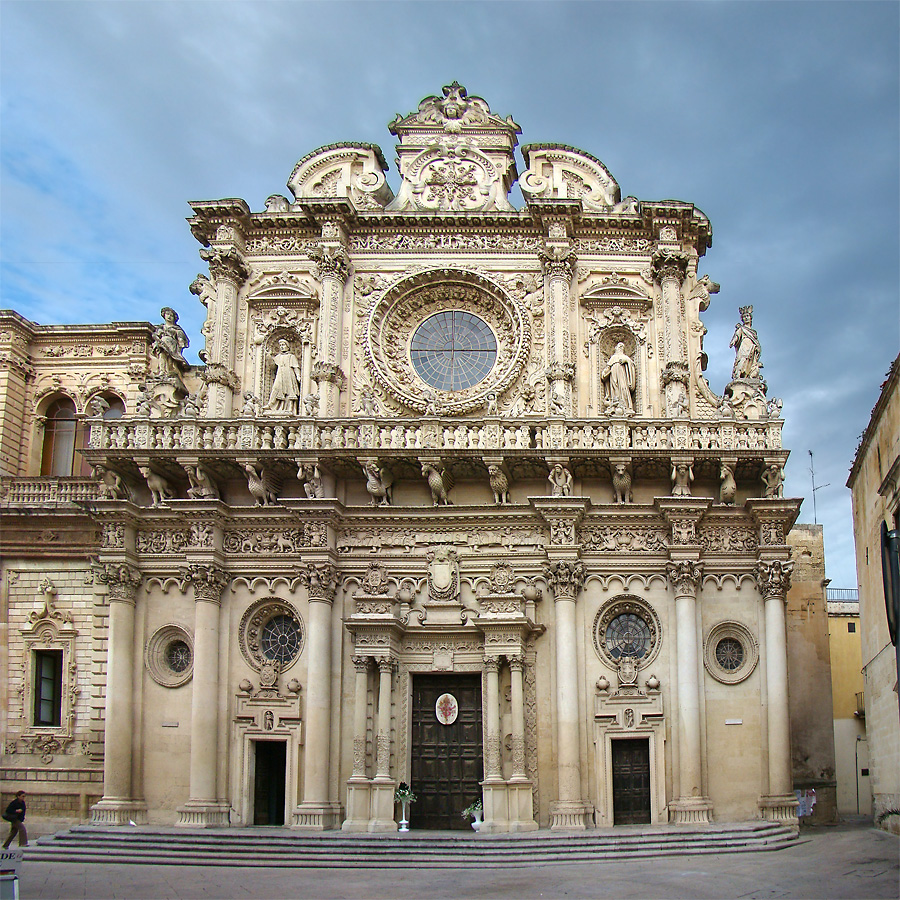
Basílica de Santa Cruz, Lecce
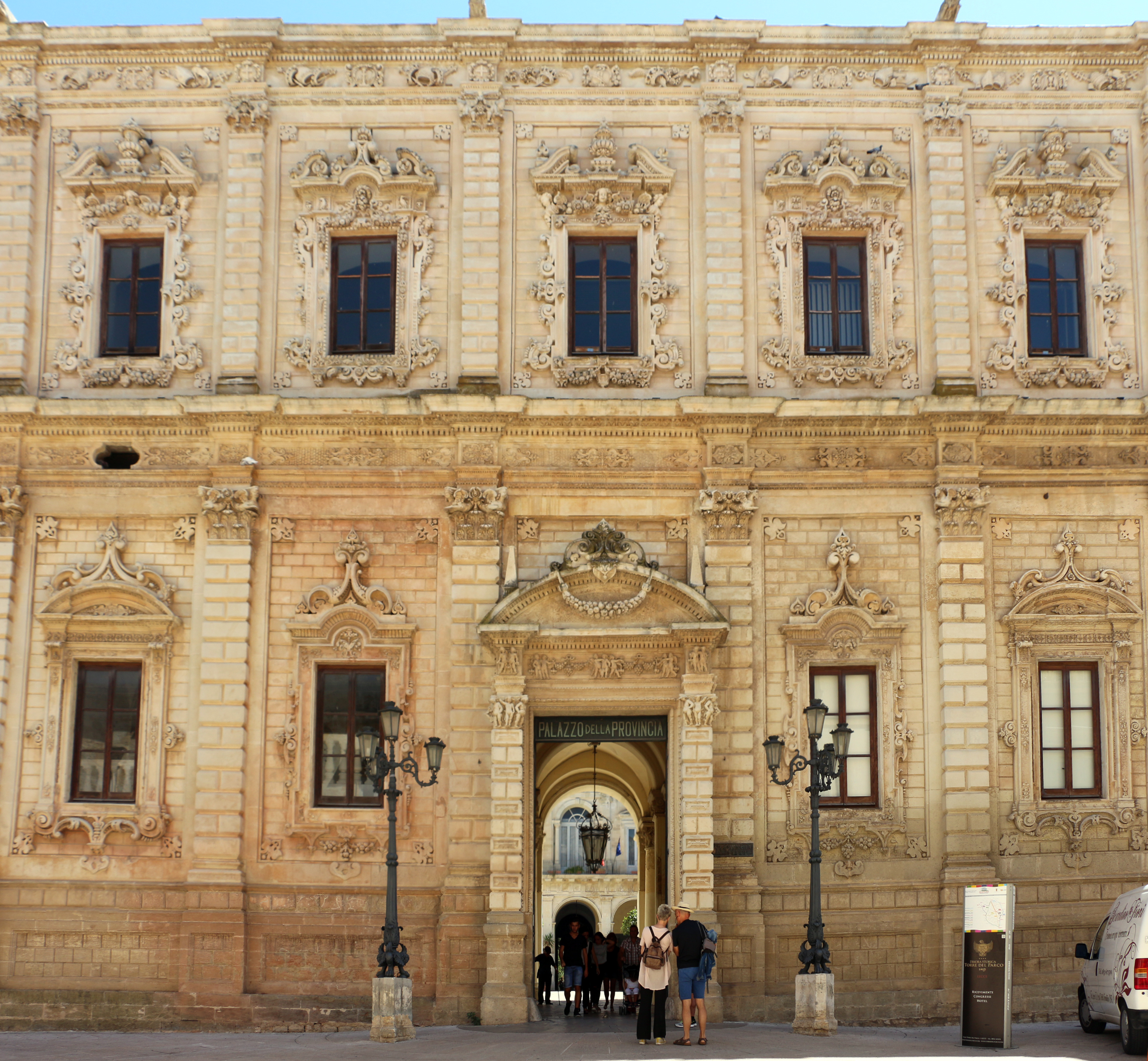
Palacio de los Celestinos (prefectura) (1549-1695), en Lecce
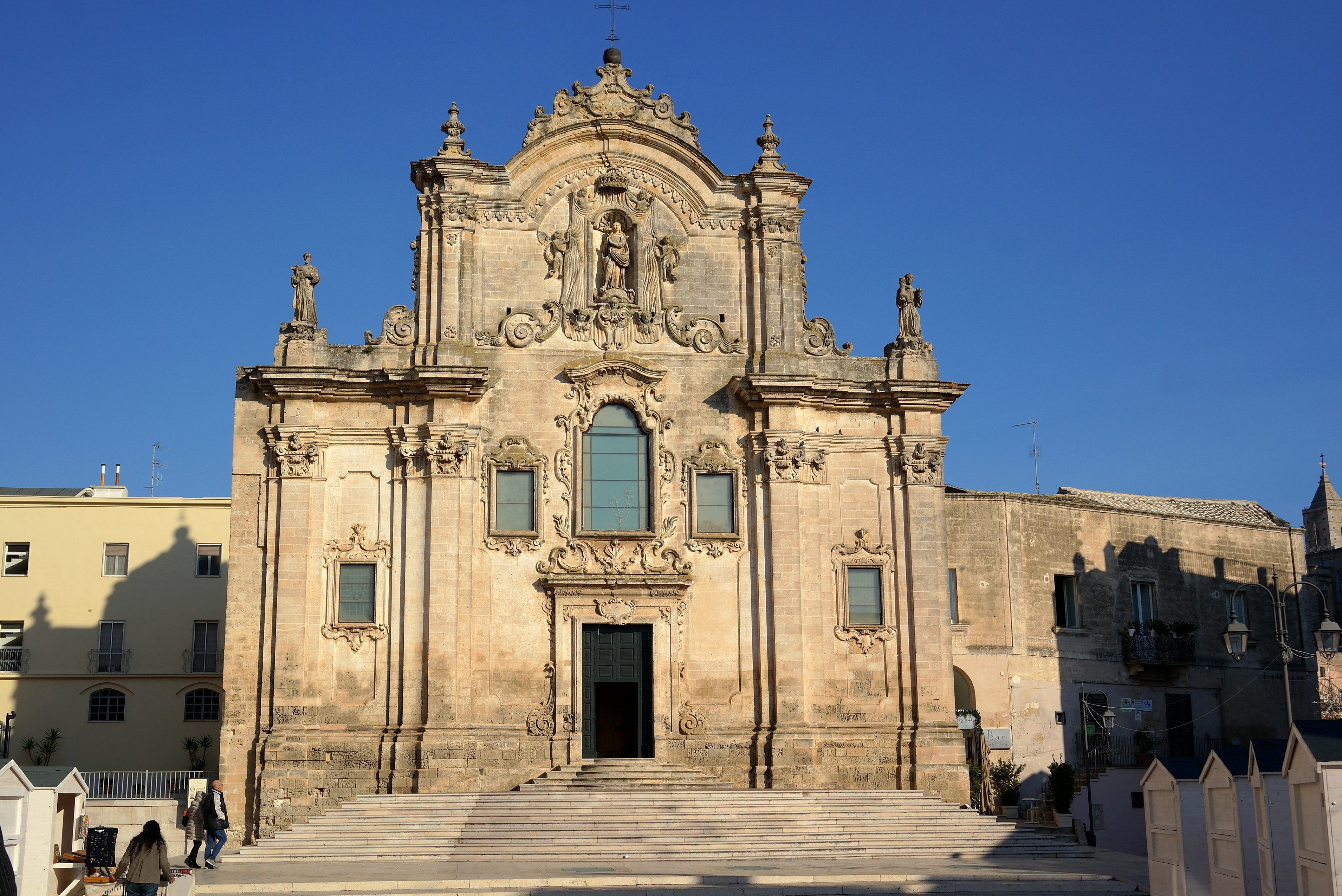
Iglesia de San Francisco de Asís, Matera
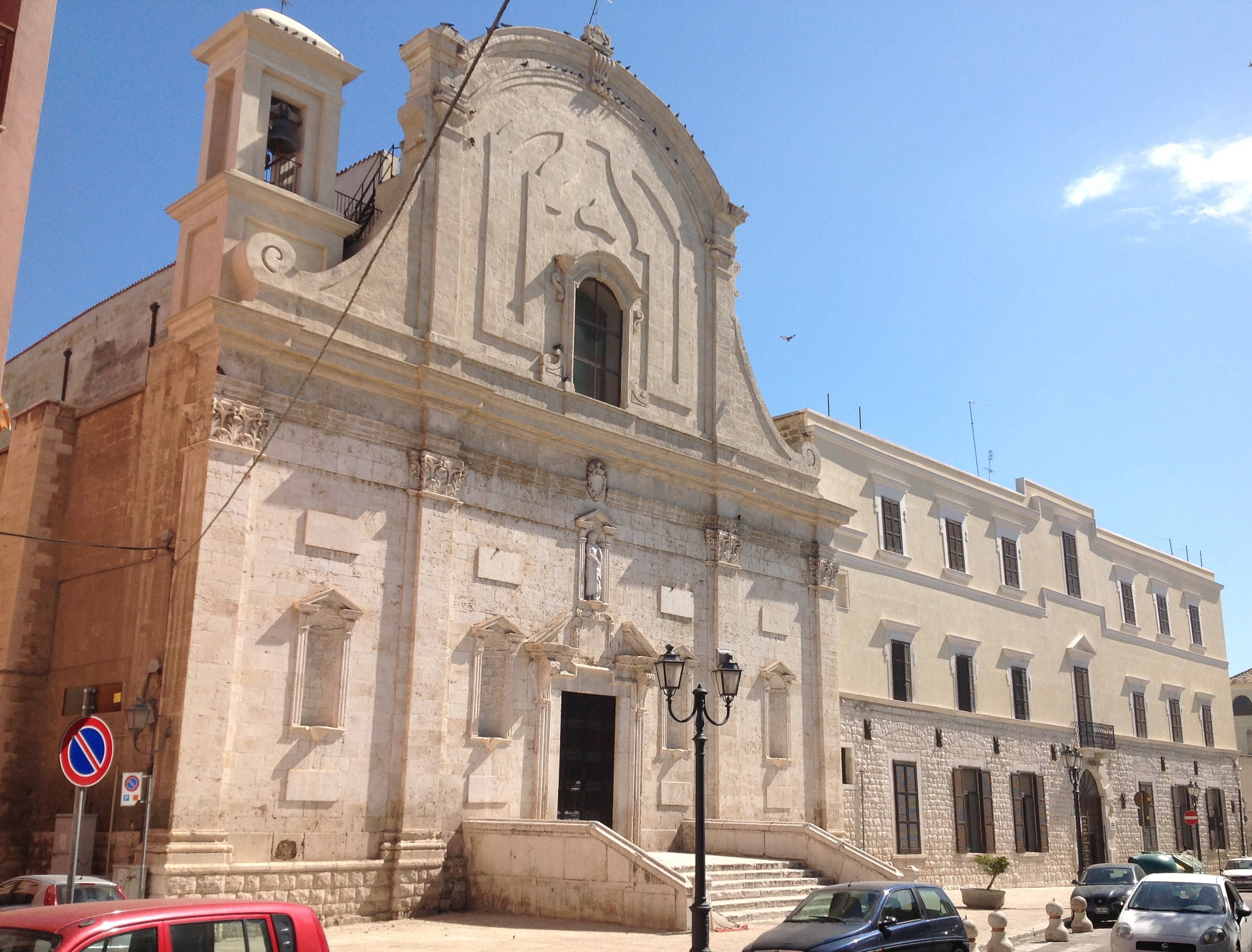
Iglesia de San Gaetano, Barletta
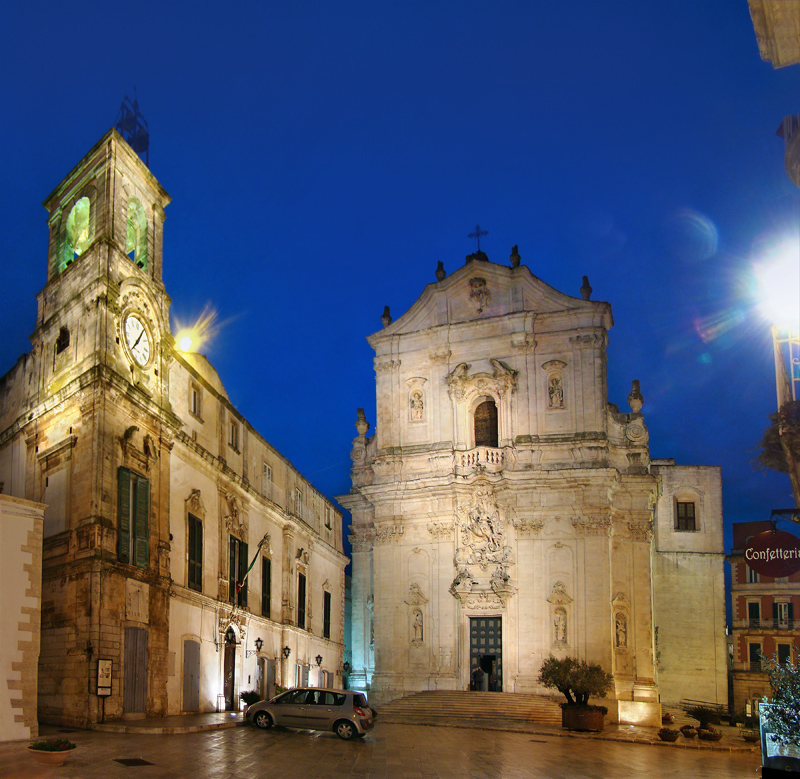
Basílica de San Martino (Martina Franca) (1747-1785), tardobarroco con rasgos rococó

## Italia septentrional

### Turín

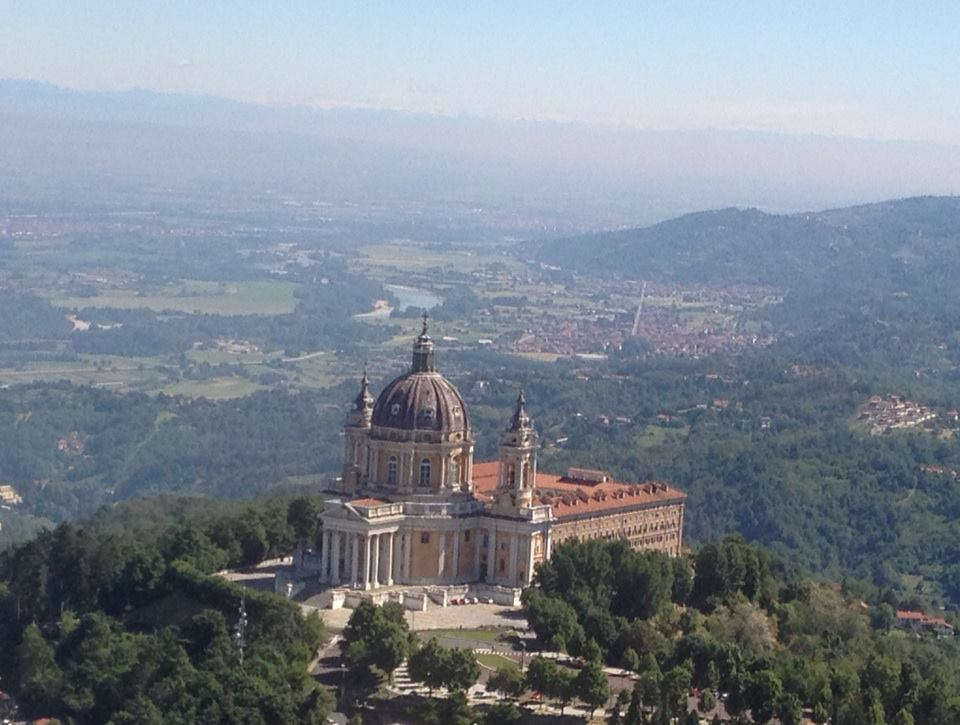
La basílica de Superga cerca de Turín, obra de Filippo Juvarra

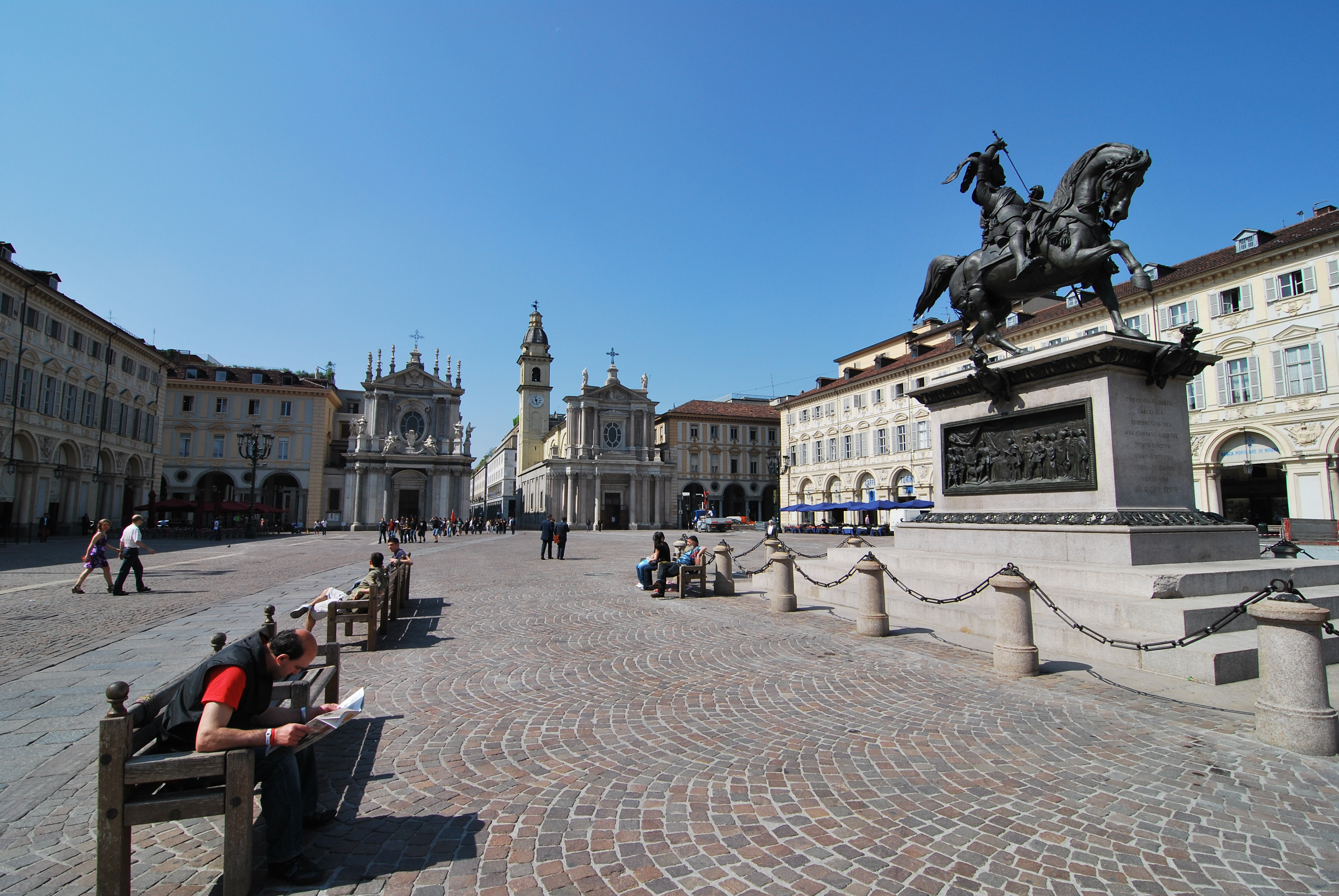
Piazza San Carlo, ejemplo del urbanismo barroco turinés, 1638

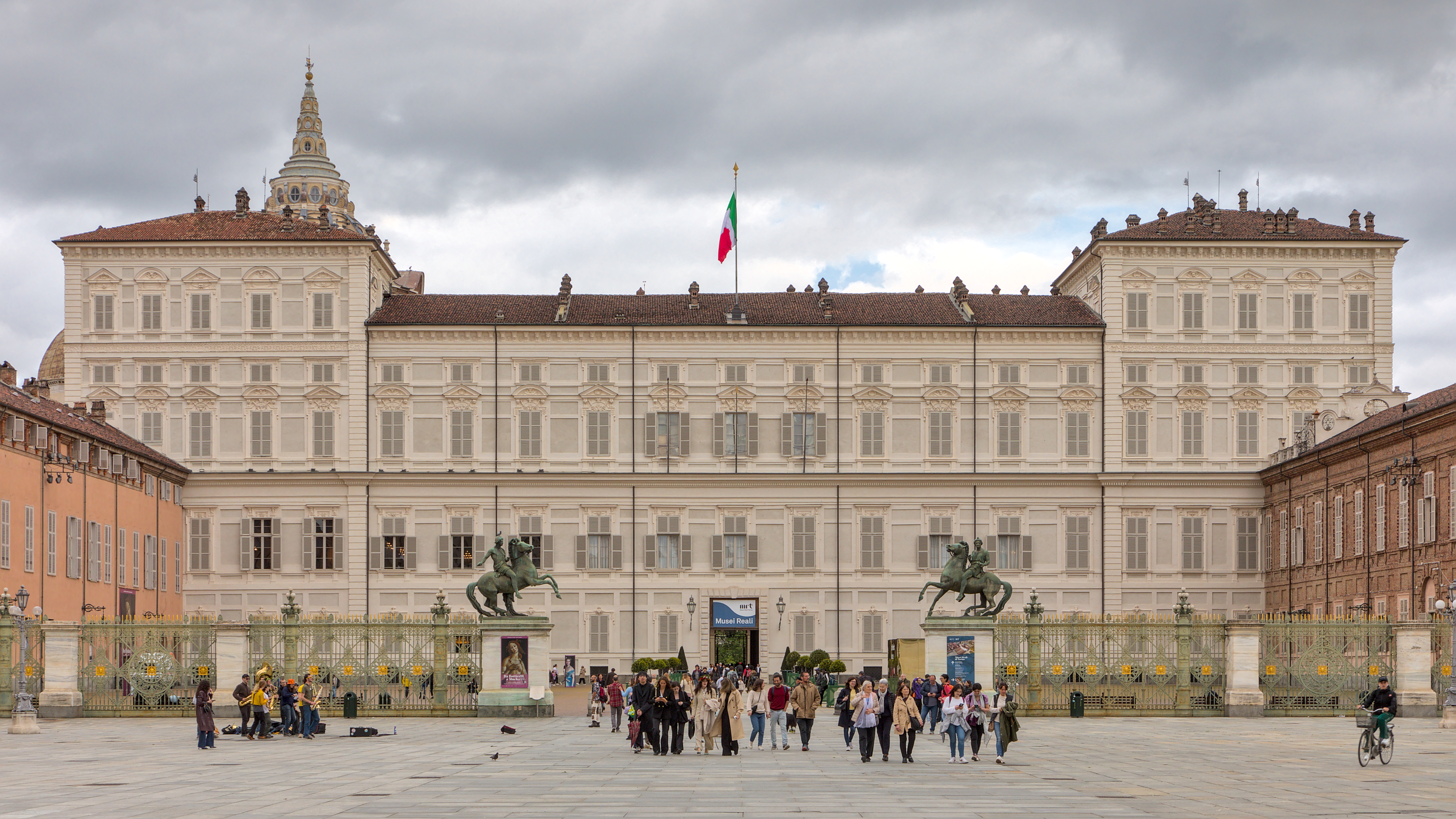
Palazzo Ducale (1640-1656), reformado por Carlo y Amedeo

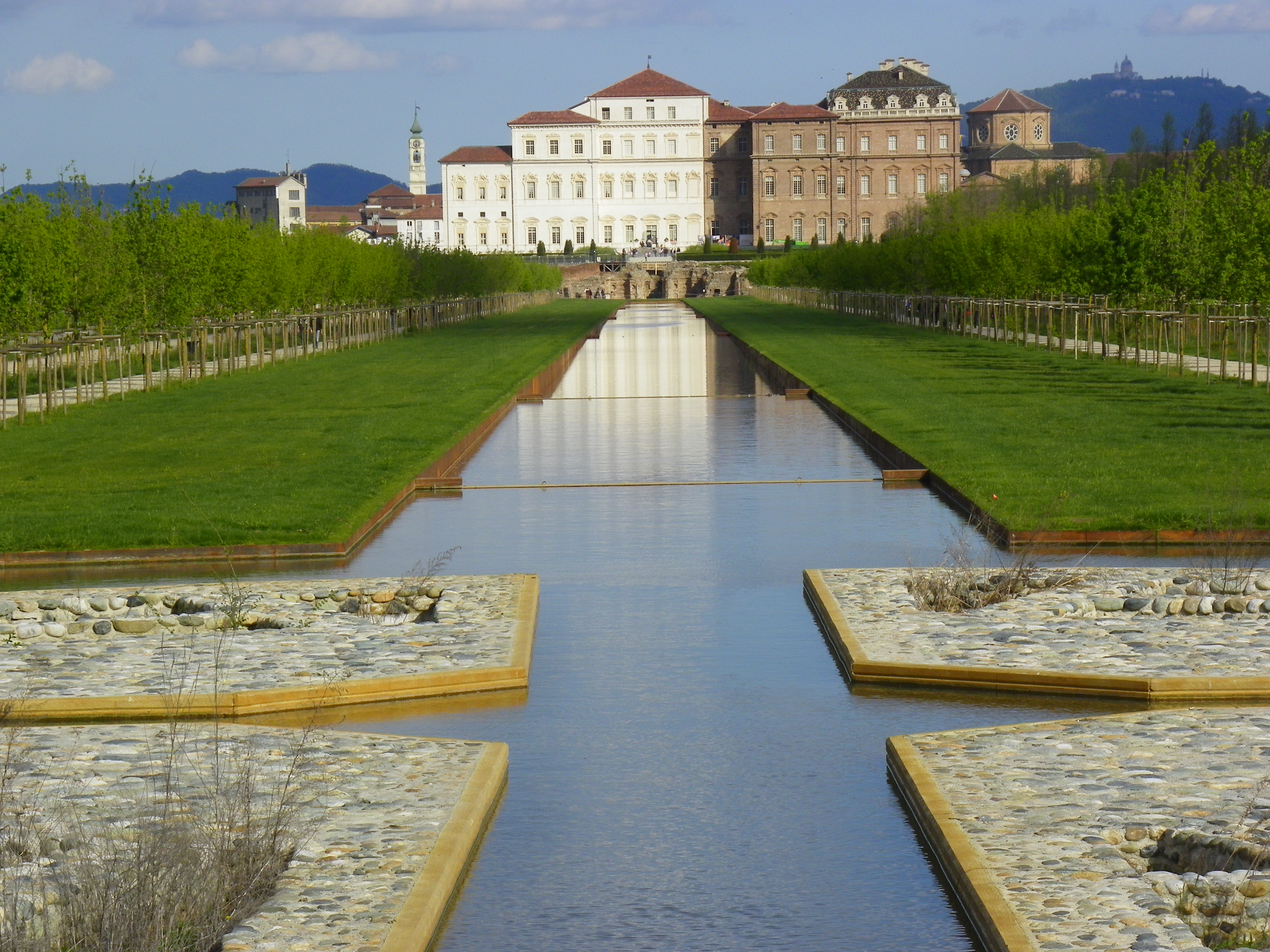
Reggia de Venaria Reale (1658-1679), obra de Amedeo di Castellamonte

En el norte de Italia, especialmente en Turín, los monarcas de la Casa de Saboya fueron particularmente receptivos al nuevo estilo. Emplearon una brillante tríada de arquitectos, —Guarino Guarini, Filippo Juvarra y Bernardo Vittone— para ilustrar las grandiosas ambiciones políticas y el recién adquirido estatus real de su dinastía.
Hacia finales del siglo XVI, Turín todavía estaba encerrado dentro de la antigua estructura romana del castrum; pocos años más tarde, durante el reinado de Carlo Emanuele I, la ciudad se convirtió en un importante centro barroco, un punto de encuentro de tendencias romanas y francesas, en una síntesis singular entre aspectos contrarreformistas y laicos.
Ascanio Vitozzi (1539-1615) estuvo a cargo de la sistematización de la piazza Castello, alrededor de la cual se desarrollaron los nuevos distritos de la ciudad; los trabajos fueron realizados por Carlo di Castellamonte (1560-1641), quien a partir de 1621 continuó el desarrollo hacia el sur de la ciudad según un sistema de ejes ortogonales entre sí. El mismo arquitecto fue responsable de la formación de la vasta piazza San Carlo (en ese momento piazza Reale), un espacio derivado de la place royale francesa y centrado alrededor de una estatua ecuestre; sin embargo, a los lados de la directriz principal se dispusieron dos iglesias gemelas, en una solución similar a la implementada en la piazza del Popolo en Roma. Este valor dual, fruto de la unión entre elementos sagrados y elementos laicos, también se encuentra en el Palazzo Ducale (más tarde Real), que se puso en comunicación directa con el Duomo.
El plan de expansión de Turín fue continuado por Amedeo di Castellamonte (1610-1683), hijo de Carlo, quien planeó el desarrollo de la ciudad hacia el este. En 1673, de acuerdo con el proyecto del arquitecto, se inició la construcción de una vía para unir la piazza Castello a la puerta Po; a lo largo de la nueva vía se levantaron palacios con un diseño uniforme, mientras que hacia el río se completaba la vía con una exedra (pórtico en un lugar abierto, a menudo con asientos para conversar), una referencia simbólica a la apertura de la ciudad al territorio circundante.
El mismo Amedeo di Castellamonte trabajó en varias residencias de los Saboya; prestó su trabajo en el palacio Ducale y alrededor de los años 1670 Carlo Emanuele II le encargó diseñar el Reggia y el burgo de Venaria Reale, cerca de Turín.
En los mismos años, Guarino Guarini (1624-1683) puso fin a la capilla de la Sábana Santa, que había comenzado precisamente Castellamonte en la parte posterior de la catedral turinesa. La capilla debía tener tres entradas (dos de la catedral y una desde el Palazzo Ducale adyacente) y esto condicionó la planta del edificio. El recinto, de planta circular, se dividió en nueve partes, y en correspondencia con las entradas se situaron tres arcos, sobre los cuales se dispuso el tambor de cúpula; la cúpula en sí está definida por un extraordinario juego de costillas, enfatizado por la luz difundida a través de las numerosas ventanas que emergen curiosamente en el exterior de la estructura.
Guarini fue un monje peripatético que combinaba muchas tradiciones (incluida la de la arquitectura gótica) para crear edificaciones irregulares notables por sus columnas ovaladas y por las fachadas poco convencionales. Sobre la base de los hallazgos de la geometría y la estereotomía contemporáneas, Guarini elaboró el concepto de «arquitectura oblicua» que se aproximaba al estilo de Borromini en audacia tanto teórica como estructural. El palazzo Carignano de Guarini (1679) puede haber sido la aplicación más llamativa del estilo barroco al diseño de una residencia palaciega particular en el siglo XVII.
Las formas fluidas, los detalles ingrávidos y las amplias perspectivas de la arquitectura de Juvarra anticiparon el arte del rococó. Aunque su práctica se extendía mucho más allá de Turín, los diseños más llamativos de Juvarra fueron creados para Víctor Amadeo II de Cerdeña. El impacto visual de su basílica de Superga (1717) deriva de su techo elevado y de su ubicación magistral en una colina sobre Turín. El ambiente rústico fomentó una articulación más libre de la forma arquitectónica en el pabellón de caza real de la Palazzina di Stupinigi (1729), quizás uno de los trabajos más originales del barroco final. Juvarra terminó su corta pero intensa carrera en Madrid, donde trabajó en los palacios reales de La Granja y Aranjuez.
Entre los muchos que fueron profundamente influidos por la brillantez y la diversidad de Juvarra y Guarini, ninguno fue más importante que Bernardo Vittone. Este arquitecto piamontés es recordado por un afloramiento de iglesias rococó extravagantes, cuadrufoliadas en planta y de detalles delicados. Sus diseños sofisticados a menudo presentan múltiples bóvedas, estructuras dentro de estructuras y cúpulas dentro de cúpulas.

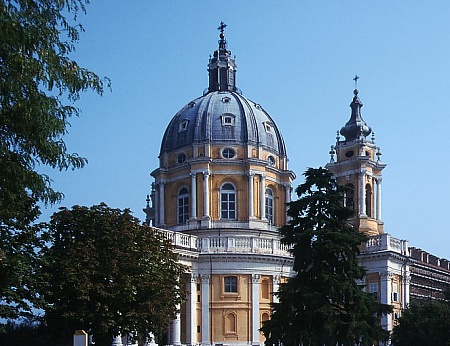
Basílica de Superga, junto a Turín, de Filippo Juvarra
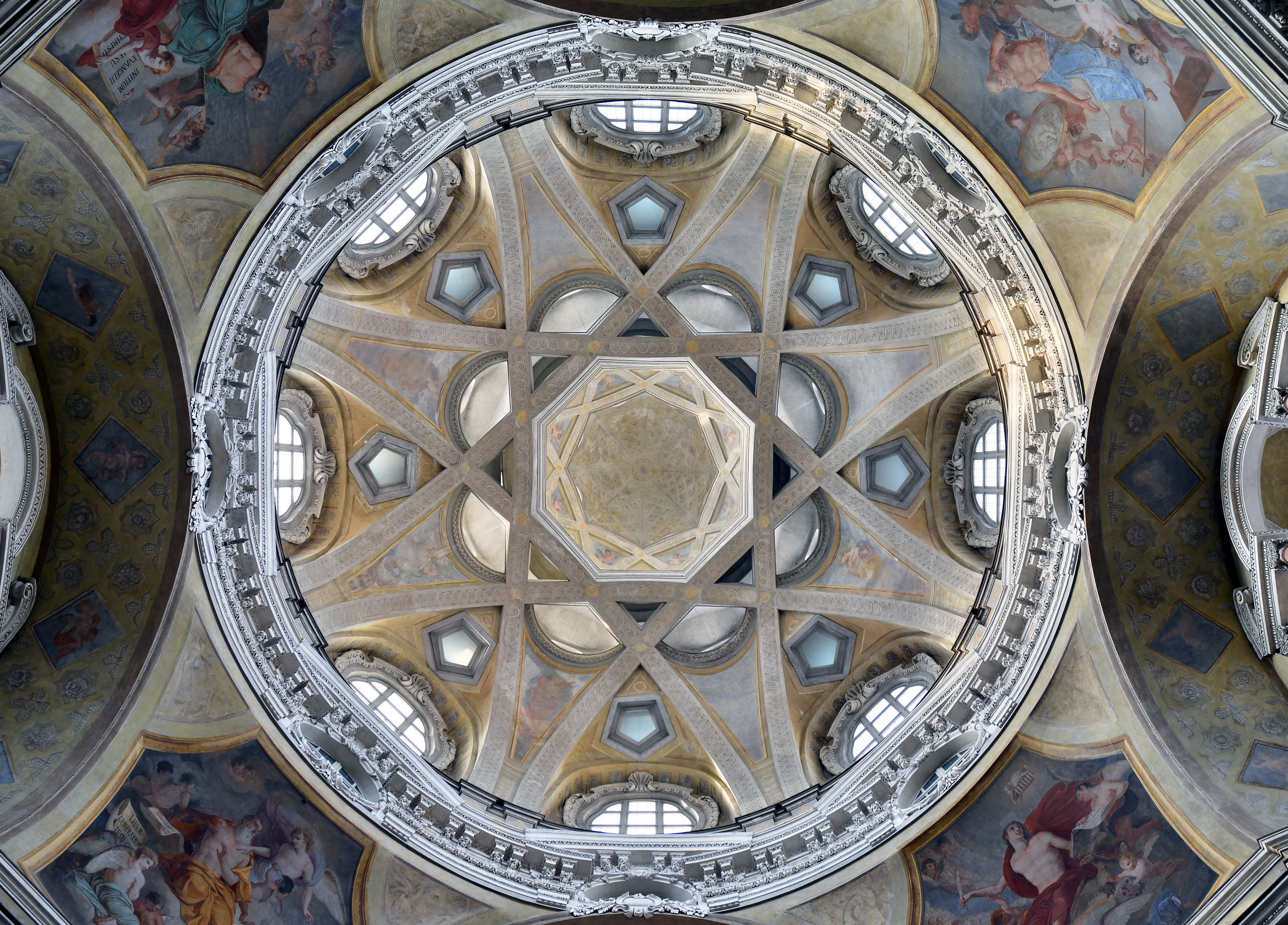
Cúpula de la iglesia de San Lorenzo (Turín), de Guarino Guarini
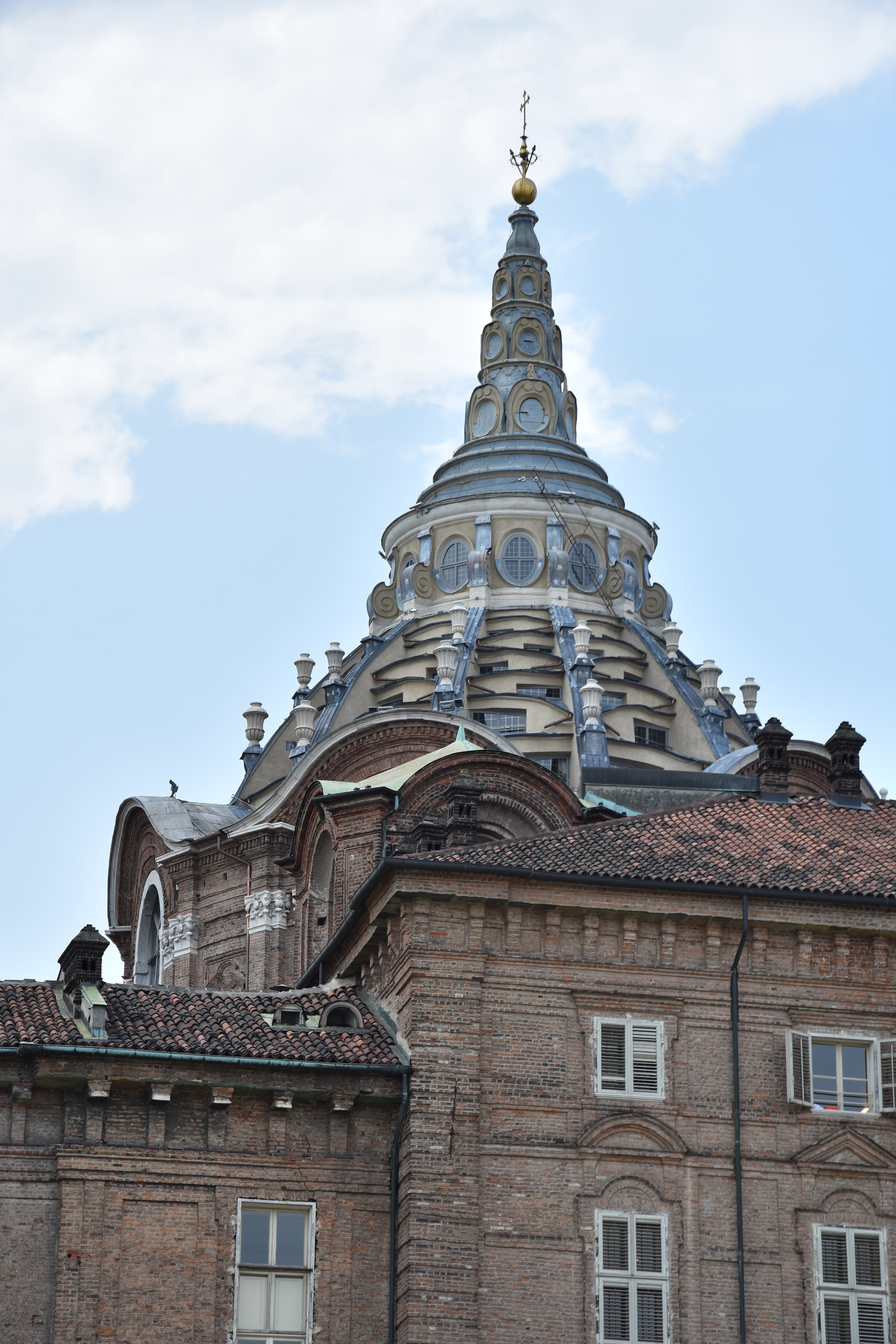
Cúpula de la capilla de la Sábana Santa (1668-1694)), de Guarini
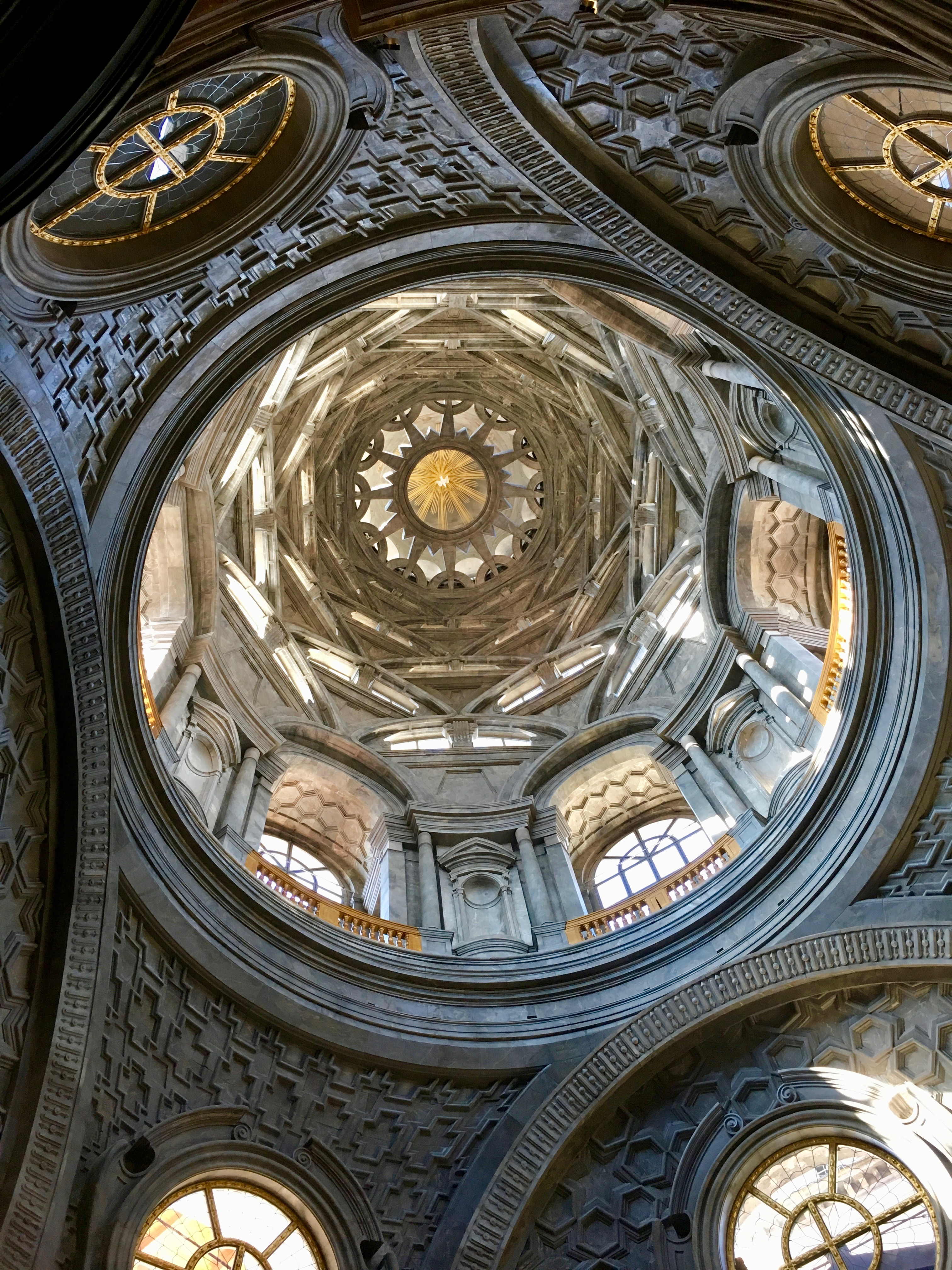
Interior de la cúpula de la capilla de la Sábana Santa

### Milán

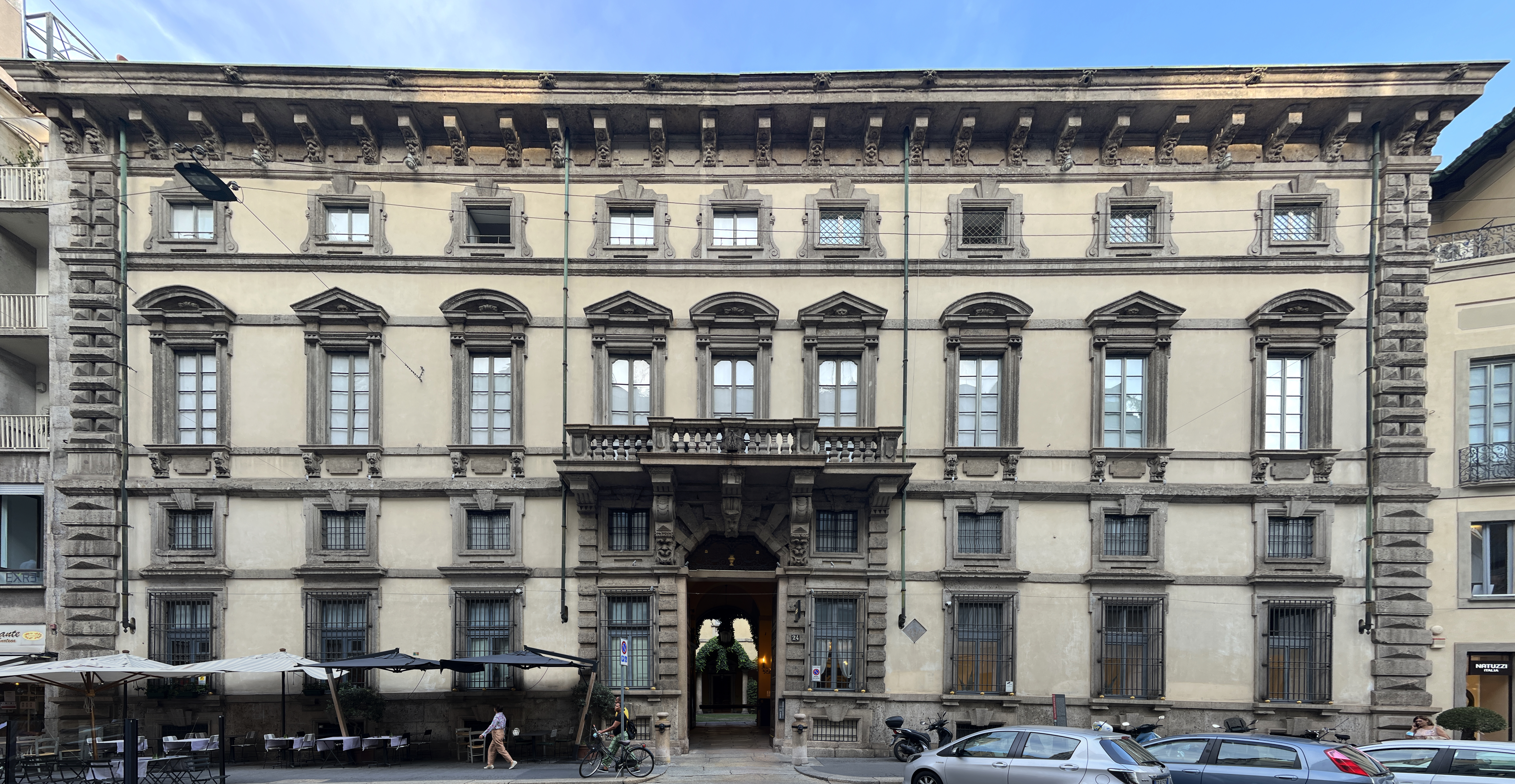
palacio Durini (1645-?), obra de Richini

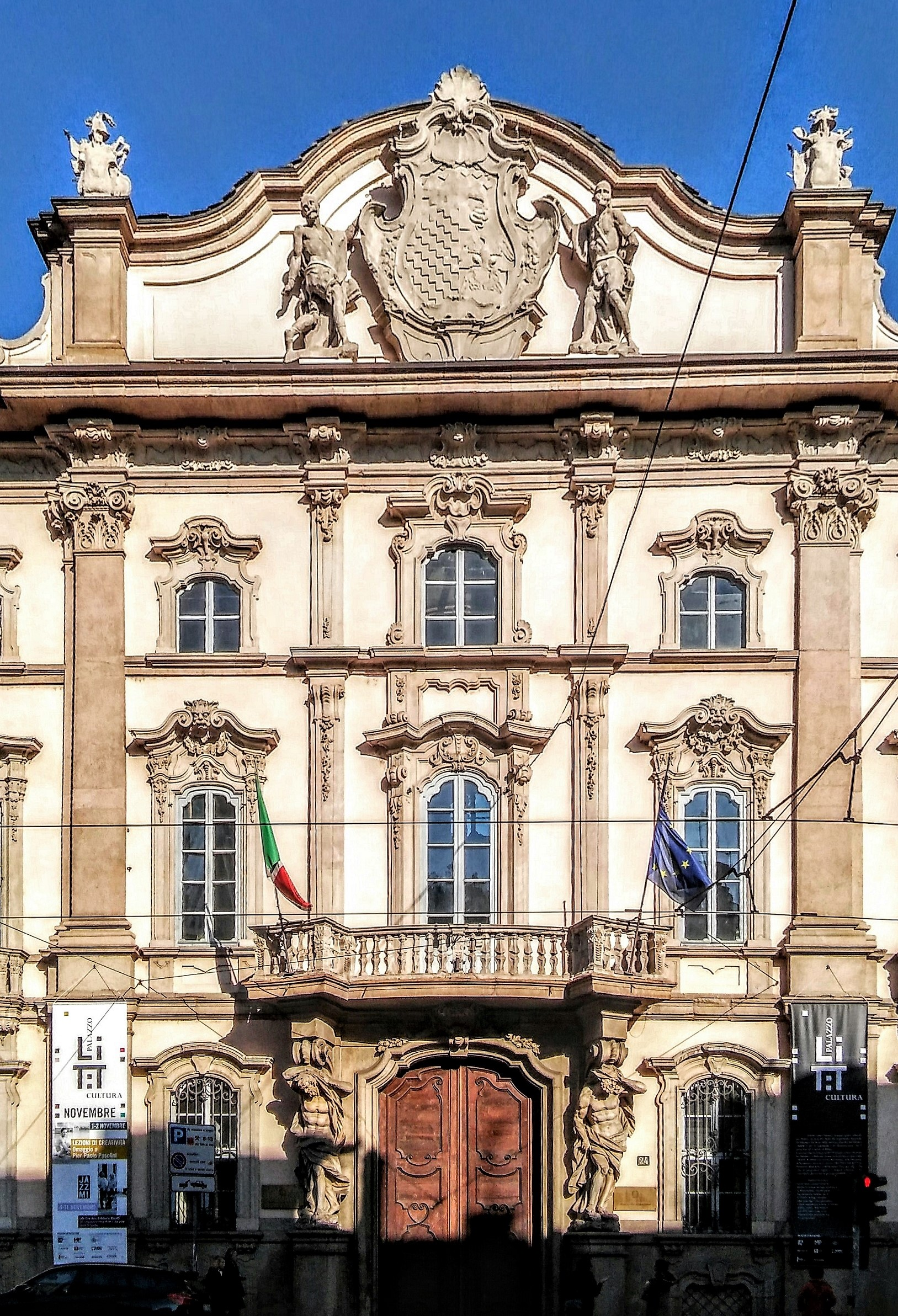
Detalle del portal del palazzo Litta (1642-1741), proyecto de Richini que no fue terminado hasta 1752, con la imponente fachada diseñada por Bartolomeo Bolli.

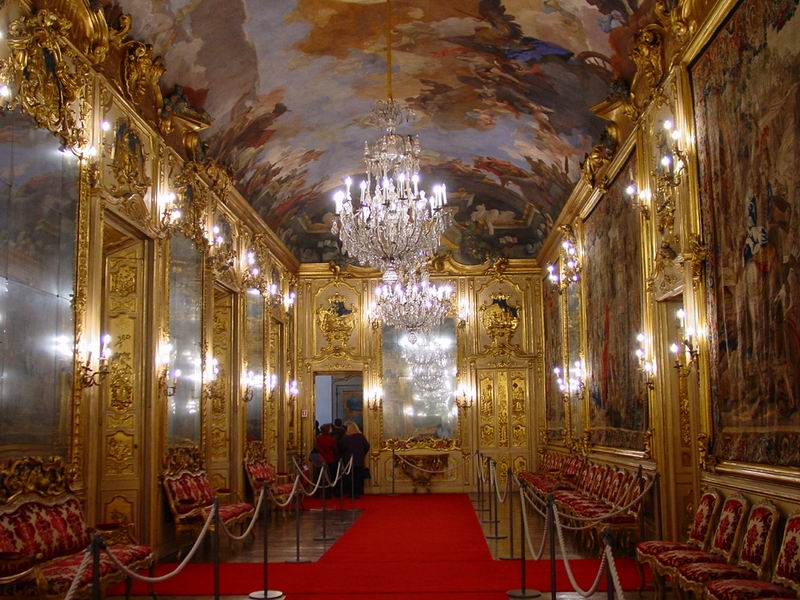
Galleria degli arazzi (1740), con los frescos de Tiepolo del palacio Clerici: uno de los interiores más significativos del panorama barroco milanés.

El Barroco fue el estilo artístico dominante entre el Seicento y la primera mitad del Settecento en la ciudad. De hecho, gracias a la obra de los cardenales Borromeo y a su importancia en los periodos de dominio extranjero —primero español y luego austriaco— Milán vivió una animada temporada artística en la que asumió el papel de motor del barroco lombardo. El  barroco milanés se puede dividir en tres partes: el primer Seicento, el segundo Seicento y el Settecento. 
El primer Seicento comenzó en 1595 con el nombramiento de Federico Borromeo (1564-1631) como obispo de Milán, en continuidad con la obra de su primo Carlo (1538-1584). Desde el punto de vista arquitectónico, los encargos religiosos dominaban la escena, ya que la gobernantes españoles prestaban más atención a las obras de utilidad militar que a la civil; muchas de las iglesias existentes fueron completamente reconstruidas y decoradas en estilo barroco, y otras tantas fueron construidas ex novo: si el estilo barroco fue introducido en Milán por Lorenzo Binago (1554-1629) —autor de la iglesia de San Alessandro in Zebedia (1601-1658)—, hubo otros dos arquitectos principales que compartieron escena en la época, a saber, Fabio Mangone (1587-1629), con líneas más clásicas y por esta razón elegido a menudo para los encargos de Federico Borromeo, y Francesco Maria Richini (1584-1658) conocido simplemente como il Richini, con líneas más inspiradas en el primer barroco romano. Fallecido trempranamente Mangone, Richini representó sin duda al mejor arquitecto del Milán seicentesco, y para encontrar una figura tan prestigiosa en la arquitectura milanesa habrá que esperar hasta la llegada de Giuseppe Piermarini (1734-1808), que será autor del Teatro de la Scala en Milán y de la Villa real de Monza. Entre 1607 y 1630 Richini construyó la iglesia de San Giuseppe (1607-1630), que, como la iglesia del Gesù en Roma, estaba pensada para practicar el exceso sobre la moda académica manierista hasta entonces en uso. Richini introdujo una planta combinada, que consiste en dos áreas centrales, derivadas de Sant' Alessandro, también en Milán. El efecto plástico también se nota en la fachada, decorado por una serie de nichos superpuestos. Posteriormente, en 1627 se dedicó a la fachada del Collegio Elvetico (ahora sede del Archivio di Stato), donde apuntó a una integración entre el interior y el exterior a través de un prospecto cóncavo. Esta interesante solución, posiblemente la primera fachada curva del período barroco, es anterior a ciertos temas expresados más tarde por Borromini, y confirma a Richini como uno de los más grandes arquitectos del barroco temprano.
La segunda fase del Barroco comenzó tras la gran peste manzoniana de 1630, que redujo a la mitad la población de la ciudad. La arquitectura, con el fallecimiento de Fabio Magone, encumbró a Richini que permaneció casi inigualable en su producción milanesa, flanqueado por intérpretes menores como Gerolamo Quadrio y Carlo Buzzi. Gracias a este último hecho, las creaciones de este período rompieron por completo con las influencias manieristas, para acercarse a una experiencia marcadamente barroca, con influencias de las escuelas emiliana, genovesa y romana. Las obras religiosas ya no tenían la misma pujanza aunque aún representaban los mayores encargos de la época; sin embargo, se dio más prioridad a la decoración interior de las iglesias ya existentes que a la construcción de nuevos edificios. La construcción de la iglesia de Santa María de la Pasión se inició en el siglo XVI, disminuyendo la intensidad constructiva con el paso de los años, para recuperar vivacidad en el siglo XVII, por lo que la iglesia es una mezcla de arte barroco y renacimiento lombardo. La fachada de la iglesia, que data de 1692 y fue diseñada por Giuseppe Rusnati, está marcada por cuatro pilastras: en los lados extremos hay dos hornacinas típicamente barrocas, mientras que los otros tres espacios marcados por las pilastras están decorado con altorrelieves. La otra construcción importante fue la iglesia de Santa María alla Porta, completamente reconstruida sobre la antigua iglesia del siglo XII: el proyecto fue elaborado inicialmente por Richini a partir de 1652, y luego, tras su muerte en 1658, pasó a manos del arquitecto Francesco Borromini, quien finalizó el proyecto, siendo responsable en particular del portal principal. La fachada, más bien esbelta, se divide en dos órdenes, jónico y corintio respectivamente, unidos por volutas y que rematan en un tímpano sobre el que se colocan las estatuas de la Virgen y de dos Ángeles; en la fachada hay nichos a los lados, mientras que la parte central está más decorada, con el portal principal arquitrabado rematado por un relieve de Carlo Simonetta de la Coronación de la Virgen de 1670; el orden superior está decorado con una ventana del barroco tardío 
El Settecento representa la última fase barroca; el estilo no desembocó abiertamente en el rococó gracias a la acción reguladora del colegio de ingenieros-arquitectos milaneses y se produjo un cambio de tendencia: los encargos religiosos ya no jugaban el papel principal en el panorama artístico milanés, sino que cedieron el paso al diseño de villas encantadoras en la campiña milanesa y al regreso de las grandes obras urbanas privadas: la vivacidad de las obras llevó a un mayor número de intérpretes ilustres, entre ellos Giovanni Battista Quadrio, Carlo Federico Pietrasanta, Bartolomeo Bolla, Carlo Giuseppe Merlo y Francesco Croce,, a los que se unió el romano Giovanni Ruggeri, muy activo en toda Lombardía. Ya entrado el Settecento se asistió a una época en la que las líneas del barroco se vieron mitigadas por el neoclasicismo que se avecinaba.

Iglesias barrocas milanesas
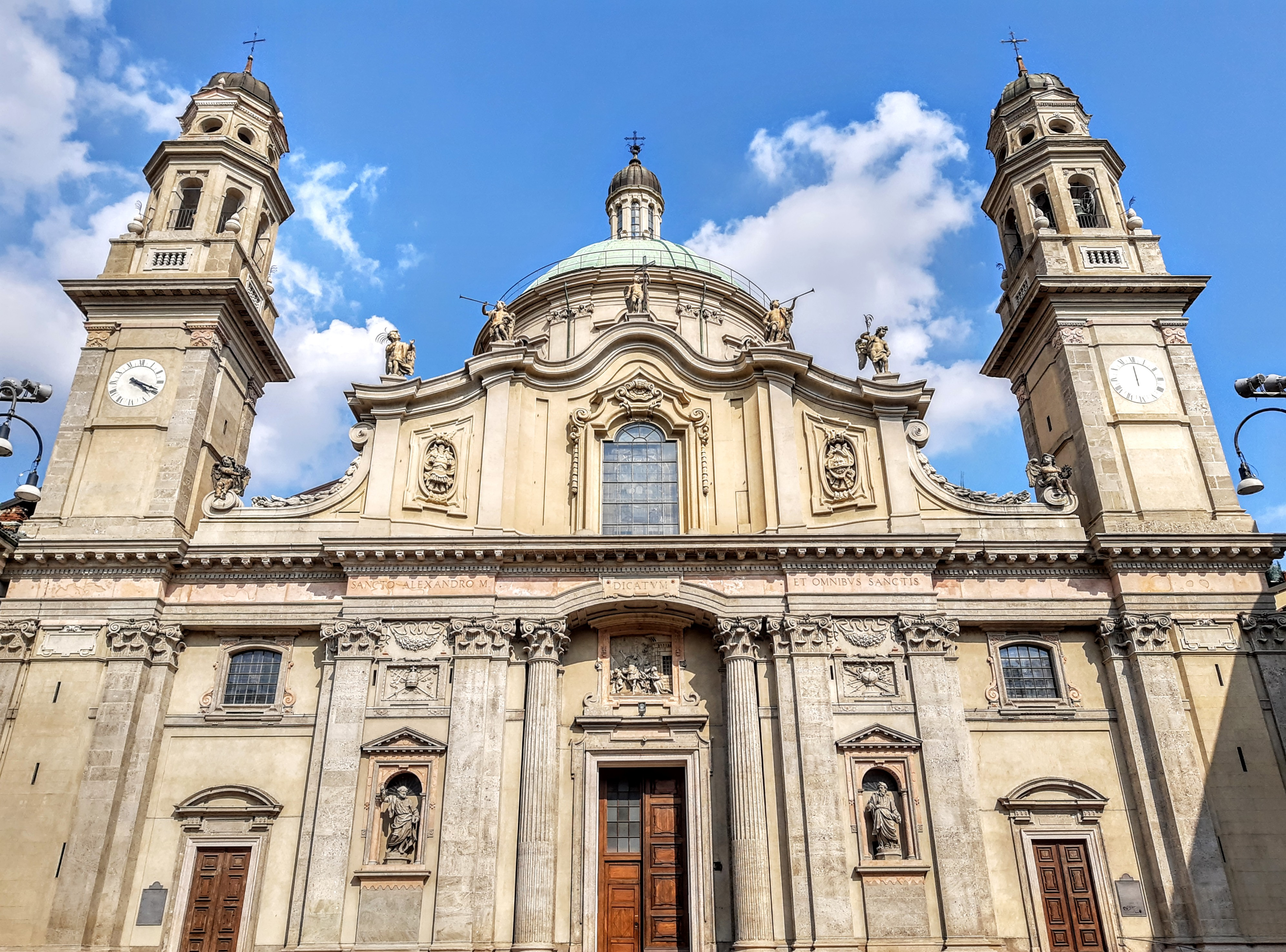
Iglesia de San Alessandro in Zebedia (1601-1658-1710), obra de Lorenzo Binago
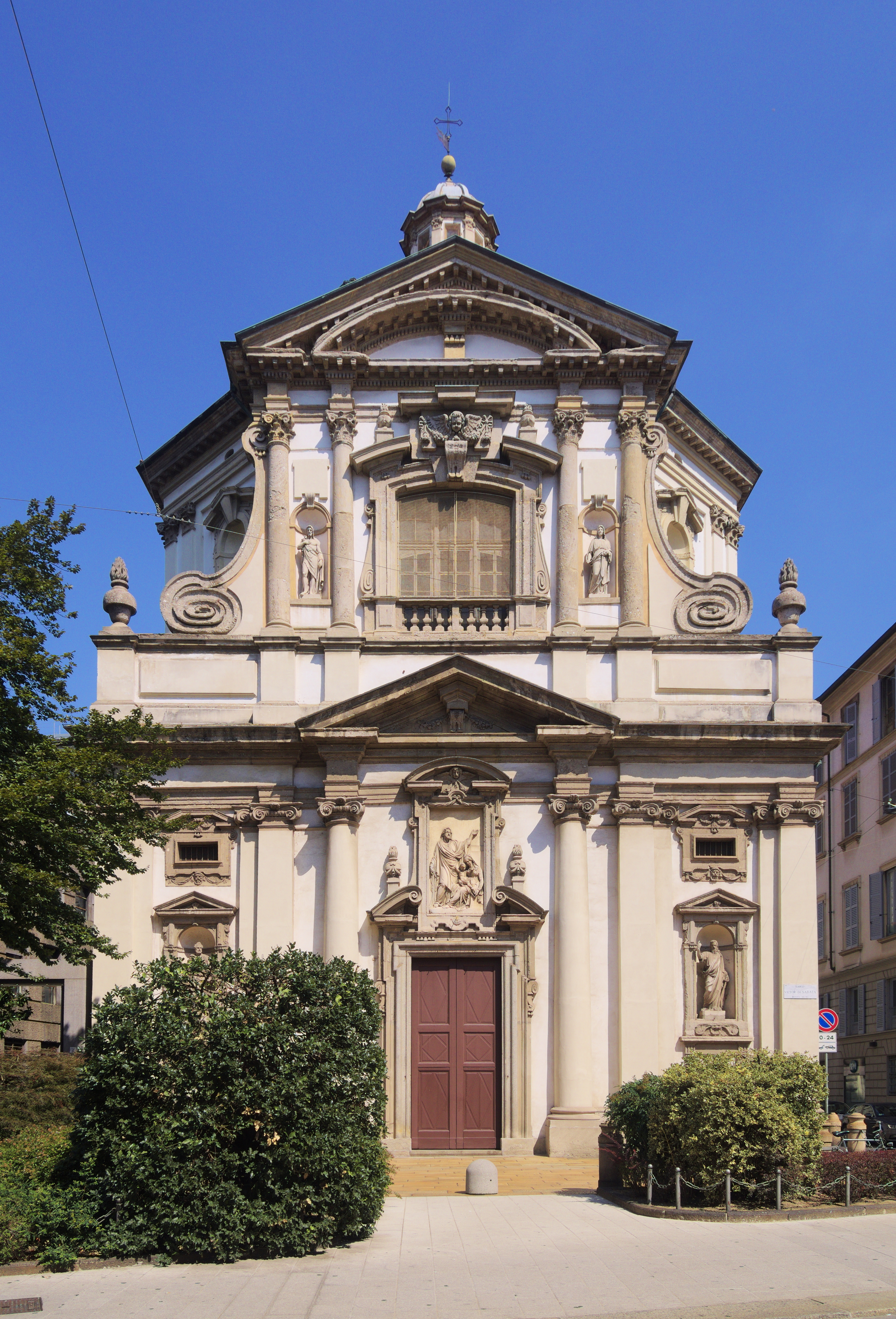
Iglesia de San Giuseppe (1607-1630), obra de Francesco Maria Richini
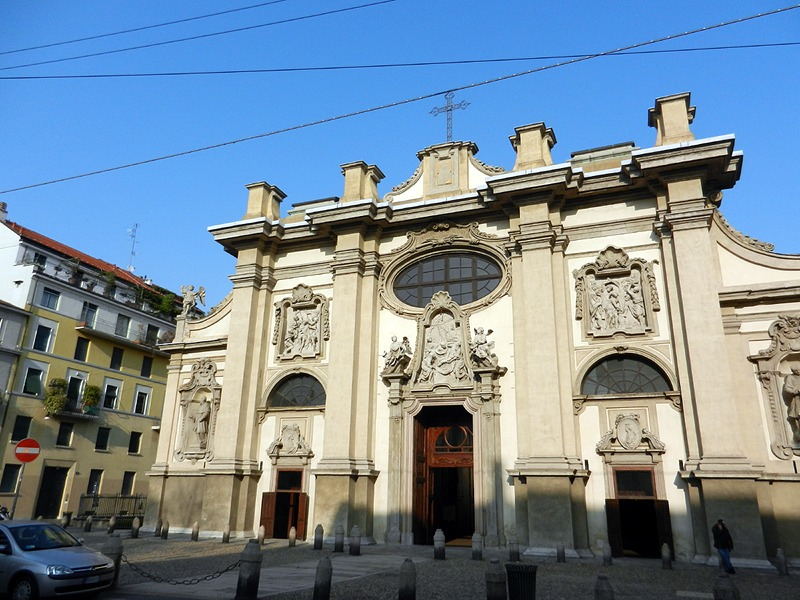
Fachada de la iglesia de Santa María de la Pasión (1692), diseñada por Giuseppe Rusnati
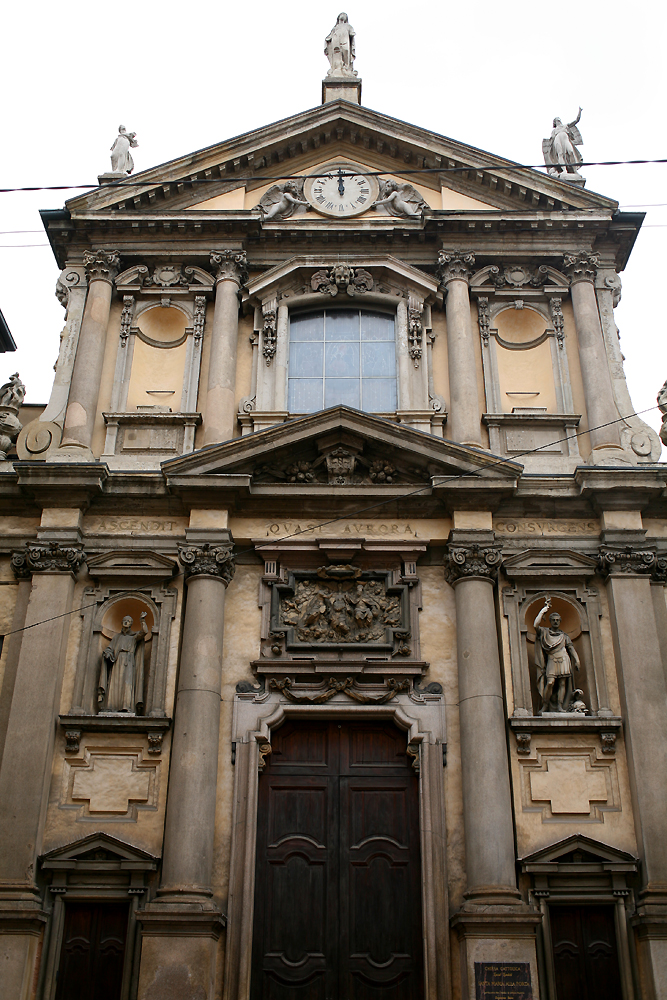
Iglesia de Santa Maria alla Porta, proyecto de Richini (1652) que a su muerte en 1658, pasó a manos de Borromini, siendo éste responsable del portal principal.[Bi. 4]
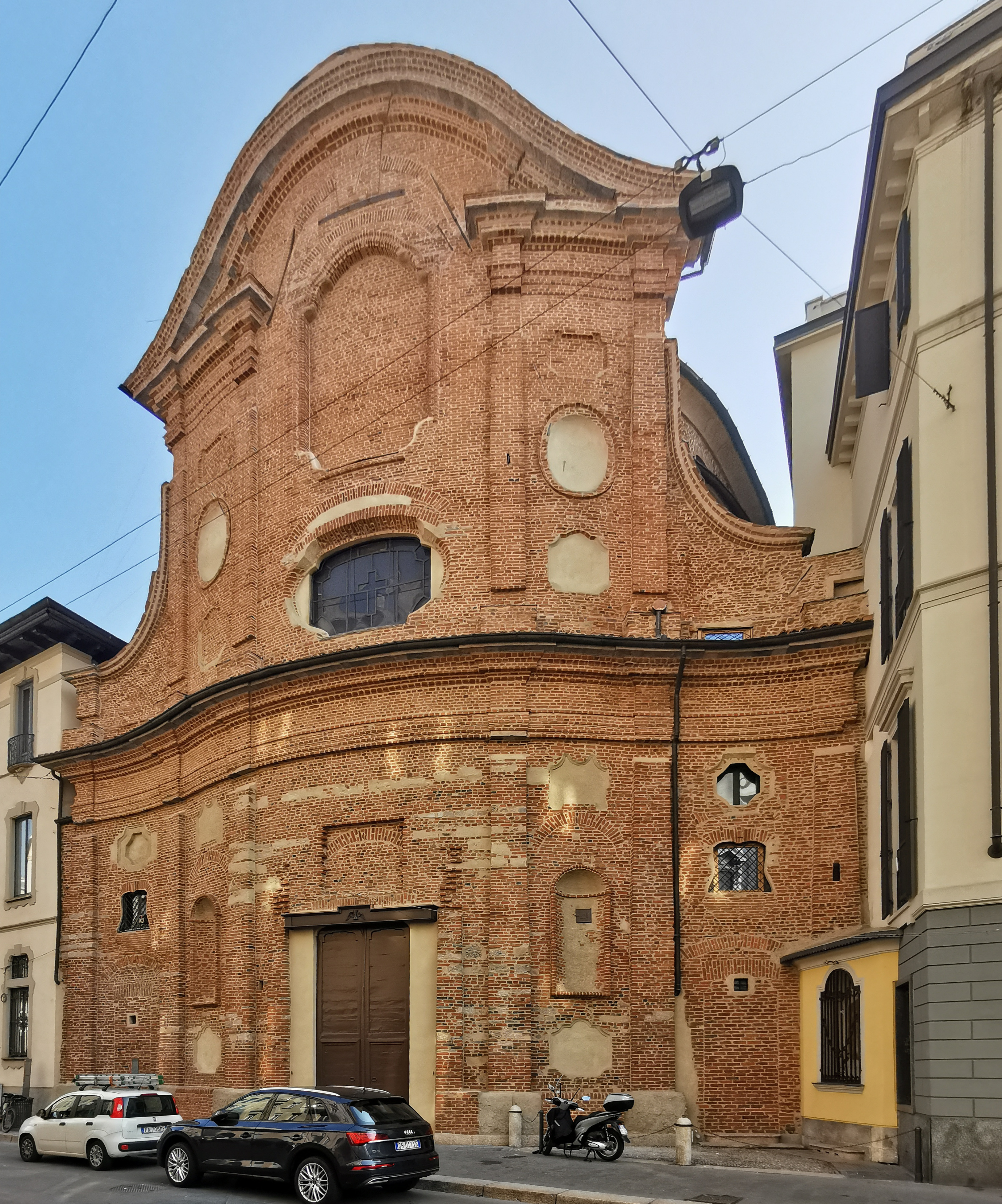
iglesia de Santa Maria della Sanità, según proyecto de Giovanni Battista Quadrio rediseñada y completada por Carlo Federico Pietrasanta

### Venecia

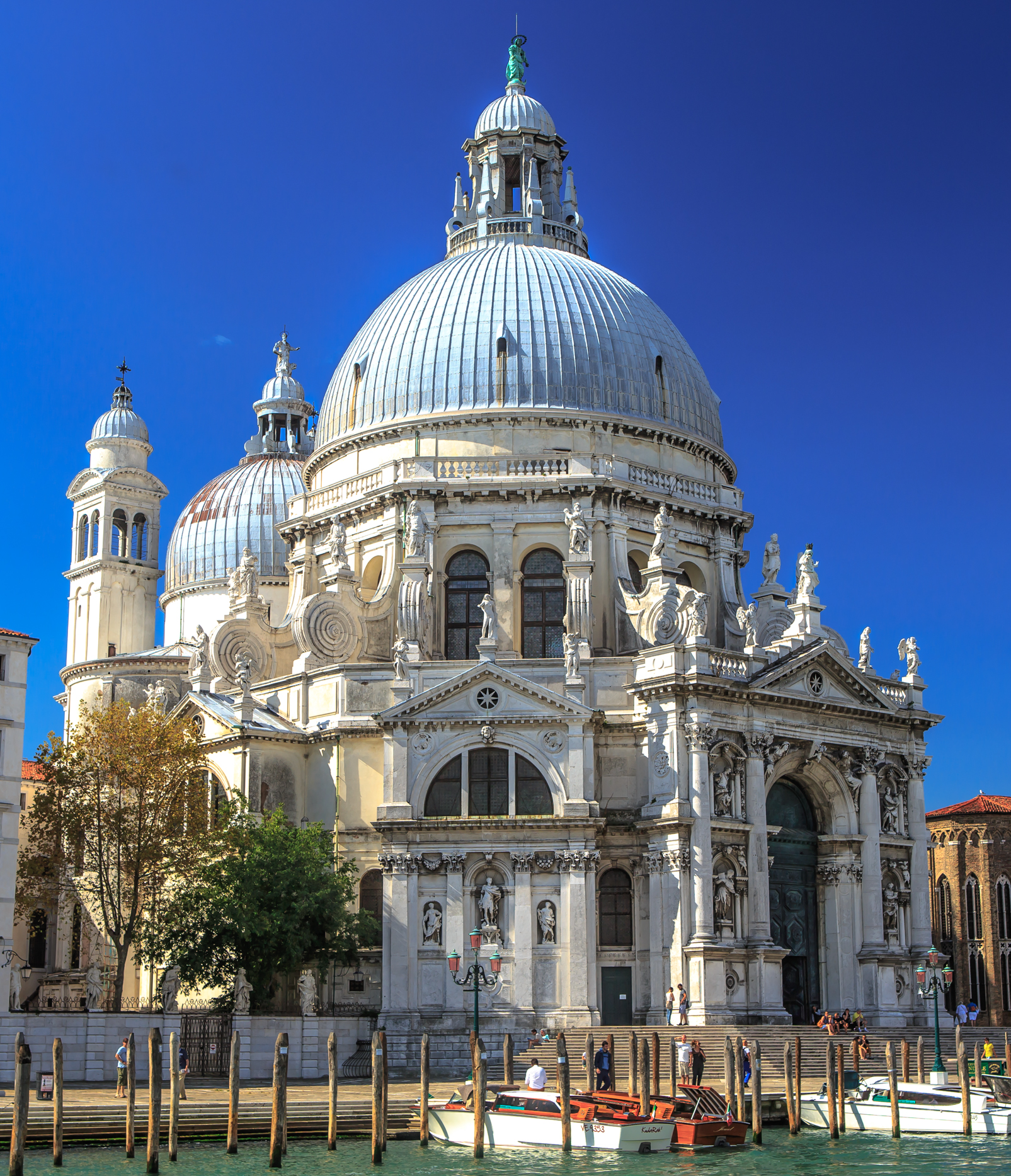
Basílica de Santa Maria della Salute, Venecia

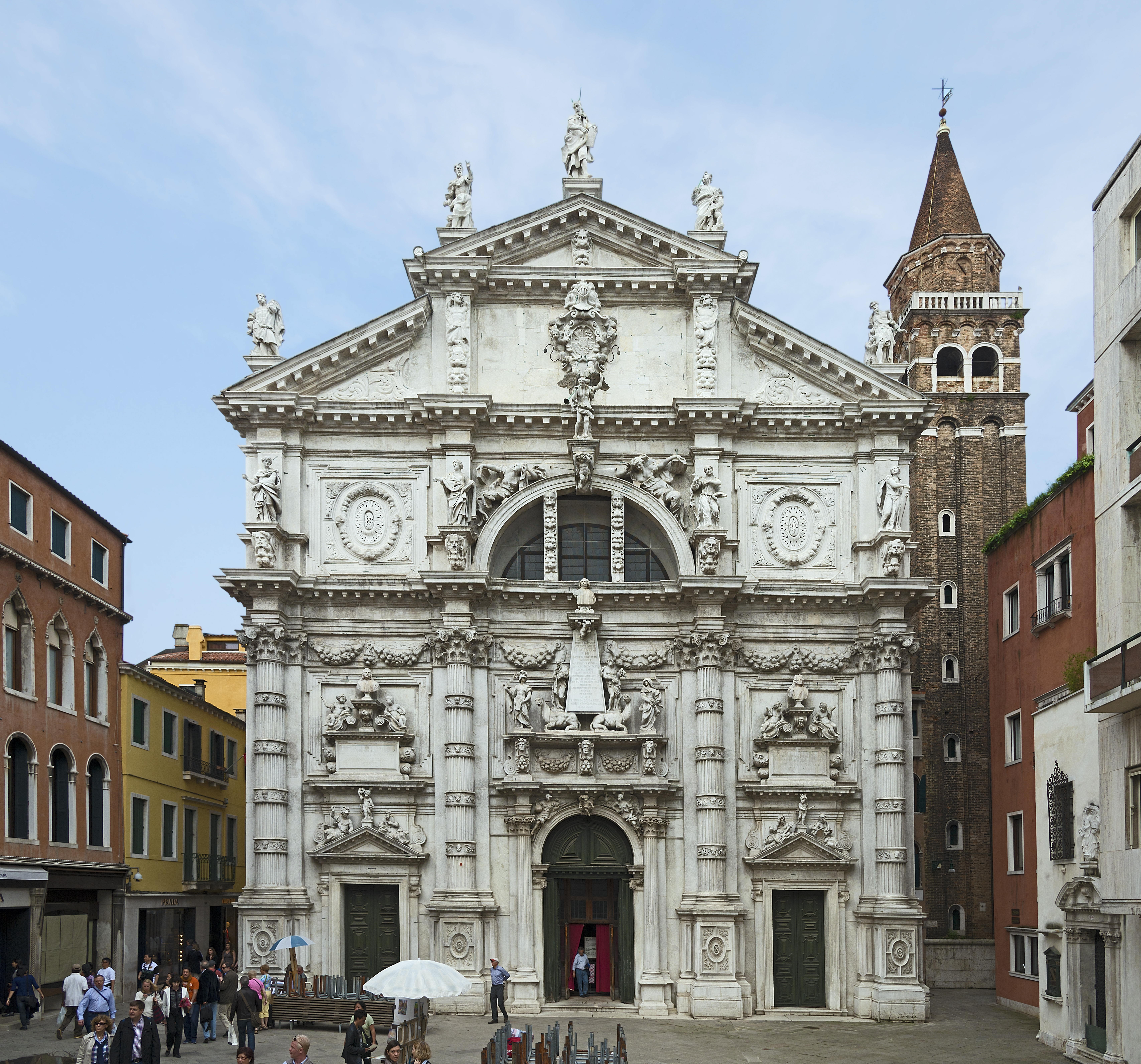
Fachada de San Moise

El barroco veneciano, según la práctica local, vio a Baldassarre Longhena (1598-1682) como su principal exponente. Después de la peste de 1630, comenzó la construcción de la iglesia de Santa Maria della Salute, utilizando una planta central. En el cuerpo octogonal de la basílica, Longhena agregó un santuario bordeado a ambos lados por dos ábsides, similar al adoptado por Andrea Palladio en la basílica del Santísimo Redentor; esta solución fortalecía el eje longitudinal del templo, que de hecho se convirtió en el cuerpo central en la propia nave. El estilo barroco del templo es evidente en la conformación de las masas externas, dispuestas a lo largo del Gran Canal: el cuerpo octogonal cubierto por una gran cúpula está flanqueado por la corona del santuario y los dos campanarios. La profusión de los detalles plásticos en Loghena alcanzó su punto máximo en la fachada de la iglesia dell'Ospedaletto (terminada en la década de 1670), decorada ricamente y con fantasía con atlantes, cabezas gigantes y máscaras de león.
Longhena también trabajó en el campo de la arquitectura cívica: su Ca' Pesaro (1652-1710) presenta una planta aparentemente convencional, pero el juego de luces y de sombras que se encuentra en la fachada ricamente ornamentada le confiere un carácter típicamente barroco.
Otros arquitectos venecianos de la época fueron Andrea Tirali (iglesia de los Tolentini, palacio Manfrin Venier), Giuseppe Sardi (1624-1699) (Santa Maria del Giglio) o Domenico Rossi (San Stae, Ca' Corner della Regina).

Edificios barrocos venecianos
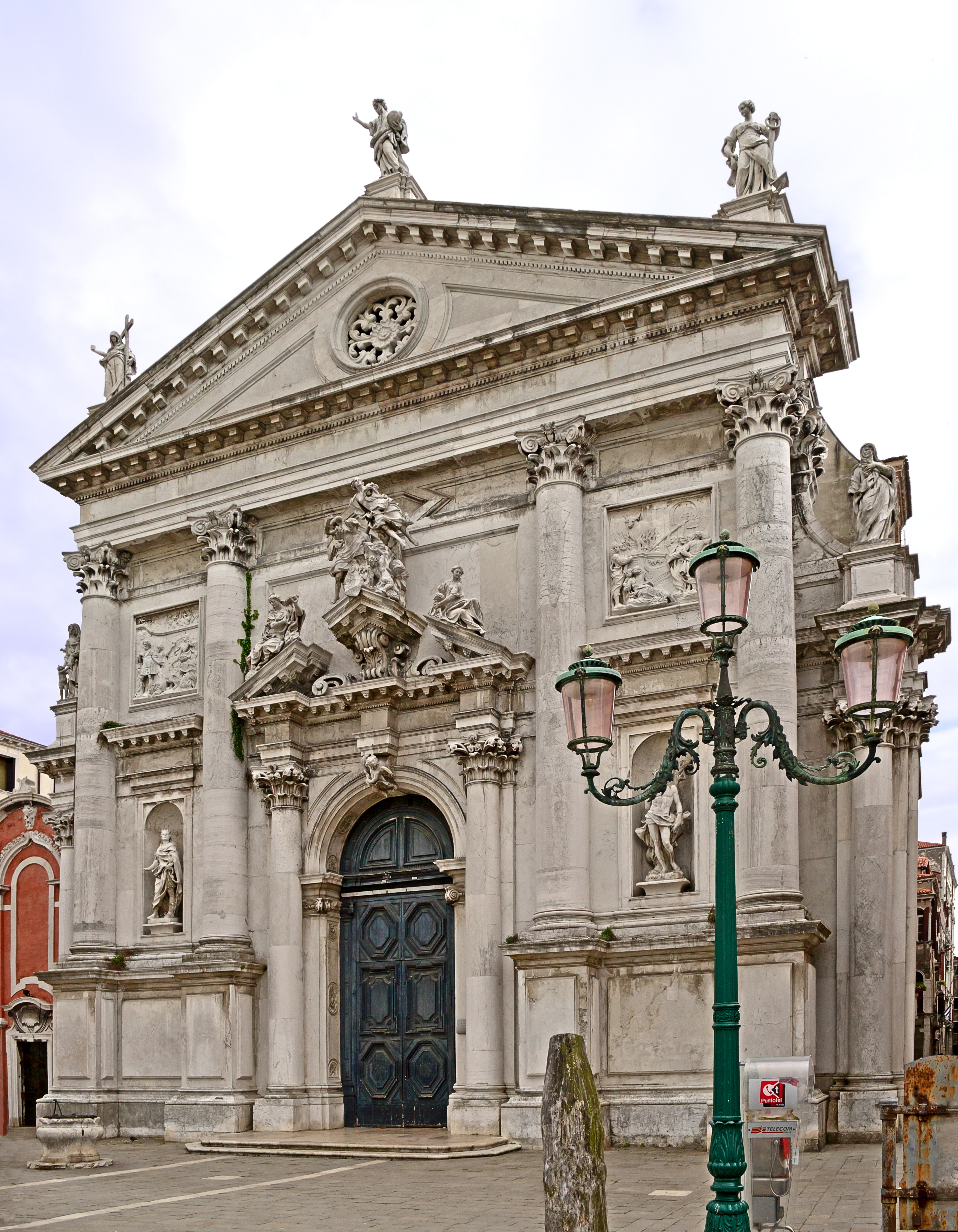
San Stae (1709)
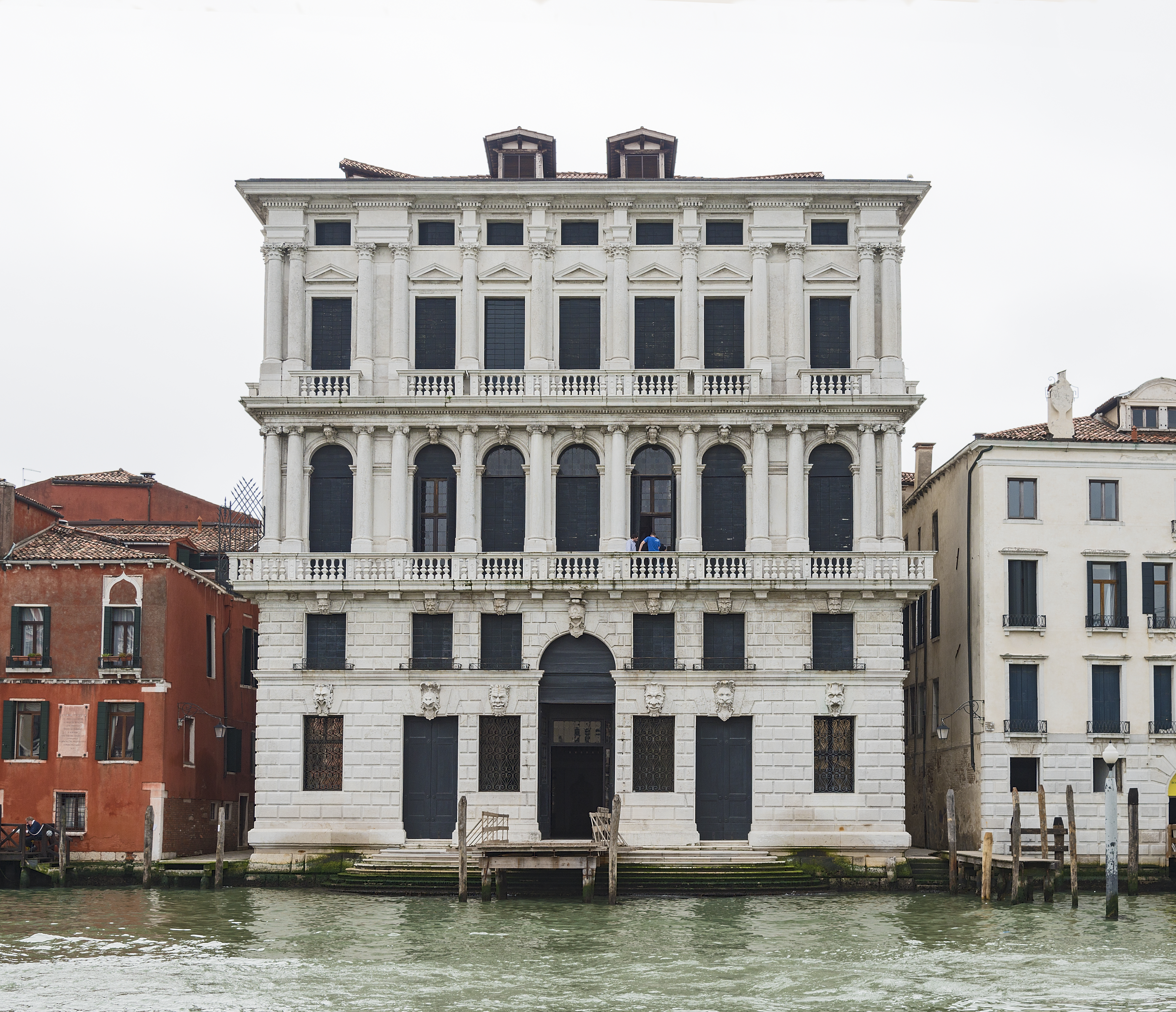
Ca' Corner della Regina, de Domenico Rossi.
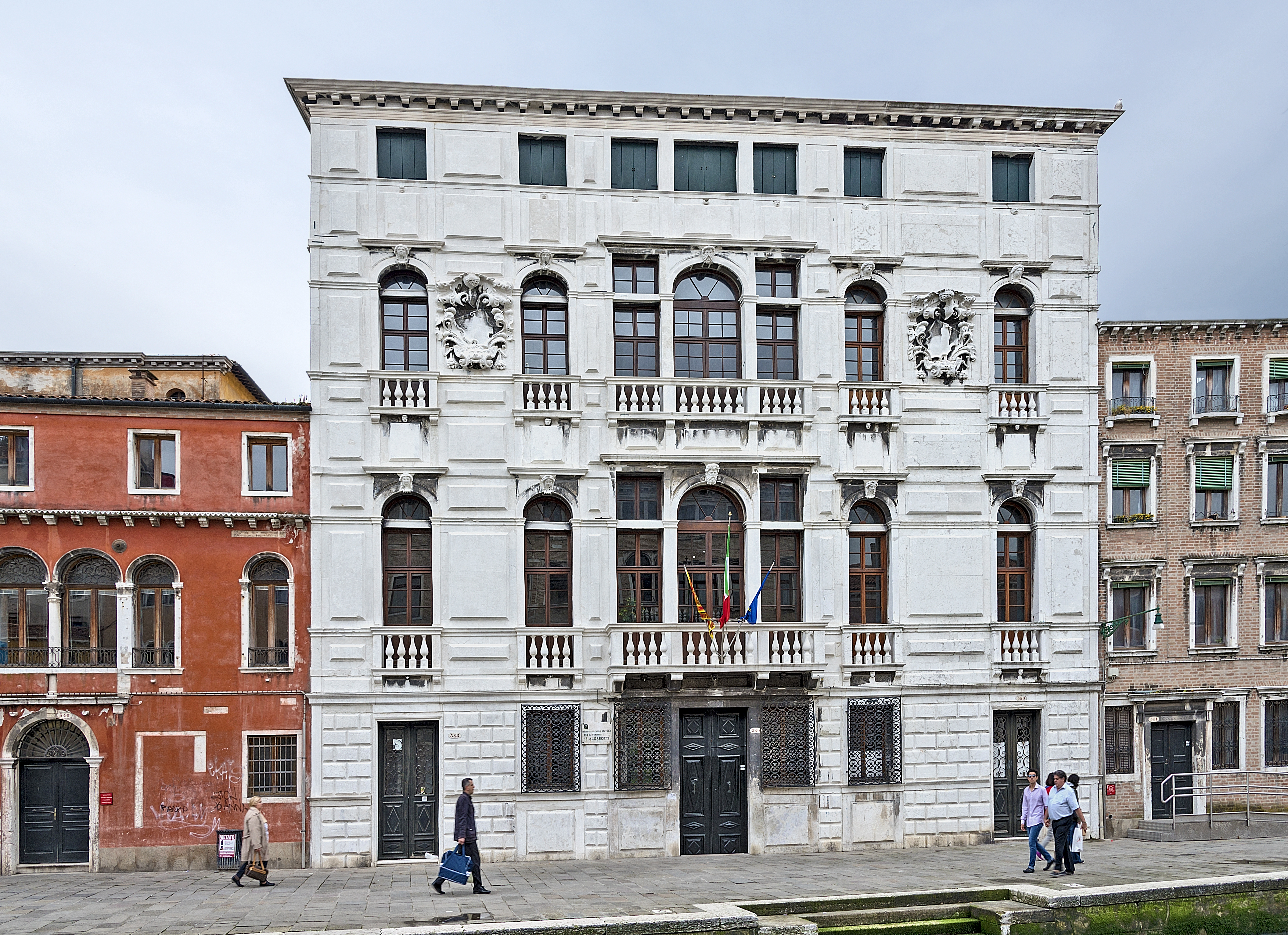
Palazzo Savorgnan, de Giuseppe Sardi.
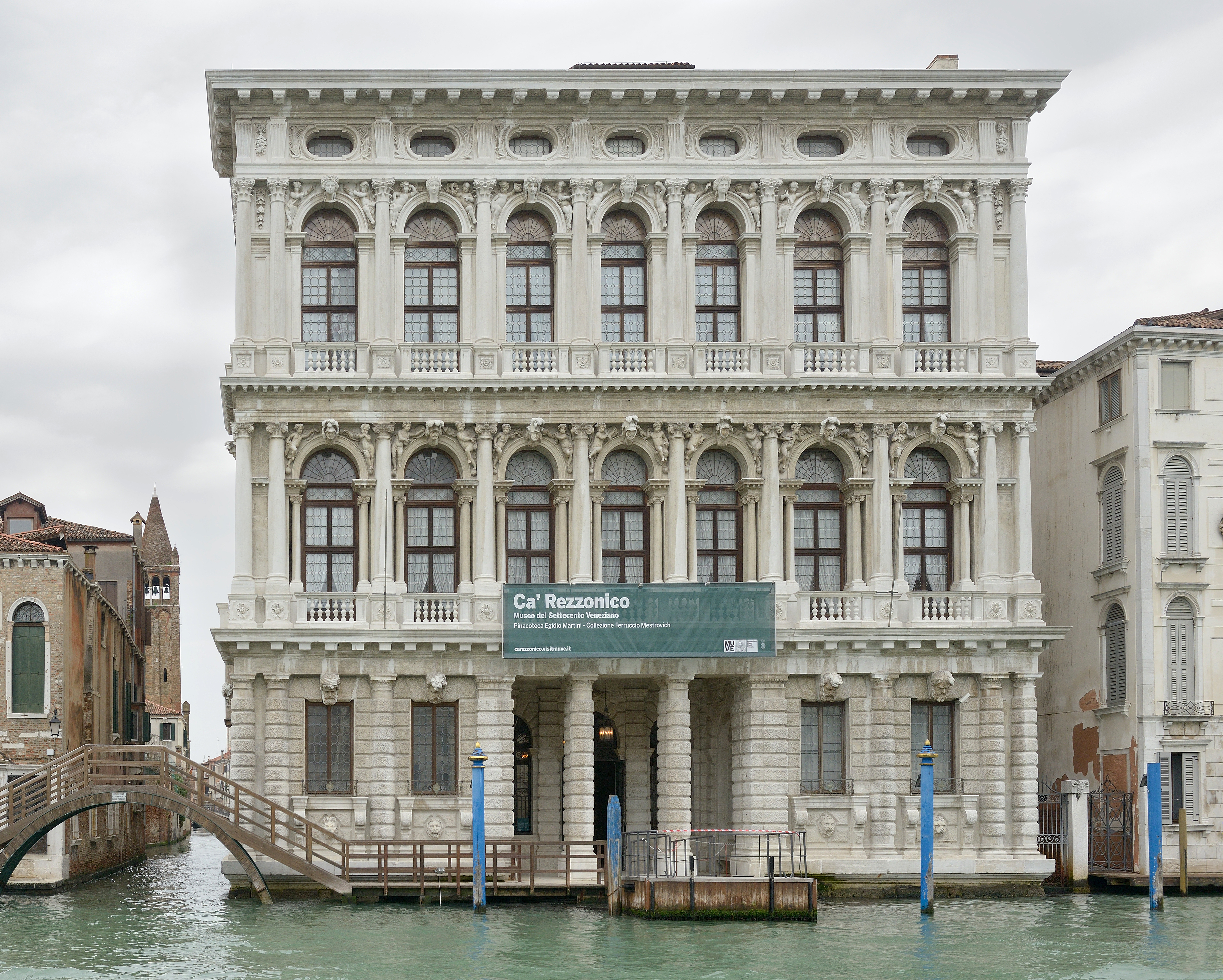
Ca' Rezzonico (1667-1682), de Baldassare Longhena.
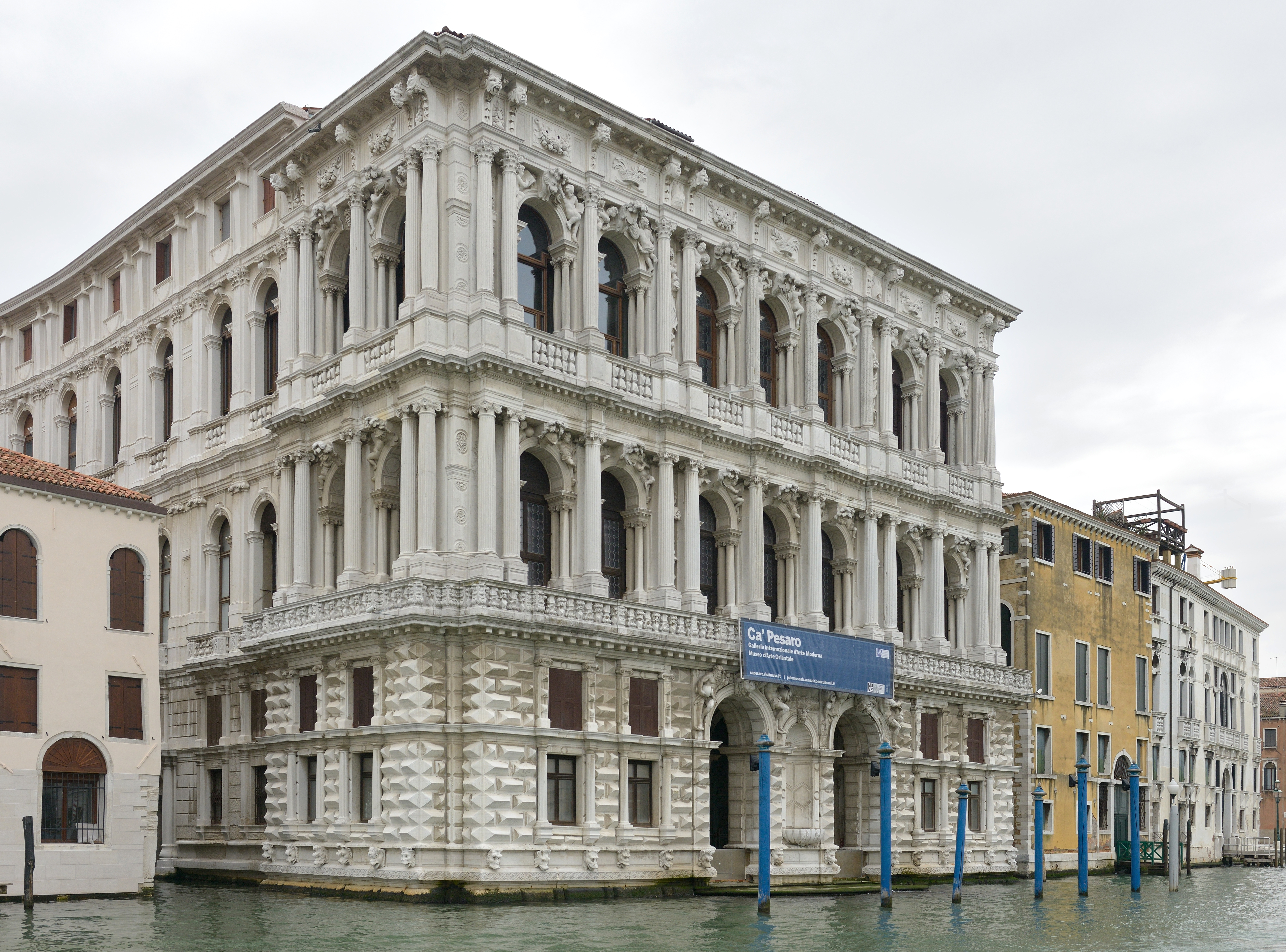
Ca' Pesaro (1652-1710), de Longhena.

### Génova
La segunda mitad del Cinquecento, gracias a la excepcional prosperidad económica de la República genovesa, fue una época muy fructífera desde un punto de vista arquitectónico. Los mejores ejemplos son los edificios de la recién nacida Strada Nuova, las numerosas villas suburbanas y las cuatro principales iglesias de Génova después de la catedral: Santa Maria Assunta de Carignano, San Siro, el Gesù y Santissima Annunziata de Vastato, todas estas nuevas iglesias obras documentadas por Rubens en su obra Palazzi di Genova, publicada en Amberes en 1622, y acompañada por las plantas y alzados de esos edificios, considerados como modelos ejemplares de arquitectura.
Algunos de esos grandes palacios han sido considerado por los críticos entre los más importantes del panorama italiano. Entre ellos se recuerda el palazzo Doria Tursi, que puede considerarse una combinación interesante de palacio y villa; de hecho, el frente en la calle pública ofrece la imagen de un palacio típico de la ciudad, mientras que el jardín interno, elevado y ópticamente separado de la red de calles externa, crea una proporción más íntima. La configuración planimétrica del vestíbulo, unida al jardín interno, más alto, por medio de una amplia escalera, también denuncia la presencia de un movimiento en profundidad.